# Chiến tranh Triều Tiên
Chiến tranh Triều Tiên là cuộc chiến xảy ra trên bán đảo Triều Tiên giữa Bắc Triều Tiên (với sự hỗ trợ của Trung Quốc, Liên Xô cùng các nước xã hội chủ nghĩa) và Hàn Quốc (với sự hỗ trợ đến từ Liên Hợp Quốc, trong đó quốc gia giữ vai trò nòng cốt là Hoa Kỳ). Chiến tranh bắt đầu từ ngày 25 tháng 6 năm 1950 và kết thúc bất phân thắng bại trong bế tắc vào ngày 27 tháng 7 năm 1953. Chiến tranh Triều Tiên là một trong những cuộc chiến lớn, khốc liệt và quốc tế hóa nhất kể từ sau Thế chiến 2. Đây là kết quả của chiến tranh Lạnh, những mâu thuẫn – xung đột liên Triều cùng sự phân cực của thế giới sau Thế chiến.
Từ đầu thế kỷ 20, bán đảo Triều Tiên là một thuộc địa của Đế quốc Nhật Bản. Sau khi Nhật Bản đầu hàng, bán đảo này bị chia cắt ở vĩ tuyến 38° Bắc thành hai vùng tập kết quân sự theo thỏa thuận của Đồng Minh. Liên Xô quản lý nửa phía Bắc trong khi Hoa Kỳ quản lý nửa phía Nam. Năm 1948, căng thẳng trong chiến tranh Lạnh dâng cao, các khu vực chiếm đóng hình thành hai nhà nước riêng biệt: một nhà nước xã hội chủ nghĩa ở miền bắc dưới sự lãnh đạo toàn trị của Kim Nhật Thành và một nhà nước tư bản chủ nghĩa ở miền nam dưới sự lãnh đạo độc tài của Lý Thừa Vãn. Cả hai đều tuyên bố là chính phủ hợp pháp duy nhất của toàn bộ bán đảo và không chấp nhận việc phân chia biên giới giữa hai miền là vĩnh viễn.
Được Liên Xô hậu thuẫn, Bắc Triều Tiên vượt qua biên giới và tổng tấn công Hàn Quốc vào ngày 25 tháng 6 năm 1950, sự kiện này diễn ra cùng lúc với các cuộc nổi dậy lớn của những người theo chủ nghĩa cộng sản ở miền Nam. Hội đồng Bảo an Liên Hợp Quốc lên án hành động của Bắc Triều Tiên là một cuộc chiến tranh xâm lược, đồng thời cho phép thành lập Bộ chỉ huy Liên Hợp Quốc - đưa lực lượng quân sự quốc tế tới Hàn Quốc để chống lại hành động này với cá nhân quân đội Hoa Kỳ chiếm đa số. Quyết định của Liên Hợp Quốc được đưa ra mà không có sự đồng thuận từ phía Liên Xô và Trung Quốc - hai quốc gia ủng hộ Bắc Triều Tiên.
Sau hai tháng đầu tiên, Bắc Triều Tiên với ưu thế tuyệt đối đã nhanh chóng chiếm được phần lớn lãnh thổ miền Nam. Các lực lượng Liên Hợp Quốc và Hoa Kỳ đóng tại Nhật Bản được triển khai tới hỗ trợ Hàn Quốc. Liên quân sau đó giành chiến thắng trong trận Vành đai Pusan.
Tháng 9 năm 1950, liên quân tiếp tục chiến thắng trong trận Nhân Xuyên, tiêu diệt phần lớn lực lượng Bắc Triều Tiên. Lúc này, họ quyết định phản công, đặt tham vọng chinh phục ngược lại toàn bộ lãnh thổ Bắc Triều Tiên để thống nhất bán đảo. Kế hoạch này gần đạt được thành công thì bị chặn lại bởi sự tham chiến của Chí nguyện quân Trung Quốc.
Trong giai đoạn sau của cuộc chiến, Bắc Triều Tiên phải hứng chịu hàng loạt chiến dịch ném bom chiến lược của Không quân Hoa Kỳ và Không quân Liên Xô cũng bí mật tham chiến dưới danh nghĩa "Chí nguyện Quân Nhân dân Trung Quốc" để bảo vệ đồng minh.
Hai năm cuối của cuộc chiến trở thành chiến tranh tiêu hao và xung đột vũ trang lẻ tẻ. Chiến tranh Triều Tiên kết thúc vào ngày 27 tháng 7 năm 1953 với chỉ một hiệp định đình chiến. Cuộc chiến tạm dừng sau khi Hiệp định đình chiến Triều Tiên được ký kết. Thỏa thuận này tạo ra khu phi quân sự liên Triều (DMZ) để ngăn cách Bắc Triều Tiên và Hàn Quốc, đồng thời cho phép bắt đầu tiến hành trao trả tù binh. Tuy nhiên, không có một hiệp ước hòa bình nào được ký kết và xét về mặt kỹ thuật, hai miền Triều Tiên vẫn đang trong trạng thái chiến tranh.
Chiến tranh Triều Tiên là cuộc xung đột ngắn nhưng khốc liệt và có sức tàn phá khủng khiếp nhất ở châu Á trong thời kỳ hiện đại với hơn 3 triệu người tử vong sau 3 năm chiến đấu, số lượng dân thường thiệt mạng được ước tính thậm chí có thể còn lớn hơn chiến tranh Việt Nam (diễn ra gần 20 năm). Cuộc chiến gây ra sự tàn phá huỷ diệt ở hầu hết các khu vực trên bán đảo Triều Tiên, chia cắt vĩnh viễn hàng triệu gia đình người Triều Tiên, đồng thời khoét sâu hơn nữa vào sự chia rẽ tư tưởng giữa hai miền cho đến tận ngày nay.
Chiến tranh Triều Tiên bên cạnh xung đột quân sự còn xảy ra rất nhiều tội ác chiến tranh với hàng nghìn vụ thảm sát lớn nhỏ của cả hai bên, đơn cử như việc Hàn Quốc thảm sát hàng loạt tất cả những người bị tình nghi ủng hộ, hỗ trợ cho Bắc Triều Tiên hoặc có mối liên hệ với chủ nghĩa cộng sản còn Bắc Triều Tiên thì tra tấn, hành quyết và bỏ đói các tù binh chiến tranh. Đây cũng là một trong những cuộc chiến tốn kém nhất trong lịch sử chiến tranh hiện đại với 30 tỷ đô la Mỹ cho 3 năm chiến đấu vào thời điểm những năm 1950-1953, tương đương khoảng 325 tỷ theo thời giá hiện nay.
Chiến tranh Triều Tiên khiến cho Bắc Triều Tiên trở thành một trong những quốc gia bị ném bom nặng nề nhất trong lịch sử đồng thời kéo theo nhiều cường quốc tham chiến. Bên cạnh đó, chỉ huy liên quân - tướng MacArthur còn chuẩn bị sẵn kế hoạch sử dụng bom nguyên tử nếu tình hình chiến sự đi quá giới hạn nhưng rồi ý tưởng của ông không được Harry Truman - tổng thống Hoa Kỳ đương nhiệm thông qua do lo ngại về Thế chiến 3.

## Tên gọi
Tại Hàn Quốc, cuộc chiến thường được gọi là Ngày 25 tháng 6 hoặc Chiến tranh ngày 25 tháng 6 (tiếng Triều Tiên: 6·25 전쟁), là ngày khởi đầu của cuộc xung đột hay gọi chính thức hơn Hàn Quốc chiến tranh (tiếng Triều Tiên: 한국전쟁, phiên âm latinh: "Hanguk Jeonjaeng"). Tại Bắc Triều Tiên, trong khi thường được biết như là Chiến tranh Triều Tiên, cuộc chiến được gọi chính thức là Chiến tranh Giải phóng Tổ quốc (조국해방전쟁). Tại Hoa Kỳ, cuộc xung đột được gọi tên chính thức là Cuộc xung đột Triều Tiên hơn là một cuộc chiến tranh, chính yếu là tránh sự cần thiết có sự tuyên chiến của Quốc hội Hoa Kỳ. Cuộc chiến đôi khi được gọi là Cuộc chiến bị lãng quên và Cuộc chiến không được biết vì nó là một cuộc xung đột lớn trong thế kỷ XX ít được chú ý hơn Chiến tranh thế giới thứ hai xảy ra trước đó và Chiến tranh Việt Nam khốc liệt hơn xảy ra sau đó. Tại Trung Quốc, cuộc chiến được biết đến với tên gọi Chiến tranh Kháng Mỹ viện Triều (抗美援朝, nghĩa là "Chiến tranh chống Mỹ và trợ giúp Triều Tiên") (朝鮮戰爭, Chaoxian Zhanzheng).

## Bối cảnh lịch sử

### Nhật Bản chiếm đóng
Sau khi đánh bại quân Thanh trong Chiến tranh Trung - Nhật (1894-1895), các lực lượng Nhật Bản lưu lại và chiếm đóng những phần đất quan trọng chiến lược của Triều Tiên. Mười năm sau đó, người Nhật đánh bại hải quân Đế quốc Nga trong Chiến tranh Nga - Nhật (1904-1905), đưa Nhật Bản trở thành một cường quốc. Nhật Bản chiếm đóng bán đảo Triều Tiên, mở rộng tầm kiểm soát của họ lên các cấp chính quyền địa phương bằng vũ lực và cuối cùng sáp nhập Triều Tiên vào Nhật Bản trong tháng 8 năm 1910.
Tại Hội nghị Yalta vào tháng 2 năm 1945, lãnh đạo Liên Xô Joseph Stalin kêu gọi thành lập "các vùng đệm" tại châu Á và châu Âu. Stalin tin rằng Liên Xô phải có tiếng nói quyết định tại Trung Quốc và để đổi lại việc nước này sẽ tham chiến chống Nhật Bản - hai hoặc ba tháng sau khi Đức Quốc Xã đầu hàng.
Ngày 6 tháng 8 năm 1945, Liên Xô tuyên chiến với Nhật Bản vào ngày 9 tháng 8 bắt đầu tấn công phía bắc bán đảo Triều Tiên. Như đã thỏa thuận với Mỹ, Liên Xô dừng quân lại ở vĩ tuyến 38 độ bắc. Quân đội Hoa Kỳ ở phần phía nam của bán đảo đầu tháng 9 năm 1945. Nhiều người Triều Tiên đã tiến hành tổ chức các hoạt động chính trị trước khi quân đội Hoa Kỳ đến.

### Bán đảo bị chia đôi
Ngày 10 tháng 8 năm 1945, khi mà sự đầu hàng của Nhật Bản đã trông thấy rõ, chính phủ Hoa Kỳ không biết chắc là người Nga có tôn trọng vào lời đề nghị đã được mình dàn xếp trước đó hay không. Một tháng trước đó, hai vị đại tá là Dean Rusk và Bonesteel đã vẽ đường phân giới tại vĩ tuyến 38 độ Bắc trong vòng nửa tiếng đồng hồ, sử dụng một bản đồ của Hội địa lý Quốc gia Hoa Kỳ để tham khảo. Rusk, người sau này là Bộ trưởng Ngoại giao Hoa Kỳ có nói rằng quân đội Hoa Kỳ lúc đó phải đối mặt với sự thiếu hụt lực lượng có sẵn tại chỗ cũng như gặp phải các yếu tố bất lợi về thời gian và quãng cách khiến quân đội khó mà có thể tiến về phía bắc nhanh chóng trước khi quân đội Liên Xô tiến vào khu vực.
Liên Xô đồng ý lấy vĩ tuyến 38 làm đường phân giới tạm thời giữa hai vùng chiếm đóng trên bán đảo Triều Tiên. Thỏa thuận đạt được giao cho Liên Xô giải giới quân Nhật ở phần phía bắc của Triều Tiên và Hoa Kỳ ở phần phía nam.
Vào ngày 8 tháng 9 năm 1945, trung tướng John R. Hodge của Hoa Kỳ đến Incheon để tiếp nhận sự đầu hàng của Nhật Bản ở phía nam vĩ tuyến 38. Được bổ nhiệm làm thống đốc quân đội, Tướng Hodge đã trực tiếp kiểm soát miền nam Triều Tiên với tư cách là người đứng đầu Chính phủ Quân đội Hoa Kỳ tại Triều Tiên (USAMGIK 1945-48). Ông đã cố gắng thiết lập sự kiểm soát bằng cách khôi phục lại sự cai trị của Nhật Bản đối với khu vực này, nhưng trước những cuộc biểu tình của người dân Triều Tiên, ông đã nhanh chóng đảo ngược quyết định. USAMGIK từ chối công nhận chính phủ lâm thời của Cộng hòa Nhân dân Triều Tiên ở miền Bắc (PRK) do tư tưởng chống cộng của họ.
Tháng 12 năm 1945, Hoa Kỳ và Liên Xô thỏa thuận quản lý Triều Tiên dưới một Ủy ban Liên hiệp Mỹ-Xô. Thỏa thuận cũng nói rằng Triều Tiên sẽ được độc lập sau bốn năm quốc tế giám sát. Tuy nhiên, cả Hoa Kỳ và Liên Xô đã cho phép phần họ quản lý có một chính phủ do người Triều Tiên lãnh đạo trong khi đó các chính phủ của hai phần Triều Tiên lại ưa chuộng theo ý thức hệ của lực lượng chiếm đóng mình.
Tại Nam Triều Tiên, một nhóm cánh tả chống ủy trị được biết với tên gọi Hội đồng Đại diện Dân chủ ra đời với sự tiếp sức của lực lượng Hoa Kỳ mặc dù có một nghịch lý là nhóm này lại chống các thỏa ước do chính Hoa Kỳ bảo trợ. Vì người Triều Tiên đã chịu nhiều đau khổ dưới ách thực dân của Nhật Bản trong suốt 35 năm nên đa số người dân Triều Tiên chống đối một thời kỳ kế tiếp dưới sự cai trị của ngoại quốc.
Với thất bại của Ủy ban hỗn hợp trong việc dàn xếp, Mỹ đã đưa vấn đề Triều Tiên trình lên Liên Hợp Quốc vào tháng 9 năm 1947. Liên Xô lại phản đối mọi sự can thiệp của Liên Hợp Quốc vào nội bộ Triều Tiên. Vào thời điểm đó, Mỹ có tầm ảnh hưởng lớn hơn Liên Xô trong Liên Hợp Quốc. Liên Hợp Quốc thông qua nghị quyết vào ngày 14 tháng 11 năm 1947, tuyên bố rằng một cuộc bầu cử tự do trên toàn bán đảo Triều Tiên nên được tổ chức, quân đội nước ngoài phải rút lui, và thành lập một Uỷ ban của LHQ về Triều Tiên gọi là UNTCOK. Liên Xô và chính quyền cộng sản ở phía Bắc đã tẩy chay bầu cử và không coi nghị quyết của LHQ mang tính chất ràng buộc, họ cho rằng LHQ không thể bảo đảm bầu cử công bằng. Không có sự hợp tác từ phía Liên Xô, người ta quyết định tổ chức cuộc bầu cử dưới sự giám sát của LHQ ở miền nam (mặc dù bầu cử ban đầu dự kiến sẽ được tổ chức trên toàn bán đảo). Một số đại biểu UNTCOK cho rằng bầu cử chỉ tổ chức ở miền Nam đã tạo ra lợi thế không công bằng cho các ứng cử viên cánh hữu, nhưng ý kiến của họ đã bị bác bỏ. Không ngoài mong muốn của Mỹ, chính phủ đắc cử được lãnh đạo bởi Lý Thừa Vãn, một người Triều Tiên sống lưu vong tại Mỹ có tư tưởng chống cộng rất mạnh. Ông là một người Triều Tiên bị Nhật Bản cầm tù từ khi còn là một thanh niên và rồi trốn thoát sang Hoa Kỳ - nơi ông lấy được các cấp bằng đại học và sau đại học tại Đại học Georgetown, Đại học Harvard và Đại học Princeton. Hoa Kỳ ủng hộ Lý Thừa Vãn bởi ông là một tín đồ Thiên Chúa giáo rất ngoan đạo và có tư tưởng chống cộng cực kỳ mạnh mẽ.
Tại miền Nam, Mỹ đã chủ động ủng hộ một chính phủ lâm thời do Lý Thừa Vãn đứng đầu. Lý Thừa Vãn gây áp lực cho chính phủ Mỹ từ bỏ chế độ quân quản và thành lập một nước Cộng hòa Hàn Quốc độc lập ở phía Nam  Vào ngày 19 tháng 7 năm 1947, Lyuh Woon-hyung, nhà chính trị gia cấp cao cuối cùng cam kết đối thoại, chết trong một vụ ám sát do Lý Thừa Vãn hậu thuẫn. Chính quyền Lý Thừa Vãn tiến hành một số chiến dịch quân sự chống lại các phần tử nổi dậy phe cánh tả. Chỉ trong vài năm, từ 30.000 đến 100.000 người đã bị giết hại bởi các chiến dịch này. Các chính trị gia miền Nam Kim Koo và Kim Kyu-sik cũng tẩy chay cuộc bầu cử, ngoài ra còn có một số đảng phái và chính trị gia khác. Kim Koo về sau bị ám sát bởi các thành phần cánh hữu ủng hộ Lý Thừa Vãn. Như vậy, chính quyền Lý Thừa Vãn đã loại bỏ hoàn toàn phe đối lập. Vào ngày 15 tháng 8 năm 1948, nhà nước Đại Hàn Dân Quốc chính thức được thành lập ở miền nam, với Lý Thừa Vãn làm tổng thống đầu tiên.
Trước diễn biến trên, miền Bắc Triều Tiên đã đáp lại bằng một cuộc bầu cử quốc hội, vào tháng 9/1948, Cộng hòa Dân chủ Nhân dân Triều Tiên tuyên bố thành lập, đứng đầu bởi lãnh tụ Kim Nhật Thành, một cựu chiến binh từng tham gia kháng chiến chống Nhật suốt 20 năm (CHDCND Triều Tiên tuyên bố cuộc bầu cử quốc hội của nước này không chỉ diễn ra công khai ở miền Bắc mà còn được tiến hành bí mật ở cả miền Nam). Về phần Liên Xô, họ chấp thuận và gia tăng nỗ lực giúp Kim Nhật Thành ở miền bắc. Nhờ uy tín khi từng là một chiến binh kháng chiến chống Nhật, cùng với tài năng chính trị, mối liên hệ với Liên Xô nên Kim Nhật Thành vươn lên thành lãnh đạo của chính quyền mới và dẹp bỏ bất cứ chống đối nào đến sự lãnh đạo của ông. Kim Nhật Thành mong muốn thống nhất Triều Tiên. Trước đó vào tháng 3 năm 1946, Kim Nhật Thành đã tiến hành một chương trình cải cách ruộng đất rộng lớn trên toàn miền Bắc. Đất đai thuộc sở hữu của những địa chủ Nhật Bản và cộng sự đã bị tịch thu và chia cho nông dân nghèo . Cải cách ruộng đất của Bắc Triều Tiên đã được tiến hành một cách ít bạo lực hơn ở Trung Quốc và Việt Nam. Những người nông dân phản ứng tích cực, tuy nhiên, rất nhiều chủ sở hữu ruộng đất cũ (địa chủ) đã chạy trốn về phía nam, nơi một số người trong số họ có được vị trí trong chính phủ Hàn Quốc về sau. Ước tính 400.000 người Bắc Triều Tiên đã bỏ chạy xuống phía nam trong thời kỳ này.
Năm 1949, cả hai lực lượng của Liên Xô và Hoa Kỳ rút khỏi Triều Tiên.

### Khởi nghĩa Jeju
Khởi nghĩa Jeju (Hangul: 제주 4·3 사건, chữ Hán: 濟州四三事件, nghĩa là "Sự kiện 3 tháng 4 tại Jeju") là một cuộc khởi nghĩa trên đảo Jeju tại Nam Triều Tiên/Hàn Quốc kéo dài từ ngày 3 tháng 4 năm 1948 đến tháng 5 năm 1949.:139, 193 Nguyên nhân chủ yếu dẫn đến khởi nghĩa là cuộc bầu cử dự kiến vào ngày 10 tháng 5 năm 1948 theo kế hoạch của Ủy ban Lâm thời Liên Hợp Quốc tại Triều Tiên (UNTCOK) nhằm hình thành một chính phủ mới cho toàn thể Triều Tiên. Tuy nhiên, bầu cử chỉ được lên kế hoạch tổ chức tại miền nam của Triều Tiên đang nằm dưới quyền kiểm soát của UNTCOK, trong khi không được tổ chức ở miền Bắc vì Liên Xô và chính quyền miền Bắc tẩy chay cuộc bầu cử. Trước cuộc bầu cử riêng rẽ ở phía Nam, các chiến binh du kích của Đảng Lao động Nam Triều Tiên (SKLP - một đảng anh em với Đảng Lao động Triều Tiên ở miền Bắc) đã phản ứng kịch liệt, tấn công cảnh sát địa phương trên đảo Jeju.:166–167
Người chỉ huy lực lượng cảnh sát trên đảo là Trung tướng Kim Ik-ryeo nỗ lực nhằm kết thúc khởi nghĩa trong hòa bình bằng cách đàm phán với quân nổi dậy. Ông họp vài lần với thủ lĩnh Kim Dal-sam của SKLP song hai bên đều không nhất trí về các điều khoản. Chính phủ muốn quân nổi dậy đầu hàng hoàn toàn, còn quân nổi dậy cầu cảnh sát địa phương giải trừ quân bị, miễn nhiệm toàn bộ quan chức trên đảo, cấm chỉ các tổ chức thanh niên bán quân sự trên đảo và tái thống nhất đất nước Triều Tiên.:174
Giao tranh tiếp tục sau khi đàm phán thất bại, Chính phủ Nam Triều Tiên đáp trả hoạt động du kích bằng cách triển khai các đại đội cảnh sát, mỗi đại đội có 1.700 người, từ các tỉnh miền nam đến Jeju.:168 Ngày 17 tháng 11 năm 1948, Lý Thừa Vãn tuyên bố thiết quân luật nhằm tiêu diệt cuộc khởi nghĩa. Trong giai đoạn này, Quân đội Nam Triều Tiên tham gia các hành động tàn bạo, một báo cáo mô tả sự kiện vào ngày 14 tháng 12 năm 1948 khi quân đội Nam Triều Tiên tấn công làng, bắt giữ nhiều nam nữ thanh thiếu niên, hiếp dâm tập thể các nữ thanh thiếu niên trong hai tuần lễ và hành quyết họ cùng các nam thanh niên.

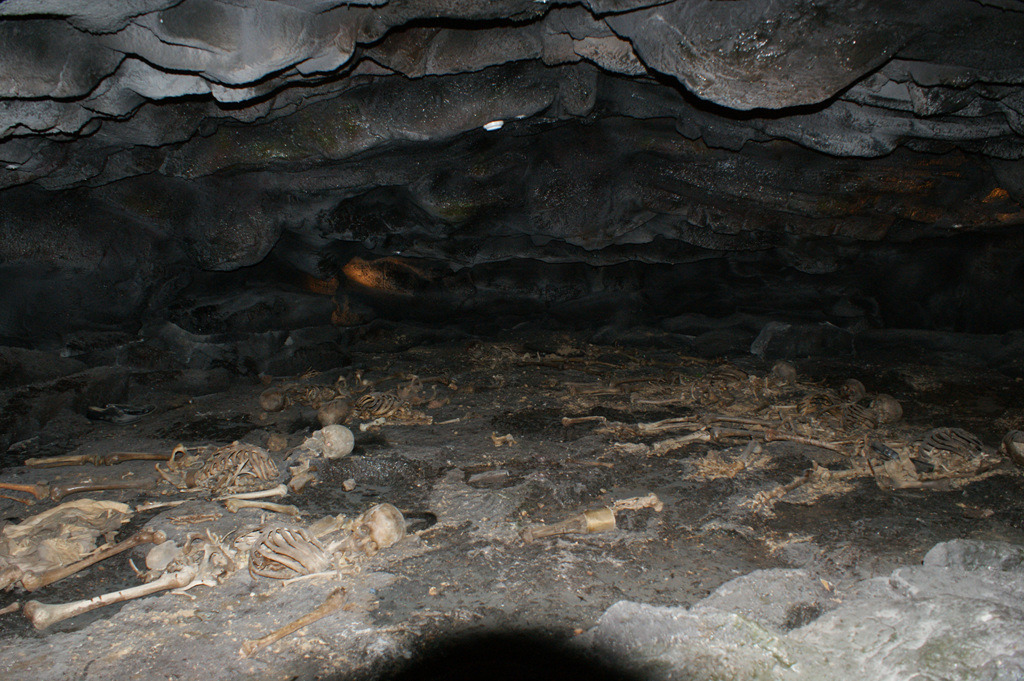
Hài cốt những người bị quân Hàn Quốc tàn sát tại động Daranshi ở Jeju

Ngày 1 tháng 1 năm 1949, du kích khởi nghĩa phát động cuộc tấn công cuối cùng chống quân đội Nam Triều Tiên nhưng thất bại.:184–185 Quân đội Nam Triều Tiên truy kích các du kích quân và tiếp tục thực hiện các hành động tàn bạo, như tàn sát dân làng.:186:58:36 Chính phủ Nam Triều Tiên lúc này kiên quyết tiêu diệt tàn quân du kích, họ phát động một chiến dịch tiệt trừ trong tháng 3 năm 1949. Trong chiến dịch, 2.345 du kích quân và 1.668 thường dân bị giết.:189
Hành động đàn áp tàn bạo của cảnh sát và quân đội Nam Triều Tiên dưới quyền kiểm soát của chính phủ Hoa Kỳ do James A. Casteel lãnh đạo, người chỉ huy lực lượng an ninh Jeju Truyền thông Hoa Kỳ đưa ra tài liệu và công khai vụ tàn sát song quân đội Hoa Kỳ làm ngơ Quân đội Hoa Kỳ sau đó gọi việc phá hủy hoàn toàn làng Jungsangan - tai họa lớn nhất trong sự kiện - là một "chiến dịch thành công".
Nhìn chung, quân đội Nam Triều Tiên đã đàn áp vụ khởi nghĩa một cách đặc biệt tàn nhẫn.:171:13–14 Kết quả là khoảng 30.000 người thiệt mạng do khởi nghĩa, chiếm khoảng 10% dân số của đảo.:195:12 Khoảng 40.000 người khác phải sang Nhật Bản lánh nạn.

### Khơi mào chiến tranh
Lý Thừa Vãn và Kim Nhật Thành đều mong muốn thống nhất bán đảo và đã tiến hành các cuộc tấn công quân sự dọc theo ranh giới suốt năm 1949 và đầu năm 1950. Mặc dù Kim Nhật Thành và những đồng sự thân tín tin vào việc thống nhất đất nước bằng vũ lực, Stalin thì do dự không muốn bị lôi cuốn vào cuộc chiến mà có thể kích động gây ra một cuộc chiến với Mỹ.
Ngày 12 tháng 1 năm 1950, Bộ trưởng Ngoại giao Mỹ Dean Acheson đã nói rằng chu vi phòng thủ Thái Bình Dương được hình thành gồm có Quần đảo Aleutian, Nhật Bản, và Philippines, điều đó ám chỉ rằng Mỹ có thể không chiến đấu vì Triều Tiên. Acheson nói sự phòng thủ Triều Tiên sẽ là trách nhiệm của Liên Hợp Quốc.
Vào giữa năm 1949, Kim Nhật Thành gây áp lực với Stalin rằng thời cơ đã đến để thống nhất bán đảo Triều Tiên. Kim Nhật Thành cần sự giúp đỡ của Liên Xô để tiến hành thành công một cuộc tấn công ngang qua bán đảo nhiều đồi núi và địa hình khó khăn.
Phía nam Triều Tiên do Mỹ chiếm đóng đoạt lại quyền lực từ những "Ủy ban Nhân dân" được điều hành theo từng địa phương và đã thiết lập lại nhiều địa chủ và cảnh sát cũ, những người đã từng phục vụ Nhật Bản khi Triều Tiên còn dưới sự đô hộ của Nhật Bản. Những động thái này gặp phải sự chống đối nặng nề và sự phản kháng công khai ở một số phần của Nam Triều Tiên như các đảo ở phía Nam.
Sau một số vụ đụng độ ở biên giới (được cho là xuất phát từ lệnh của Mỹ), dường như cuộc chiến là không thể tránh khỏi. Những nhân chứng cho rằng việc đề xướng tái thống nhất đất nước của phía Bắc đã nhận được nhiều sự ủng hộ ở phía Nam. Các tài liệu lưu trữ cho thấy quyết định tấn công phía Nam là một quyết định của chính Kim Nhật Thành chứ không phải ý đồ từ Liên Xô.
Suốt một năm sau, Bắc Triều Tiên đã rèn luyện quân đội của họ thành một cỗ máy chiến tranh có tính tấn công cao độ, một phần dựa theo khuôn mẫu của một lực lượng cơ giới Liên Xô nhưng được tăng cường sức mạnh chính yếu bởi một làn sóng trở về của những người Triều Tiên đã phục vụ trong Quân Giải phóng Nhân dân của Trung Quốc từ thập niên 1930. Đầu năm 1950 thời gian quyết định tấn công càng gấp rút đối với cả Bình Nhưỡng và Moskva vì thời gian này các lực lượng an ninh của Lý Thừa Vãn đã quét sạch được gần như tất cả các nhóm quân du kích do Bình Nhưỡng gửi vào Nam Triều Tiên trong năm 1949. Khả năng thống nhất đất nước dường như tiêu tan và chính thể của Lý Thừa Vãn đang giành được lợi thế. Kim Nhật Thành đã có một chọn lựa cuối cùng là tấn công quân sự quy ước để thống nhất bán đảo Triều Tiên dưới sự kiểm soát của ông trước khi Nam Triều Tiên trở nên đủ mạnh để có thể tự vệ.
Vào năm 1950, quân đội Bắc Triều Tiên được trang bị với những vũ khí Xô Viết tuy đã lỗi thời nhưng nó vẫn có lợi thế vượt trội hơn nhiều so với lực lượng Nam Triều Tiên về mọi mặt. Ngày 30 tháng 1 năm 1950, Stalin, qua điện báo, thông báo cho Kim Nhật Thành hay rằng ông sẵn lòng giúp Kim Nhật Thành trong kế hoạch thống nhất Triều Tiên. Trong những cuộc thảo luận theo sau đó với Kim Nhật Thành, Stalin đề nghị: ông muốn lãnh đạo cuộc chiến và nói rằng một năm tối thiểu 25 ngàn tấn hàng viện trợ có lẽ sẽ giúp ích cho Bắc Triều Tiên chiến thắng. Sau những lần viếng thăm Moskva của Kim Nhật Thành trong tháng ba và tháng 4 năm 1950, Stalin chấp thuận một cuộc tấn công.
Mao Trạch Đông đã phản đối mạnh mẽ kế hoạch của Bắc Triều Tiên xâm chiếm Hàn Quốc cho đến 6 tuần trước khi nổ ra cuộc tấn công và ông chỉ thay đổi chính sách sau khi có chỉ thị của Stalin. Mao Trạch Đông đã bỏ qua lời khuyên của phần còn lại trong chính quyền phản đối cuộc chiến và trở thành người khởi xướng mạnh mẽ cho nó. Sự phản đối quyết liệt của Lâm Bưu, người đáng lẽ đã thống lĩnh các lực lượng Trung Quốc trong cuộc chiến khiến nhân vật này phải rời Trung Quốc sang Liên Xô một thời gian.
Ngày 19/1/1950, Kim Nhật Thành nói với đại sứ Liên Xô rằng ông ta có kế hoạch tấn công xuống phía Nam để "thống nhất đất nước". Stalin gửi một bức điện thể hiện ủng hộ kế hoạch, nhưng không nói gì với Mao Trạch Đông và cũng đồng ý cung cấp trong năm 1950 vũ khí và trang thiết bị đã cam kết cho năm 1951, để Kim Nhật Thành có thể tăng thêm 3 sư đoàn, nâng quân đội Bắc Triều Tiên lên 10 sư đoàn. Kim Nhật Thành bảo đảm với Stalin rằng ông ta có thể chiếm xong Hàn Quốc trước khi người Mỹ có thời gian cũng như ý định can thiệp.
Về mặt chính thức, Bắc Triều Tiên được cho là bên nổ súng trước và ngày 25/6/1950 được coi là ngày mở màn chiến tranh. Tuy nhiên các tài liệu gần đây cho thấy thực ra trước đó khoảng 1 năm, tình hình Triều Tiên vốn đã trở nên căng thẳng và Nam Triều Tiên đã mở nhiều cuộc đột kích nhỏ mang tính khiêu khích nhằm vào Bắc Triều Tiên. Ngay từ tháng 6/1949, hơn 250 biệt kích Nam Triều Tiên được cho là đã phát động một cuộc tấn công vào các làng ở Bắc Triều Tiên dọc theo bờ biển phía đông, với kết quả là đã có 200 biệt kích Nam Triều Tiên tử trận chỉ sau 2 tuần. Cuộc tấn công ngày 25/6/1950 của Bắc Triều Tiên được nói rằng chỉ là kết quả của một loạt xung đột đã xảy ra từ trước và thực ra cho đến tận ngày nay, vẫn chưa rõ ai là bên khai chiến trước.

## Diễn biến

### Bắc Triều Tiên tấn công

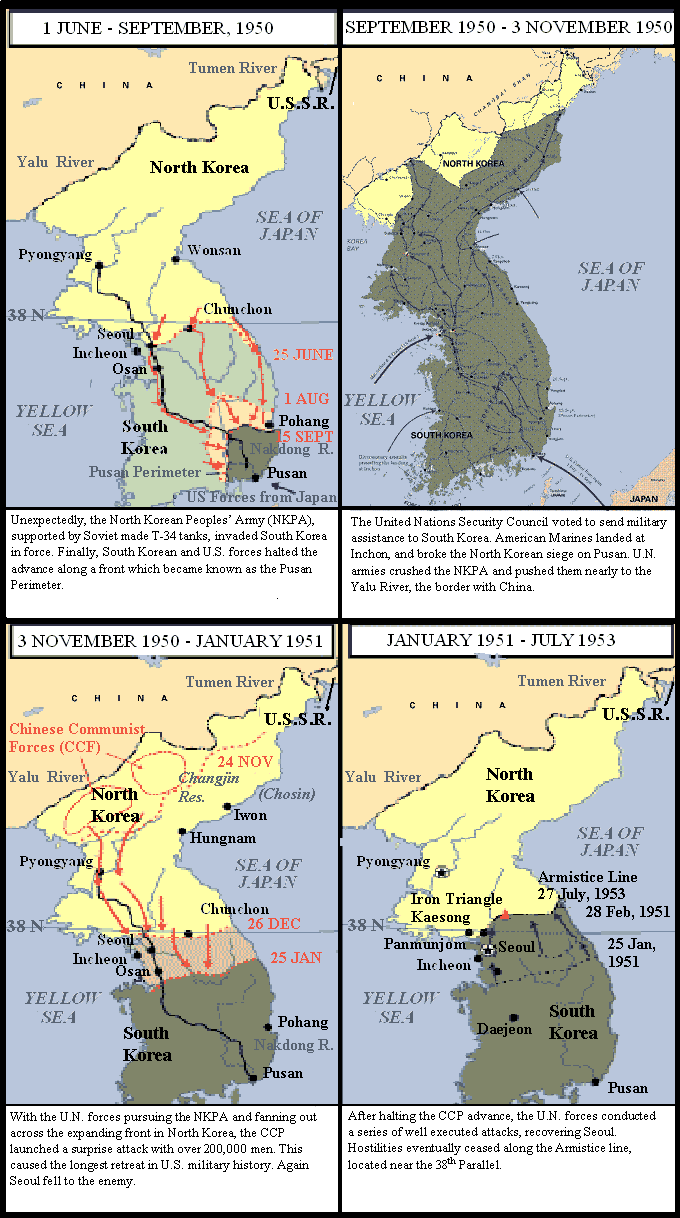
Bản đồ sơ lược Chiến tranh Triều Tiên

Cuộc tấn công phủ đầu của Quân đội Nhân dân Triều Tiên xảy ra vào sáng sớm ngày chủ nhật 25 tháng 6 năm 1950 bằng cách bất ngờ vượt qua vĩ tuyến 38 đồng thời được hậu thuẫn bởi một trận địa pháo bắn phá dữ dội vào phía trước.
Được trang bị tốt với 135.438 binh sĩ và 242 xe chiến đấu (bao gồm 150 xe tăng T-34 vài chục pháo tự hành hạng nhẹ SU-76) của Liên Xô chế tạo, quân đội Bắc Triều Tiên bắt đầu cuộc chiến với khoảng 180 máy bay, gồm có 40 máy bay tiêm kích Yak và 70 máy bay ném bom tấn công. Tuy vậy, lực lượng hải quân vẫn còn khá thô sơ (so với hải quân Hoa Kỳ gần đó). Điểm yếu trầm trọng nhất của Bắc Triều Tiên là thiếu một hệ thống tiếp vận đáng tin cậy để di chuyển đồ tiếp liệu về miền Nam khi quân đội của họ tiến lên về phía trước, nhưng lực lượng Nam Triều Tiên còn yếu hơn nếu đem so với Bắc Triều Tiên. Hàng ngàn người dân chạy loạn về phía nam bị quân đội Nam Triều Tiên bắt buộc xách tay đồ tiếp liệu.
Quân đội Nam Triều Tiên có 64.697 binh sĩ được quân đội Mỹ huấn luyện và trang bị. Tuy nhiên, quân Hàn Quốc không có xe tăng và rất thiếu xe bọc thép cũng như pháo binh. Quân đội Nam Triều Tiên cũng không có máy bay tiêm kích, hoặc bất cứ pháo chống tăng nào. Không có đơn vị chiến đấu nào của ngoại quốc hiện diện tại đất nước khi chiến tranh bắt đầu, nhưng có nhiều lực lượng Hoa Kỳ đóng quân ở Nhật Bản gần đó.
Cuộc tấn công được quân đội Bắc Triều Tiên hoạch định tốt với khoảng 135.000 quân, họ đạt được những thành công chớp nhoáng và bất ngờ. Bắc Triều Tiên tấn công một số nơi quan trọng gồm có Kaesŏng, Chuncheon, Uijeongbu và Ongjin.
Trong mấy ngày đầu giao chiến, các lực lượng Nam Triều Tiên, bị thua sút về quân số và vũ khí, ý chí chiến đấu thấp và thiếu lòng trung thành với chính phủ miền Nam, đã tháo lui toàn bộ hoặc đào ngũ hàng loạt sang quân đội Bắc Triều Tiên. Quân đội Hàn Quốc từ 100.000 người nhanh chóng giảm xuống còn 25.000 người do thương vong hoặc đào ngũ. Chính Lý Thừa Vãn và các quan chức cao cấp của ông ta cũng trốn chạy khỏi Seoul, chuẩn bị thành lập "chính phủ lưu vong" ở Nhật Bản.
Khi cuộc tấn công trên bộ tiếp tục, Không quân Bắc Triều Tiên tiến hành oanh tạc Phi trường Kimpo gần Seoul. Các lực lượng Bắc Triều Tiên chiếm được Seoul trưa ngày 28 tháng 6, chỉ 3 ngày sau khi phát động tấn công. Trong cuộc tháo lui hoảng loạn, quân Nam Triều Tiên đã giật mìn đánh sập nhiều cây cầu để ngăn đà tiến của Bắc Triều Tiên, bất chấp việc có nhiều thường dân vẫn còn đi trên đó. Các hành động này không có tác dụng là bao, quân đội Bắc Triều Tiên nhanh chóng chiếm được 95% lãnh thổ miền nam, quân Nam Triều Tiên chỉ còn kiểm soát một vùng nhỏ ở quanh thành phố cảng Busan.
Tuy nhiên, niềm hy vọng của Bắc Triều Tiên về việc chính phủ của Lý Thừa Vãn đầu hàng, sự giải tán quân đội Nam Triều Tiên và đất nước thống nhất đã tan thành mây khói, khi Hoa Kỳ can thiệp vào cuộc chiến để giúp đỡ cho Nam Triều Tiên.

### Phản ứng của phương Tây
Cuộc tấn công Nam Triều Tiên đến rất bất ngờ đối với Hoa Kỳ và các cường quốc phương Tây khác. Trong tuần trước đó, Acheson đã nói trước Quốc hội Hoa Kỳ vào ngày 20 tháng 6 là một cuộc chiến tranh như vậy khó có thể xảy ra.

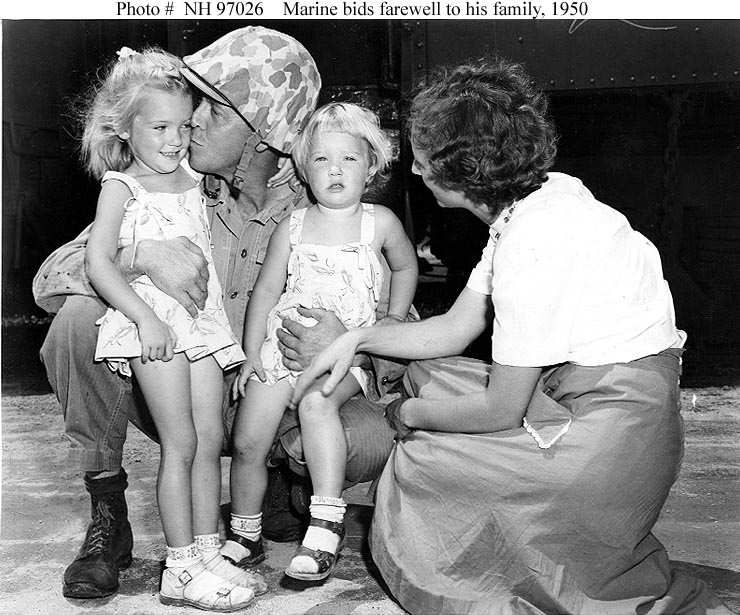
Lính Mỹ từ giã gia đình lên đường đi tham chiến ở Triều Tiên

Việc Mỹ tham chiến có một số lý do như sau; Harry Truman là tổng thống thuộc Đảng Dân chủ Hoa Kỳ đang chịu nhiều áp lực từ trong nước vì quá nhẹ tay đối với các nước theo chủ nghĩa cộng sản. Trong số những người gây áp lực đặc biệt nhất với tổng thống có Thượng nghị sĩ Đảng Cộng hòa Joseph McCarthy, ông chỉ trích gay gắt Đảng Dân chủ đã "làm mất Trung Hoa" vào tay Đảng cộng sản Trung Quốc. Sự can thiệp quân sự cũng là một việc áp dụng quan trọng học thuyết mới có tên là Học thuyết Truman, chủ trương chống đối lại chủ nghĩa cộng sản ở bất cứ nơi đâu mà nó tìm cách mở rộng. Những bài học của Hiệp ước Munich năm 1938 cũng có ảnh hưởng đến quyết định của Washington, khiến họ tin rằng nhân nhượng các quốc gia hiếu chiến chỉ khuyến khích thêm những hành động bành trướng.
Thay vì hối thúc Quốc hội tuyên chiến, Truman nghĩ rằng hành động như vậy làm mất thời giờ và gây náo động không cần thiết trong khi tình hình đang rất là cấp bách, ông quay sang xin chấp thuận từ Liên Hợp Quốc.
Ngay ngày chiến tranh chính thức bắt đầu (25 tháng 6), Liên Hiệp quốc nhanh chóng thảo ra Nghị quyết số 82 kêu gọi:
1. Chấm dứt Tất cả các hoạt động thù địch và Bắc Triều Tiên rút lui về vĩ tuyến 38;
2. Thành lập một Ủy ban Đặc trách về Triều Tiên của Liên Hiệp quốc để giám sát tình hình và báo cáo lại cho Hội đồng Bảo an;
3. Yêu cầu tất cả các thành viên của Liên Hiệp quốc ủng hộ nghị quyết này của Liên Hiệp quốc, và tự kiềm chế không giúp đỡ cho chính phủ Bắc Triều Tiên.

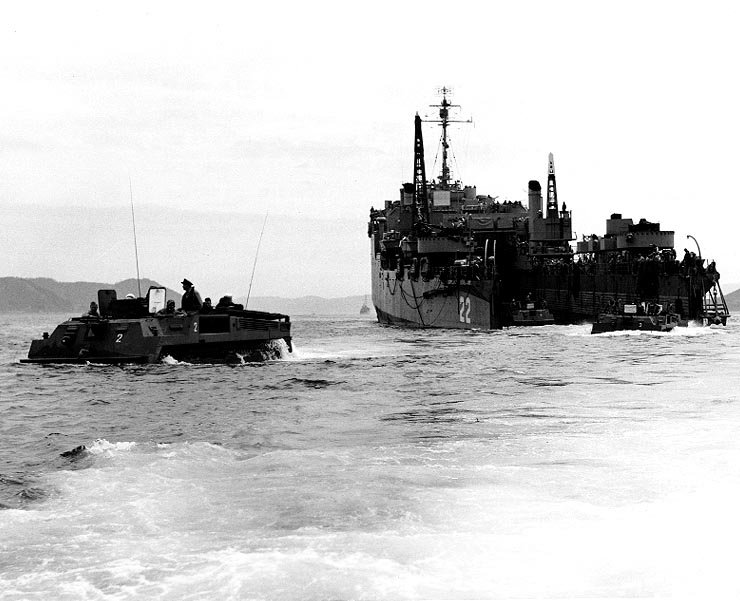
Thủy quân lục chiến Hoàng gia Anh trong một nhiệm vụ chặn phá tiếp vận của quân địch, tháng 4 năm 1951

Giải pháp được thông qua dễ dàng tại Hội đồng Bảo an do có sự vắng mặt tạm thời của Liên Xô trong Hội đồng Bảo an, Liên Xô tẩy chay Hội đồng Bảo an và phản đối rằng chiếc ghế của Trung Quốc ở Hội đồng Bảo an phải được chuyển từ tay Trung Hoa Dân Quốc sang Cộng hòa Nhân dân Trung Hoa. Do Liên Xô vắng mặt nên giải pháp không bị phủ quyết (5 thành viên thường trực có quyền phủ quyết là Anh, Pháp, Trung Hoa Dân quốc, Liên Xô và Hoa Kỳ), và chỉ có Nam Tư bỏ phiếu trắng, Liên Hiệp quốc bỏ phiếu thông qua việc giúp Nam Triều Tiên vào ngày 27 tháng 6. Giải pháp đưa đến hành động trực tiếp của Mỹ. Lực lượng Mỹ có thêm binh sĩ và tiếp viện đến từ 16 quốc gia thành viên khác của Liên Hợp Quốc, bao gồm: Canada, Úc, New Zealand, Anh, Pháp, Nam Phi, Thổ Nhĩ Kỳ, Thái Lan, Hy Lạp, Hà Lan, Ethiopia, Colombia, Philippines, Bỉ, Cuba (dưới thời kỳ cầm quyền của nhà độc tài Fulgencio Batista) và Luxembourg. Tuy nhiên, riêng cá nhân Mỹ đóng góp tới 50% lực lượng bộ binh (Nam Triều Tiên phần còn lại), 86% lực lượng hải quân và 93% không quân.
Liên Xô và đồng minh của họ không thừa nhận giải pháp này với lý do là nó bất hợp pháp vì có một thành viên thường trực của hội đồng Bảo an Liên Hợp Quốc vắng mặt trong cuộc bỏ phiếu. Đối đầu lại điều này, quan điểm đưa ra là một thành viên thường trực của hội đồng phải thật sự phủ quyết để đánh bại giải pháp. Chính phủ Bắc Triều Tiên cũng không đồng ý và lý giải rằng cuộc xung đột này là một cuộc nội chiến và vì vậy không nằm trong tầm giải quyết của Liên Hợp Quốc. Năm 1950, một giải pháp của Liên Xô đưa ra kêu gọi chấm dứt thù địch và rút các lực lượng ngoại quốc đã bị bác bỏ.
Dư luận công chúng Mỹ đồng lòng đứng sau cuộc can thiệp này. Tuy nhiên, sau đó Truman bị tố cáo, chỉ trích nặng nề vì không xin phép tuyên chiến từ Quốc hội trước khi gửi quân sang Triều Tiên. Vì thế, một số người gọi đây là "Cuộc chiến tranh của Truman", và rằng việc Hoa Kỳ tham chiến ở Triều Tiên đã vi phạm tinh thần và nội dung của Hiến pháp Hoa Kỳ.

### Can thiệp của Hoa Kỳ

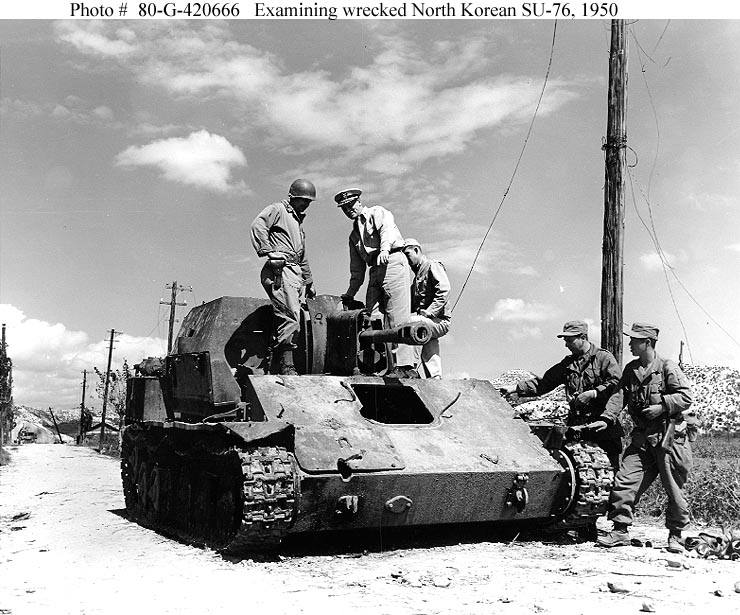
Pháo tự hành SU-76 Liên Xô viện trợ cho Bắc Triều Tiên bị lực lượng Mỹ tiêu diệt

Mặc dù việc giảm bớt lực lượng Hoa Kỳ và Đồng minh sau Chiến tranh thế giới thứ hai gây ra nhiều vấn đề tiếp vận trầm trọng cho quân đội Mỹ trong vùng nhưng Mỹ vẫn có đủ lực lượng tại Nhật Bản để đối phó với quân đội Bắc Triều Tiên với các trang bị đa số đã lỗi thời của Liên Xô. Các lực lượng này của Mỹ nằm dưới quyền chỉ huy của Thống tướng Douglas MacArthur. Ngoài các đơn vị của Khối thịnh vượng chung, không có quốc gia nào khác cung cấp nguồn nhân lực đáng kể.
Sau khi nghe báo cáo về chiến sự toàn diện nổ ra tại Triều Tiên, Tổng thống Truman ra lệnh cho Tướng MacArthur chuyển đạn dược đến cho quân đội của Nam Triều Tiên trong lúc đó dùng phương tiện hàng không để che chở việc di tản các công dân Hoa Kỳ. Truman không đồng ý tiến hành các cuộc không kích đơn phương của Mỹ chống lại các lực lượng Bắc Triều Tiên theo ý kiến các cố vấn của ông, nhưng ông đã ra lệnh cho Hạm đội Một bảo vệ Đài Loan của Tưởng Giới Thạch, chấm dứt chính sách không can thiệp vào chuyện nội bộ của Trung Hoa vẫn được Mỹ thực hiện trước đó. Chính phủ Trung Hoa Dân Quốc yêu cầu được tham chiến tại Triều Tiên tuy nhiên bị người Mỹ từ chối vì người Mỹ sợ chuyện này chỉ khiến Cộng hòa Nhân dân Trung Hoa có cớ can thiệp vào cuộc chiến.

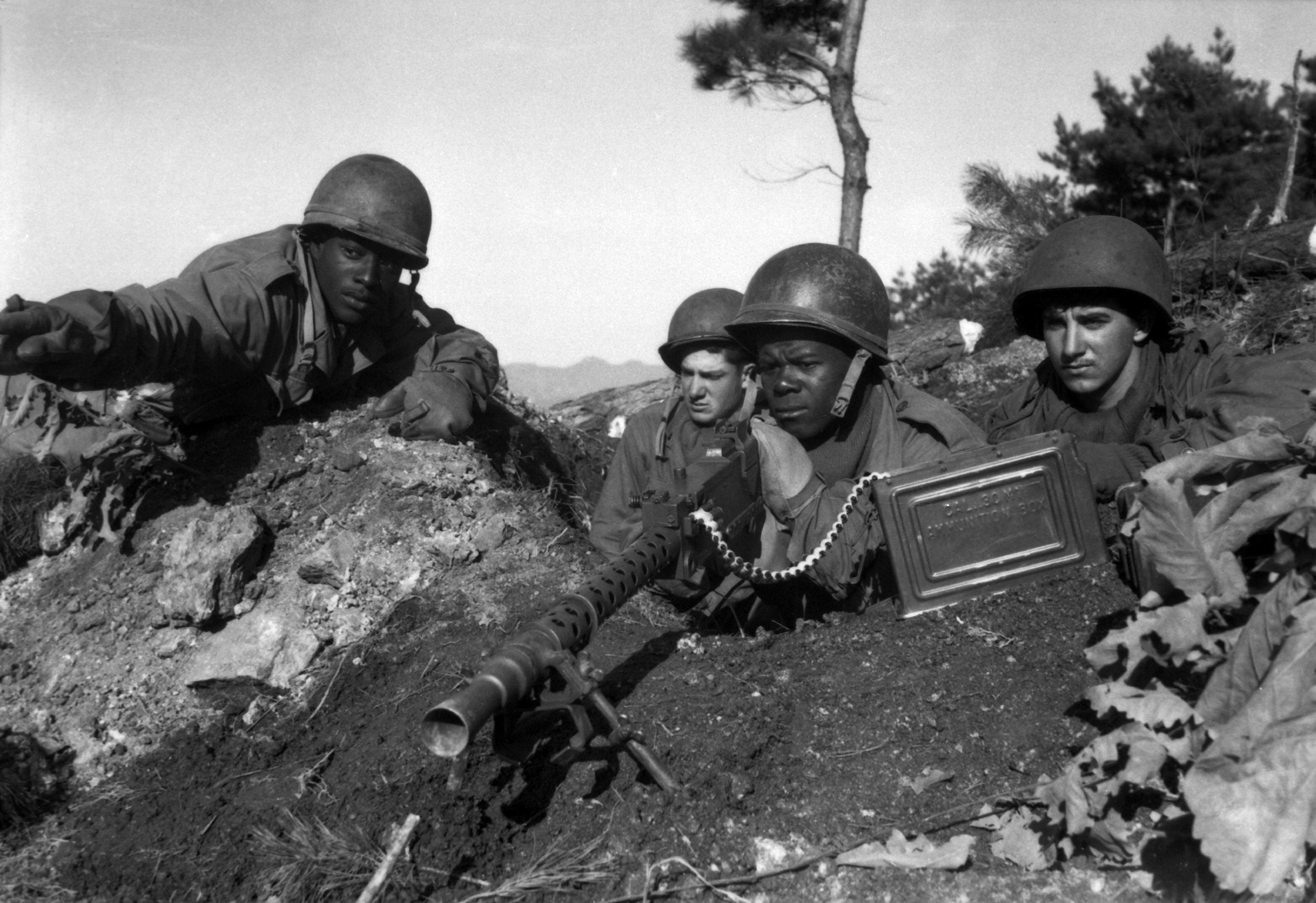
Lính Mỹ đang chiến đấu với súng máy Browning M1919A6

Sự can thiệp lớn nhất và đầu tiên của quân đội ngoại quốc là Lực lượng Đặc nhiệm Smith (Task Force Smith) của Hoa Kỳ, một đơn vị của Sư đoàn Bộ binh số 24 Bộ binh của Mỹ đóng ở Nhật Bản. Ngày 5 tháng 7, lực lượng này chiến đấu lần đầu tiên ở Osan và bị bại trận với thương vong cao. Lực lượng chiến thắng của Bắc Triều Tiên tiến quân về phía Nam, và Sư đoàn bộ binh số 24 với sức mạnh còn phân nửa bị buộc phải rút quân về Taejeon là nơi cũng bị rơi vào tay quân Bắc Triều Tiên. Tướng William F. Dean bị bắt làm tù binh.
Vào tháng tám, các lực lượng Nam Triều Tiên và Quân đoàn 8 Hoa Kỳ bị đẩy lui vào một vùng nhỏ trong cạnh Đông Nam của bán đảo Triều Tiên quanh thành phố Pusan. Trong khi quân đội Bắc Triều Tiên tiến công, họ vây bắt và tàn sát những công chức dân sự. Ngày 20 tháng 8, MacArthur gởi một thông điệp cảnh báo Kim Nhật Thành rằng ông ta phải chịu trách nhiệm cho các hành động tàn bạo chống quân đội Liên Hợp Quốc.
Vào tháng chín, chỉ có vùng xung quanh thành phố Pusan - chỉ khoảng 5% Bán đảo Triều Tiên vẫn còn nằm trong tay lực lượng đồng minh. Với sự hỗ trợ tiếp vận lớn lao của Mỹ, không quân yểm trợ, và viện quân, các lực lượng của Hoa Kỳ và Nam Triều Tiên đã giữ vững được phòng tuyến dọc theo sông Nakdong. Hành động bám giữ liều lĩnh này trở thành nổi tiếng tại Hoa Kỳ với tên gọi là "Vành đai Pusan". Mặc dù có thêm lực lượng của Liên Hợp Quốc đến tiếp tay, tình thế trở nên nguy kịch, và dường như Bắc Triều Tiên sẽ thành công trong việc thống nhất bán đảo.

### Đồng minh củng cố lực lượng

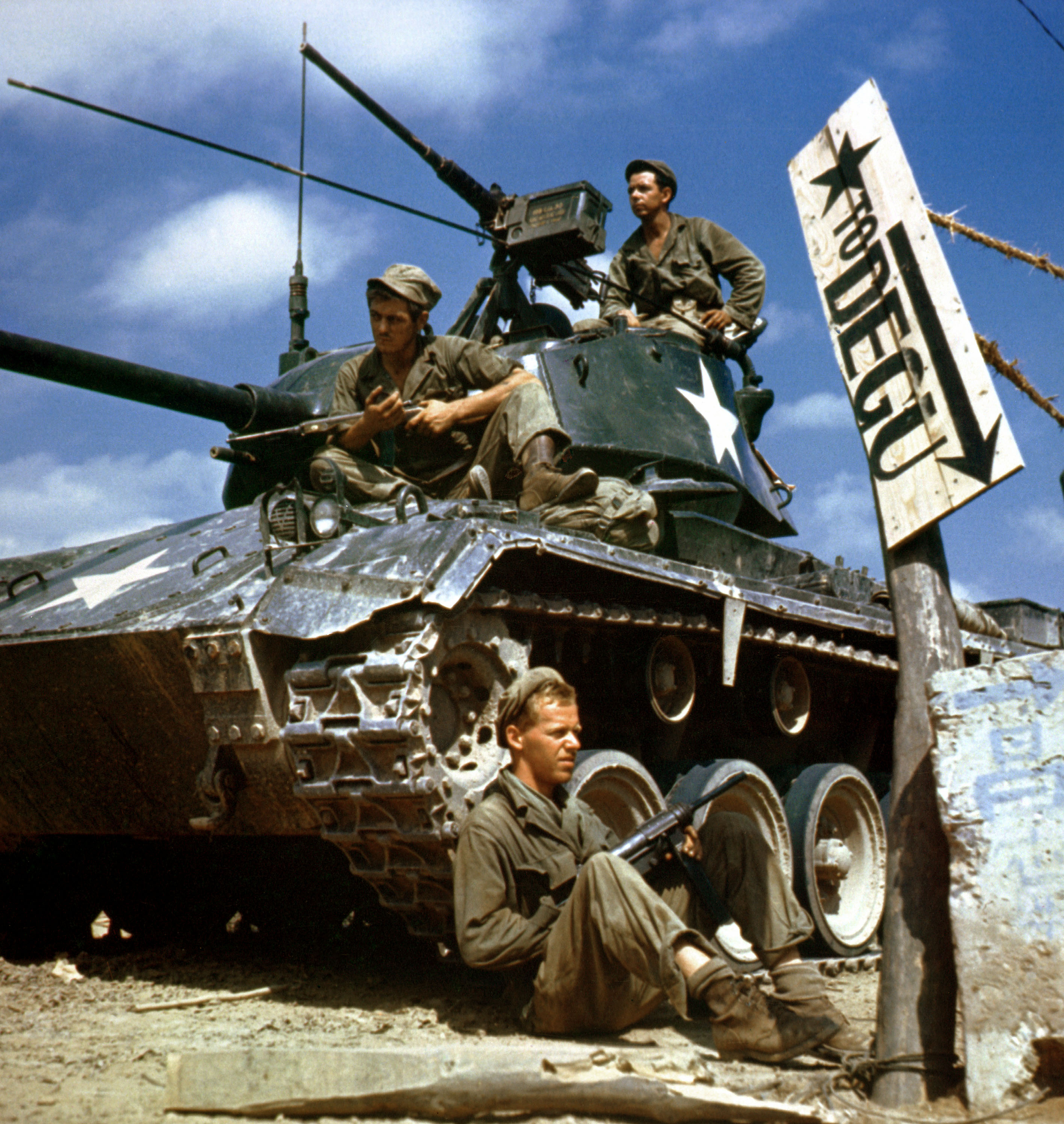
Xe tăng M24 Chaffee của quân Mỹ tại phòng tuyến sông Nakdong ngày 17 tháng 8 năm 1950

Đối diện với các cuộc tấn công dữ dội của Bắc Triều Tiên, phòng tuyến của đồng minh trở thành một trận đánh liều lĩnh mà người Mỹ gọi là trận Vành đai Pusan. Tuy nhiên, Bắc Triều Tiên đã không thành công trong việc chiếm Pusan.
Không lực Hoa Kỳ đến với số lượng lớn, thực hiện 40 phi vụ một ngày trong những hành động hỗ trợ bộ binh, nhắm vào các lực lượng Bắc Triều Tiên nhưng cũng gây ra sự tàn phá to lớn đến người dân cũng như các thành phố. Các máy bay ném bom chiến thuật (đa số là oanh tạc cơ B-29 có căn cứ ở Nhật Bản) gây ngừng lưu thông đường sá và đường xe hỏa trong ban ngày, và tàn phá 32 cây cầu thiết yếu không chỉ cần thiết cho chiến tranh mà còn quan trọng đối với việc di tản của người dân. Xe lửa dùng cho cả quân sự và dân sự đều phải nằm chờ đợi lúc ban ngày bên trong các đường hầm.
Khắp nơi trên Triều Tiên, các máy bay ném bom Hoa Kỳ thi nhau đánh bom các kho tiếp liệu chính và phá hủy các nhà máy lọc dầu và hải cảng nhận hàng nhập cảng cũng như tiếp liệu quân sự để làm cạn kiệt lực lượng Bắc Triều Tiên. Không lực hải quân cũng tấn công các điểm chuyển vận. Lực lượng Bắc Triều Tiên đã bị kéo giãn ra trên toàn bán đảo, và sự tàn phá do bị các máy bay ném bom của Hoa Kỳ gây ra đã ngăn ngừa đồ tiếp liệu cần thiết tới lực lượng Bắc Triều Tiên ở miền nam.

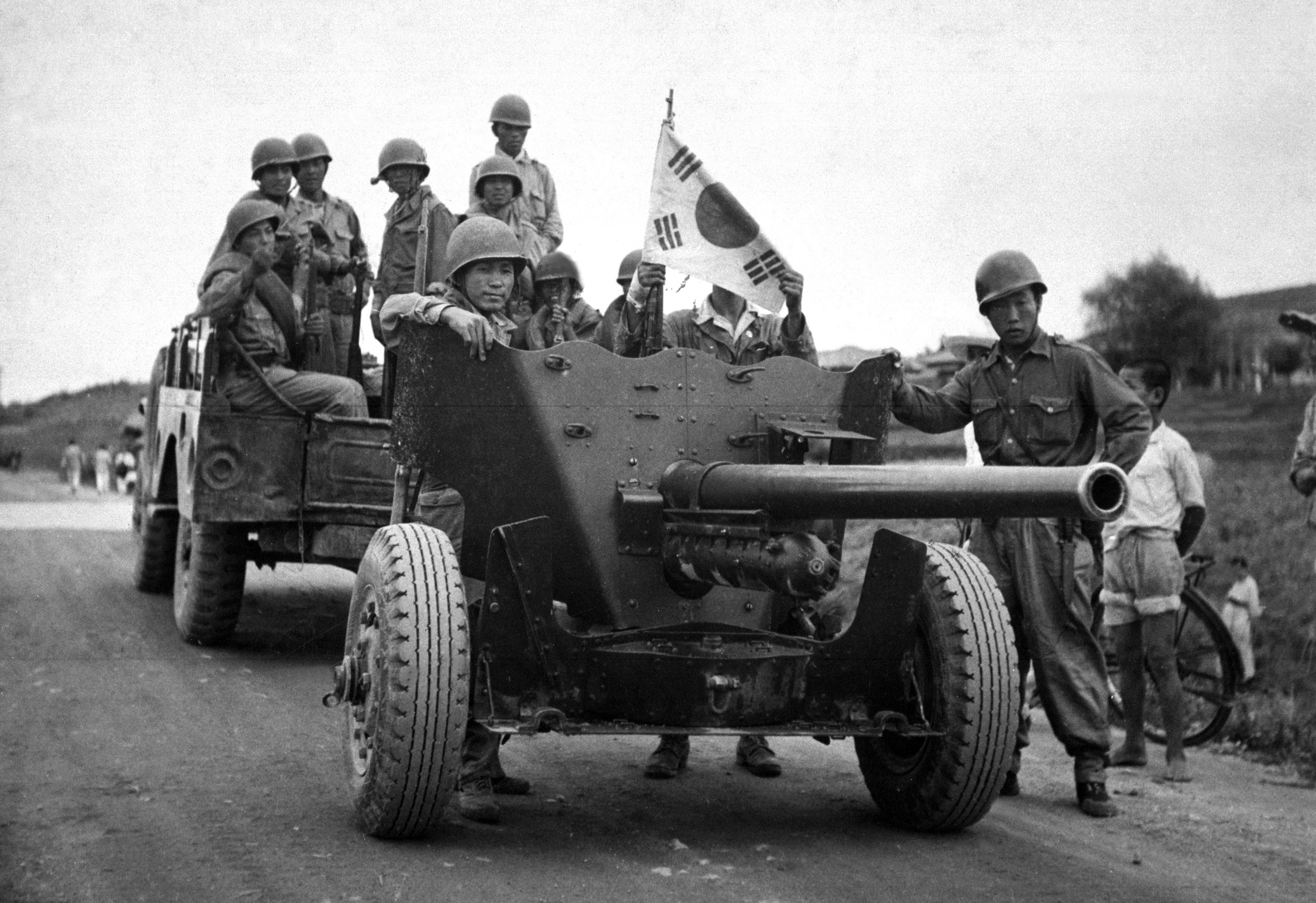
Pháo chống tăng hạng nhẹ M3 (cỡ nòng 57mm) của Nam Triều Tiên tại phi trường Suwon năm 1950

Kim Nhật Thành khiếp sợ khi chứng kiến hiệu quả tàn phá của không quân Mỹ mà quân Bắc Triều Tiên không có cách nào ngăn chặn được. Kim khẩn cầu Stalin hỗ trợ quân sự, nếu không từ Liên Xô thì cũng từ các quốc gia cộng sản khác nhưng không muốn gửi quân và đối mặt với nguy cơ gây chiến cùng Mỹ, Stalin gửi một bức điện cho Mao Trạch Đông: "Theo tình hình hiện nay, nếu Trung Quốc có thể hỗ trợ quân sự cho Bắc Triều Tiên thì 5-6 sư đoàn sẽ là ổn thỏa để tiến tới vĩ tuyến 38. Vai trò của họ sẽ là quân tình nguyện và dĩ nhiên, họ nằm dưới sự chỉ huy của Trung Quốc".
Trong lúc đó, các căn cứ tiếp liệu tại Nhật Bản đưa vũ khí và binh sĩ Liên hiệp quốc ào ạt vào Pusan. Các tiểu đoàn xe tăng Hoa Kỳ từ San Francisco được cấp bách đưa vào Triều Tiên; vào cuối tháng tám, Hoa Kỳ có trên 500 xe tăng loại trung tại vành đai Pusan. Đầu tháng chín, các lực lượng Liên Hợp Quốc và Nam Triều Tiên được củng cố mạnh hơn và đông hơn lực lượng quân sự Bắc Triều Tiên (đồng minh 180.000 quân so với Bắc Triều Tiên 100.000 quân). Vào thời điểm đó, đồng minh bắt đầu một cuộc phản công.
Sau nhiều yêu cầu trợ giúp từ Trung Quốc và Bắc Triều Tiên để chống lại sức mạnh của không quân Mỹ, Stalin buộc phải cử hàng trăm máy bay chiến đấu MiG sang Triều Tiên. Không quân Liên Xô đào tạo các phi công Trung Quốc hoặc dùng phi công của mình mặc quân phục Trung Quốc và nói tiếng Trung để vẫn giữ danh nghĩa rằng Liên Xô không can thiệp và tránh xung đột trực tiếp với Mỹ.

### Tái chiếm Nam Triều Tiên

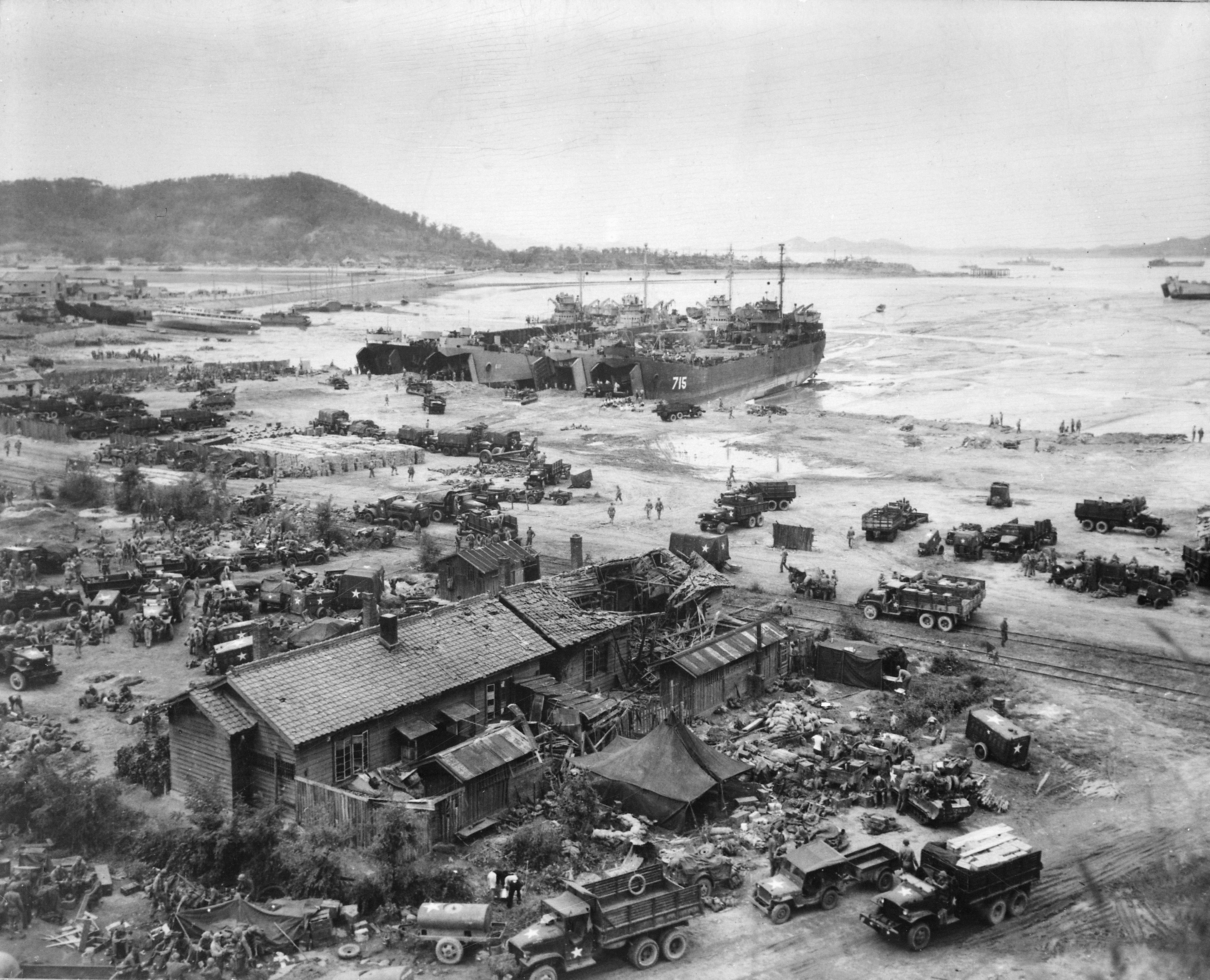
Lực lượng Hoa Kỳ đổ bộ lên bến cảng một ngày sau khi trận Incheon bắt đầu

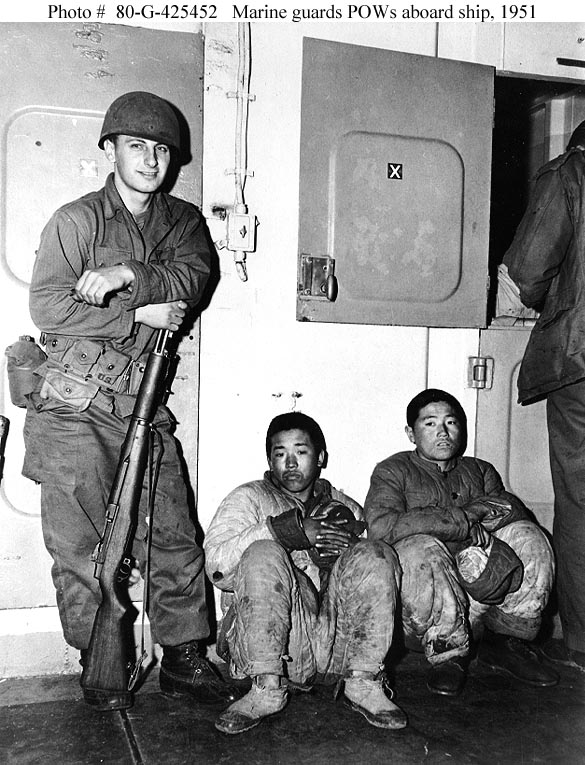
Tù binh Bắc Triều Tiên bị Thủy quân lục chiến Hoa Kỳ bắt giữ, tháng 12/1950

Đối diện với các cuộc tăng viện áp đảo của Liên Hợp Quốc, lực lượng Bắc Triều Tiên tự nhận thấy mình có quân số ít hơn và có hỗ trợ tiếp liệu yếu kém. Họ cũng thiếu hỗ trợ của không quân và hải quân so với Mỹ. Để giảm sức ép đối với Vành đai Pusan, Tướng MacArthur, tổng tư lệnh lực lượng Liên Hợp Quốc tại Triều Tiên, đã ra lệnh cho một cuộc đổ bộ từ biển vào bờ xa phía sau phòng tuyến của Bắc Triều Tiên tại Incheon (인천; 仁川, Nhân Xuyên), một thành phố và là hải cảng lớn ven bờ biển Hoàng Hải của Nam Triều Tiên, gần Seoul.
Thủy triều cao và sự hiện hữu của một lực lượng quân địch mạnh làm cho cuộc đổ bộ này trở thành một chiến dịch cực kỳ mạo hiểm. MacArthur bắt đầu hoạch định chiến dịch này vài ngày sau khi chiến tranh khởi sự nhưng Lầu Năm Góc mạnh mẽ bác bỏ kế hoạch này. Cuối cùng khi được phép, MacArthur tập hợp Quân đoàn X dưới quyền của Tướng Edward Almond gồm có 70.000 quân từ Sư đoàn Thủy quân lục chiến số 1, Sư đoàn Bộ binh số 7 và tăng phái với 8.600 quân người Triều Tiên và ra lệnh cho họ đổ bộ tại Incheon trong Chiến dịch Chromite. Vào lúc tấn công đổ bộ ngày 15 tháng 9, nhờ vào thám báo của các du kích quân Nam Triều Tiên, sự cố tình tạo ra thông tin sai lạc và các cuộc pháo kích kéo dài trước khi đổ bộ, thêm vào đó lực lượng Bắc Triều Tiên có rất ít quân đóng tại Incheon nên lực lượng Mỹ chỉ gặp sự chống trả yếu ớt khi họ đổ bộ lên Incheon.
Cuộc đổ bộ là một chiến thắng quyết định khi Quân đoàn 10 tiến công tràn ngập quân phòng thủ vốn ít hơn và đe dọa bao vây quân đội chính quy của Bắc Triều Tiên. MacArthur nhanh chóng tái chiếm Seoul. Quân đội Bắc Triều Tiên bị cắt đứt tuyến tiếp vận, nên phải nhanh chóng rút lui về phía bắc; khoảng 25.000 đến 30.000 quay trở lại.
Sau khi tái chiếm lại Nam Triều Tiên, Lý Thừa Vãn ra lệnh tiến hành thảm sát hàng loạt những người dân bị tình nghi ủng hộ Bắc Triều Tiên, gây ra Thảm sát Bodo League (giết chết khoảng từ 100.000 tới 200.000 người), diễn ra suốt mùa hè năm 1950. Đây là một trong những vụ thảm sát lớn nhất châu Á kể từ sau Chiến tranh thế giới thứ hai.

### Đánh lên Bắc Triều Tiên
Lực lượng Liên Hợp Quốc (gồm chủ yếu là quân Mỹ) đẩy lui quân Bắc Triều Tiên ngược qua vĩ tuyến 38. Mục tiêu cứu chính phủ Nam Triều Tiên của Mỹ đã đạt được nhưng vì bị quyến rũ bởi sự thành công và viễn cảnh thống nhất Triều Tiên dưới tay chính phủ Lý Thừa Vãn nên lực lượng Liên Hợp Quốc tiến quân vào Bắc Triều Tiên. Sự kiện này đánh dấu khoảnh khắc quan trọng trong chính sách đối ngoại của Hoa Kỳ khi các nhà lãnh đạo của Hoa Kỳ quyết định đi xa hơn là chỉ đơn thuần "ngăn chặn" mối đe dọa thấy rõ của cộng sản. Các vấn đề khác gồm có tác dụng tâm lý về việc tiêu diệt được một quốc gia cộng sản chủ nghĩa và giải thoát các tù nhân chiến tranh.

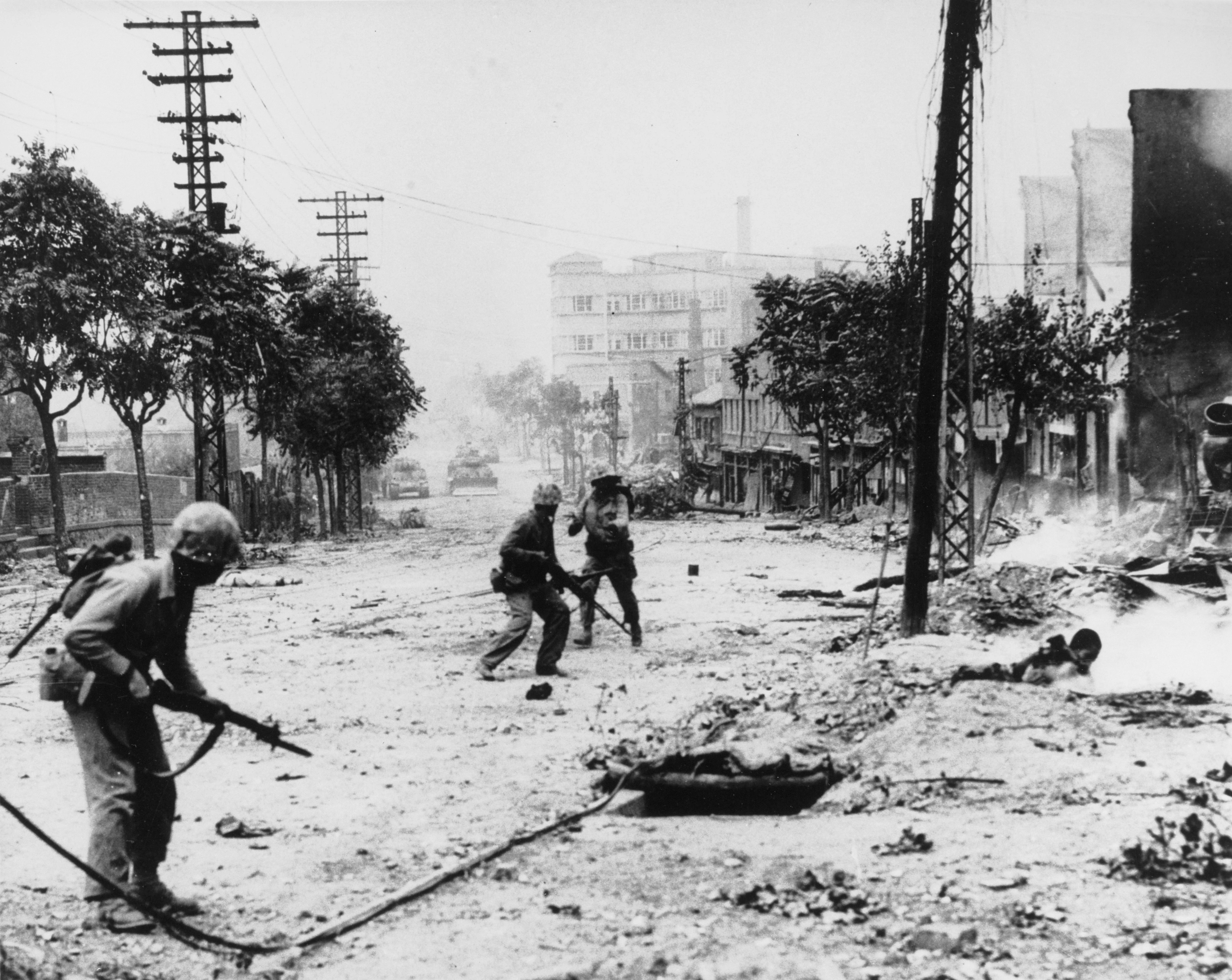
Chiến sự trong thành phố tại Seoul, 1950, khi Thủy quân lục chiến Hoa Kỳ chiến đấu giữ thành phố chống quân Bắc Triều Tiên

Các lực lượng Liên Hợp Quốc vượt qua biên giới tiến vào Bắc Triều Tiên đầu tháng 10 năm 1950. Quân đoàn 10 của Mỹ đổ bộ từ biển vào bờ tại Wonsan và Iwon. Hai nơi này đã bị quân đội Nam Triều Tiên tiến công trên bộ chiếm được. Các lực lượng còn lại của Hoa Kỳ sát cánh với quân Nam Triều Tiên tiến quân theo phía bờ tây của Triều Tiên và chiếm được Bình Nhưỡng ngày 19 tháng 10. Đến cuối tháng 10, quân đội Bắc Triều Tiên tan rã nhanh chóng, và quân Liên Hợp Quốc bắt được 135.000 tù binh.
Cuộc tiến công của Liên Hợp Quốc gây lo ngại rất lớn cho Trung Quốc. Họ lo lắng lực lượng Liên Hợp Quốc sẽ không dừng lại ở sông Áp Lục là ranh giới giữa Triều Tiên và Trung Quốc mà sẽ mở rộng chiến tranh vào lãnh thổ Trung Quốc. Nhiều người ở Tây phương bao gồm Tướng MacArthur nghĩ rằng mở rộng chiến tranh vào Trung Quốc là cần thiết. Tuy nhiên, Truman và những nhà lãnh đạo khác không đồng ý, và MacArthur được lệnh phải cẩn trọng khi tiến tới biên giới Trung Quốc. Dần dần, MacArthur không còn quan tâm đến lệnh của Tổng thống nữa và cho rằng quân đội Bắc Triều Tiên sẽ được tiếp tế qua các căn cứ tại Trung Quốc nên các căn cứ đó phải bị dội bom. Tuy nhiên, trừ một vài dịp hiếm hoi, các máy bay ném bom Liên Hợp Quốc vẫn cách xa tầm bay đến Mãn Châu trong suốt cuộc chiến.

### Trung Quốc tham chiến

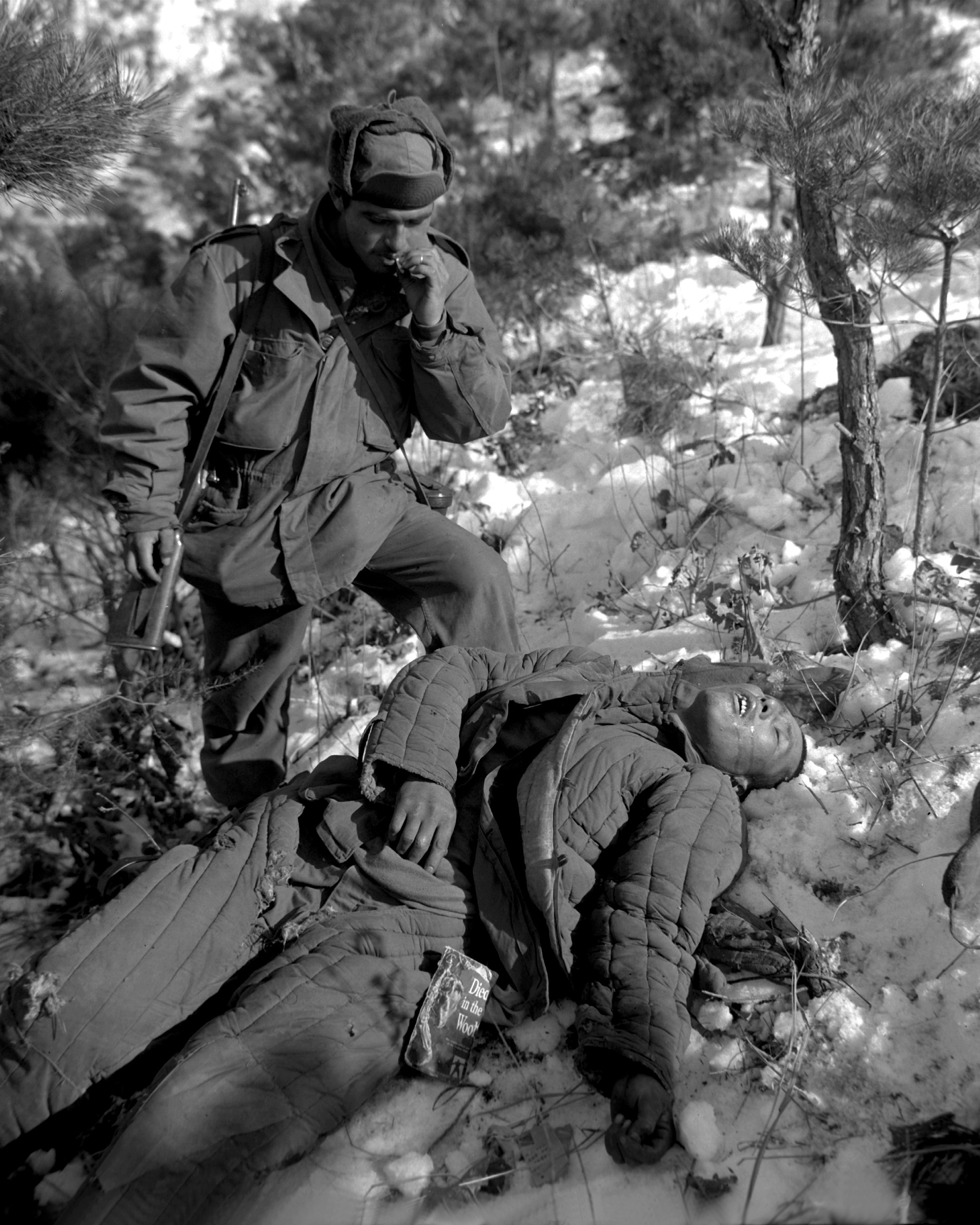
Xác một binh sĩ Trung Quốc

Trung Quốc cảnh cáo các nhà lãnh đạo Hoa Kỳ qua các nhà ngoại giao trung lập rằng họ sẽ can thiệp để bảo vệ nền an ninh quốc gia. Truman xem các lời cảnh báo này như "một mưu toan táo bạo để hù dọa Liên Hợp Quốc" và không coi trọng nó lắm. Ngày 15 tháng 10 năm 1950, Truman đến Đảo Wake để họp ngắn ngủi với MacArthur. Cục Tình báo Trung ương Mỹ trước đây có cho Truman biết rằng việc Trung Quốc tham chiến là không thể xảy ra. MacArthur suy đoán rằng có ít rủi ro về một cuộc chiến với Trung Quốc. MacArthur cho rằng Trung Quốc đã mất dịp giúp Bắc Triều Tiên. Ông ước tính Trung Quốc có 300.000 quân tại Mãn Châu với khoảng từ 100.000-125.000 quân dọc theo sông Áp Lục; phân nửa quân số đó có thể vượt qua sông Áp Lục. Nhưng Trung Quốc không có lực lượng không quân, vì thế, "nếu Trung Quốc cố tràn xuống Bình Nhưỡng thì sẽ có một cuộc đại tàn sát". MacArthur nhận định rằng Trung Hoa muốn tránh bị thiệt hại nặng nề.

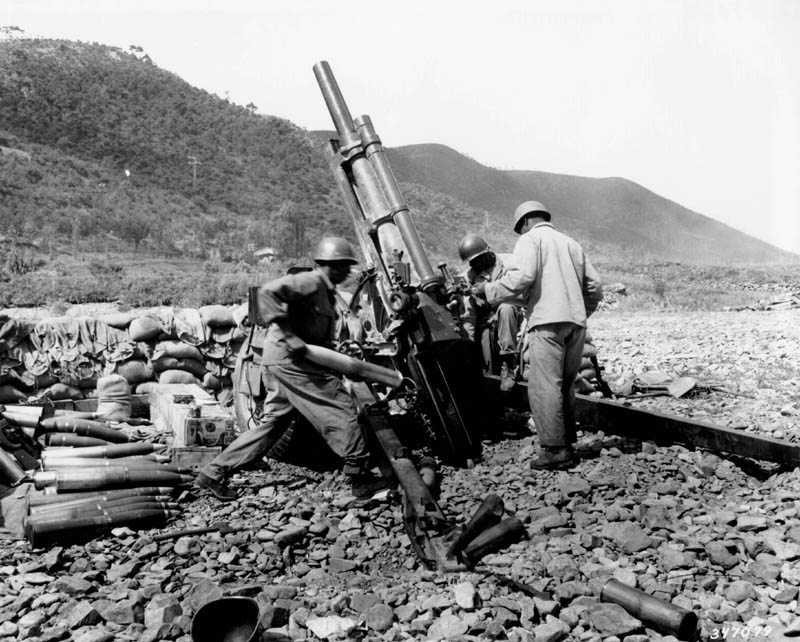
Pháo binh Hoa Kỳ đang bắn yểm trợ bằng pháo 105 mm gần Uirson tháng 8 năm 1950

Ngày 8 tháng 10 năm 1950, một ngày sau khi quân đội Mỹ vượt vĩ tuyến 38, Chủ tịch Mao Trạch Đông phát lệnh tập kết Chí nguyện quân Nhân dân Trung Quốc. Bảy mươi phần trăm thành viên của Chí nguyện quân là quân đội hiện dịch của Quân Giải phóng Nhân dân Trung Quốc. Mao ra lệnh quân đội di chuyển đến sông Áp Lục, sẵn sàng vượt sông. Mao Trạch Đông tìm sự trợ giúp của Liên Xô và coi sự can thiệp vào Triều Tiên là một hành động tự vệ cần thiết: "Nếu chúng ta để cho Hoa Kỳ chiếm đóng toàn Triều Tiên...chúng ta phải chuẩn bị chờ Hoa Kỳ tuyên chiến với Trung Hoa", Mao nói với Stalin như vậy. Thủ tướng Chu Ân Lai được phái đến Moskva để tăng thêm cường độ cho những lý lẽ qua điện thoại của Mao. Mao trì hoãn trong lúc chờ đợi sự chi viện lớn từ Liên Xô, hủy bỏ cuộc tấn công đã hoạch định từ 13 tháng 10 đến 19 tháng 10. Tuy nhiên, sự giúp đỡ của Liên Xô chỉ giới hạn cung cấp yểm trợ bằng không quân không quá 60 dặm Anh (100 km) từ mặt trận. Các phi cơ MiG-15 của Liên Xô trong màu sắc Cộng hòa Nhân dân Trung Hoa là một sự thách thức nghiêm trọng đối với các phi công Liên Hợp Quốc. Tại một khu vực có biệt danh là "Hành lang MiG" (MiG Alley - do các lực lượng Liên Hợp Quốc đặt), các phi cơ của Liên Xô có ưu thế hơn đối thủ với các phi cơ F-80 do Hoa Kỳ chế tạo (Lockheed F-80 Shooting Stars) cho đến khi các phi cơ F-86 (North American F-86 Sabre) được triển khai. Người Trung Quốc rất giận dữ trước việc tham chiến có giới hạn của Liên Xô vì họ cứ đinh ninh rằng họ đã được hứa cung ứng yểm trợ không quân toàn diện. Mỹ biết rõ vai trò của Liên Xô nhưng vẫn giữ im lặng để tránh khả năng leo thang chiến tranh thành một cuộc chiến tranh hạt nhân.
Chạng vạng tối ngày 19 tháng 10 năm 1950, trong cơn mưa lạnh, các quân đoàn 40, 39, 42, 38 và ba sư đoàn pháo binh Quân Chí nguyện nhân dân Trung Quốc cùng một lúc lần lượt vượt sông Áp Lục ở ba bến An Lạc, Trường Miến và Tập An bí mật tiến vào Triều Tiên.
Quân Trung Quốc đối mặt với quân đội Hoa Kỳ ngày 25 tháng 10 năm 1950 với 270.000 quân dưới quyền tư lệnh của tướng Bành Đức Hoài khiến cho Liên Hợp Quốc rất ngạc nhiên vì không lường trước được mức độ quân số đông đảo đến như vậy lại đột ngột xuất hiện. Tuy nhiên, sau những vụ đụng độ ban đầu, các lực lượng Trung Quốc rút lui vào vùng núi. Các nhà lãnh đạo Liên Hợp Quốc coi sự rút lui của Trung Quốc như là một dấu hiệu yếu thế và đánh giá sai lầm trầm trọng khả năng tác chiến của Trung Quốc. Thế nên các lực lượng Liên hiệp quốc tiếp tục tiến công về sông Áp Lục không đếm xỉa gì đến những lời cảnh cáo của Bắc Kinh.

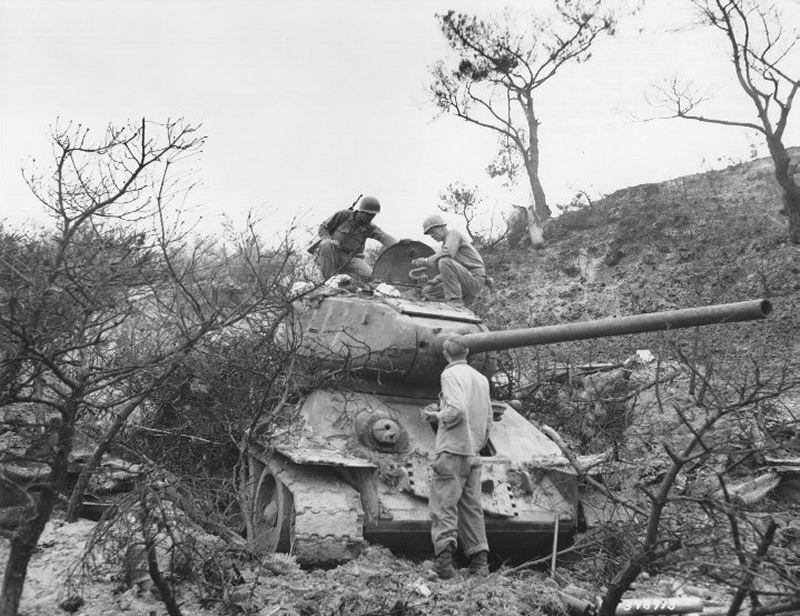
Xe tăng T-34 Bắc Triều Tiên bị tịch thu tại Waegwan

Tình báo Mỹ, sơ sài trong suốt giai đoạn này vì nhiều lý do, đã không làm việc hiệu quả tại Bắc Triều Tiên cũng như đã từng không hiệu quả tại Nam Triều Tiên trong những ngày có cuộc bao vây tại Vành đai Pusan. Để giữ bí mật, quân Trung Quốc hành quân bằng cách đi bộ và ngủ trong rừng nên giảm thiểu tối đa sự phát hiện của đối phương. Trong một trường hợp có ghi chép kỹ càng, một quân đoàn của Trung Quốc gồm có ba sư đoàn hành quân bằng chân đất từ An Tung ở Mãn Châu, phía bắc cách sông Áp Lục khoảng 286 dặm (460 km) đến nơi tập kết tại Bắc Triều Tiên trong khoảng một thời gian dài từ 16 đến 19 ngày. Một sư đoàn của quân đoàn này hành quân vào ban đêm trên những con đường núi ngoằn ngoèo, trung bình đi được 18 dặm (29 km) một ngày trong vòng 18 ngày. Cuộc hành quân trong bắt đầu từ sau khi chập tối lúc 19 giờ và kết thúc lúc 3 giờ sáng hôm sau. Những phương án trú ẩn chống phi cơ phải hoàn thành trước 5 giờ 30 sáng. Tất cả mọi người, thú vật và các trang bị được che giấu hay ngụy trang. Trong ban ngày chỉ có các nhóm trinh sát được ngụy trang di chuyển về phía trước để chọn lựa khu đóng quân ngoài trời của ngày hôm sau. Khi các đơn vị của Trung Quốc bắt buộc phải hành quân vào ban ngày vì bất cứ lý do gì, họ luôn tuân thủ lệnh dừng lại ngay tại chỗ và không cử động khi có máy bay xuất hiện trên đầu. Các sĩ quan có quyền bắn hạ bất cứ binh sĩ nào vi phạm lệnh này.

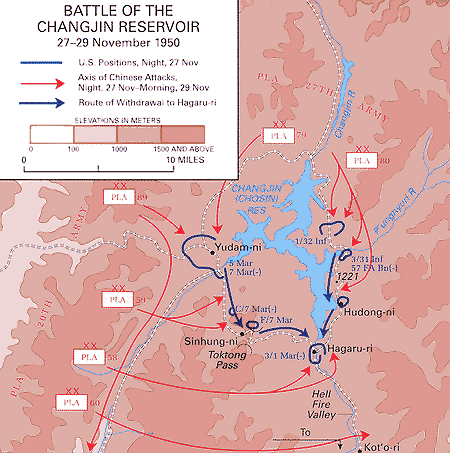
Bản đồ trận hồ nước Chosin

Từ ngày 25 tháng 10 đến ngày 5 tháng 11 (1950) là chiến dịch đầu tiên của Trung Quốc. Quân Trung Quốc dùng 2 sư đoàn của quân đoàn 42 tổ chức phòng ngự ở khu vực Hoàng Thảo Lĩnh, Phó Chiến Lĩnh thuộc mặt trận miền đông, lại dùng 3 quân đoàn và một sư đoàn của quân đoàn 42 (sau tăng thêm 2 quân đoàn) phản kích ở mặt trận miền Tây. Chiến dịch này đã đánh lui quân Mỹ đến phía nam sông Thanh Xuyên. Ngày 7 tháng 11, các quân đoàn 20, 26, 27 thuộc Binh đoàn 9 quân Chí nguyện dưới quyền chỉ huy của Tư lệnh kiêm Chính uỷ Tống Thời Luân tiến vào Triều Tiên. Tới lúc này, binh lực tác chiến của Trung Quốc lên tới 9 quân đoàn gồm 30 sư đoàn, tổng cộng hơn 380.000 quân, chiếm ưu thế hơn so với quân Liên Hợp Quốc gồm 5 quân đoàn, 13 sư đoàn, 3 lữ đoàn, tổng cộng 220.000 quân.
Cuối tháng 11, Trung Quốc đánh vào phía tây, dọc theo sông Chongchon, hoàn toàn áp đảo một số sư đoàn của Nam Triều Tiên và đánh một đòn chí tử vào sườn các lực lượng còn lại của Liên Hợp Quốc. Ở mặt trận phía tây, quân Chí nguyện tiêu diệt sư đoàn 7 quân Nam Triều Tiên, đánh quị sư đoàn 2 quân Mỹ. Ở mặt trận phía đông, đánh quị sư đoàn thủy quân lục chiến 1, sư đoàn bộ binh 2 quân Mỹ. Tình hình đó buộc McAthur phải ra lệnh cho quân Mỹ và quân Nam Triều Tiên rút lui toàn bộ. Tư lệnh tập đoàn quân số 8 quân Mỹ trong khi rút lui đã chết vì tai nạn xe.
Thất bại của Quân đoàn 8 đã tạo nên một cuộc rút lui dài nhất của một đơn vị quân đội Mỹ trong lịch sử. Tại miền đông, trong Trận hồ nước Chosin, một đơn vị 30.000 người của Sư đoàn Bộ binh số 7 Mỹ cũng chưa chuẩn bị kịp cho những cuộc tấn công chiến thuật của Trung Quốc và chẳng bao lâu bị bao vây, mặc dù cuối cùng họ phá được vòng vây nhưng bị thương vong 15.000 người. Tại trận này, Thủy quân lục chiến Mỹ cũng bị đánh bại và bắt buộc rút lui sau khi gây ra những thiệt hại nặng nề cho sáu sư đoàn quân Trung Quốc.

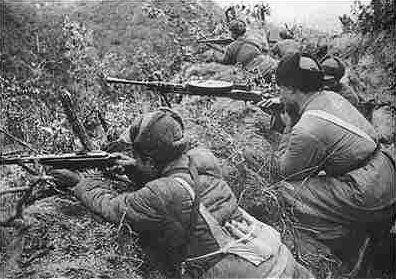
Chí nguyện quân Trung Hoa chiến đấu với súng máy Degtyarov DP

Các chiến thắng của quân đội Trung Quốc cho thấy họ là một đối thủ đáng gờm với quân Mỹ, ngay cả khi quân Trung Quốc yếu thế hơn nhiều về hỏa lực. Quân Trung Quốc không có xe tăng, cũng không có không quân yểm trợ, nhưng họ có các binh sỹ có tinh thần chiến đấu tốt, kỷ luật cao cùng chiến thuật hợp lý. Trong khi các binh sĩ Trung Quốc ban đầu thiếu yểm trợ của hỏa lực nặng và vũ khí bộ binh hạng nhẹ, chiến thuật của họ nhanh chóng điều chỉnh thích hợp cho sự bất lợi này như Bevin Alexander giải thích trong cuốn "How Wars Are Won" (Cách thế nào để thắng các cuộc chiến tranh):
"Phương cách thông thường là xâm nhập các đơn vị nhỏ của địch từ một trung đội 50 người đến một đại đội 200 người, bằng cách phân tán thành nhiều nhóm riêng lẻ. Trong lúc một đội cắt đường rút lui của người Mỹ, các đội khác đánh thẳng cả mặt trước và hai bên sườn trong các cuộc tiến công phối hợp nhịp nhàng. Các cuộc tiến công tiếp tục vào các phía cho đến khi những người phòng thủ bị tiêu diệt hoặc bắt buộc phải rút lui. Người Trung Quốc bò lên phía trước đến sườn mở nơi đóng chốt của trung đội kế tiếp và lập lại chiến thuật này".
Roy Appleman làm sáng tỏ hơn các chiến thuật ban đầu của Trung Quốc như sau:
"Trong giai đoạn đầu tiến công, các lực lượng bộ binh thiện chiến nhẹ đã thực hiện các cuộc tấn công của Trung Quốc, nói chung không được yểm trợ với bất kỳ loại vũ khí hạng nặng nào ngoài súng cối (mortars). Các cuộc tấn công đã chứng minh rằng binh sĩ Trung Quốc là những chiến binh có kỷ luật và được huấn luyện kỹ lưỡng, và đặc biệt lão luyện trong chiến đấu về đêm. Họ có tài về nghệ thuật ngụy trang. Các đội trinh sát rất thành công đáng kể trong việc phát hiện các vị trí của các lực lượng Liên Hợp Quốc. Họ hoạch định các cuộc tấn công vào phía sau lưng của các lực lượng này, cắt đường rút lui và đường tiếp vận của quân địch, và rồi sau đó xung trận đánh vào mặt trước và bên sườn để kết thúc trận chiến. Họ cũng áp dụng một chiến thuật gọi là Hachi Shiki tạo thành một đội hình chữ V mà họ để cho quân địch di chuyển trong đó; hai cạnh của chữ V sau đó được khép lại quanh quân địch trong khi đó một lực lượng khác di chuyển phía dưới miệng chữ V để đón chặn bất cứ lực lượng nào cố giải vây cho đơn vị bị bao vây. Các chiến thuật như thế của Trung Hoa đã được sử dụng với những thành công to lớn tại Onjong, Unsan, và Ch'osan, nhưng chỉ thành công một phần tại Pakch'on và Ch'ongch'on".

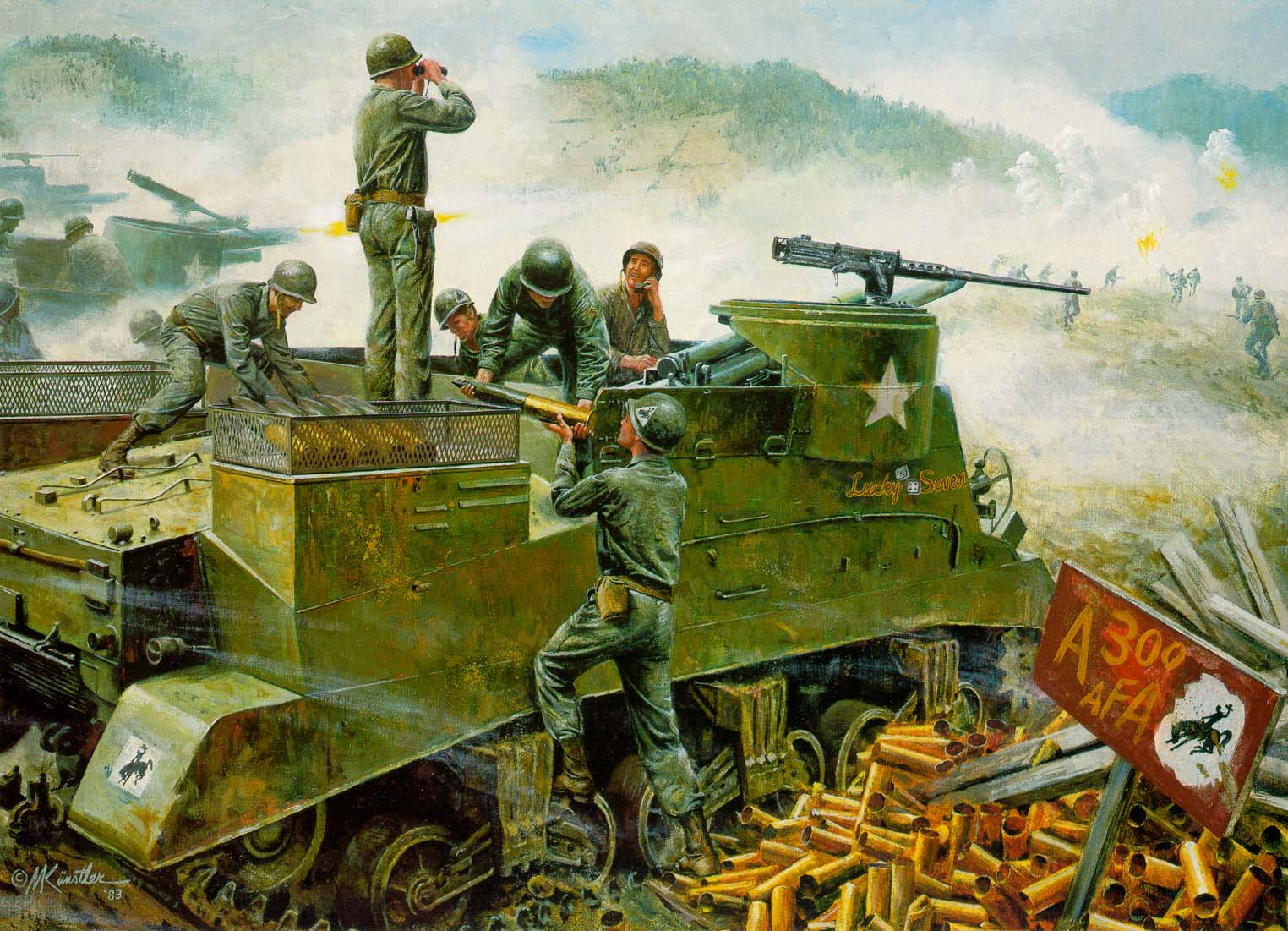
Pháo binh Hoa Kỳ yểm trợ cho Bộ binh tiến công tại Soyong, Nam Triều Tiên

Lực lượng Hoa Kỳ tại đông bắc Triều Tiên, từng tiến công chớp nhoáng chỉ một vài tháng trước đây, bị bắt buộc phải rút chạy về miền nam nhanh hết mức có thể để hình thành một vành đai phòng thủ quanh thành phố hải cảng Hungnam, nơi mà sau đó một cuộc di tản lớn được thực hiện cuối tháng 12 năm 1950. Trước nguy cơ đối diện với sự bại trận hoàn toàn và đầu hàng, 193 lượt tàu chở các quân nhân Mỹ và trang thiết bị đã rời bến di tản khỏi Bến cảng Hungnam. Khoảng 105.000 binh sĩ, 98.000 thường dân, 17.500 xe các loại, và 350.000 tấn tiếp liệu được tàu chở đến Pusan trong vòng trật tự. Khi họ đã bỏ đi, các lực lượng Mỹ đã đánh sập phần lớn thành phố để không cho quân đội Trung Quốc sử dụng, khiến nhiều người dân Triều Tiên không có nơi trú thân trong mùa đông.

### Cuộc tiến công mùa đông

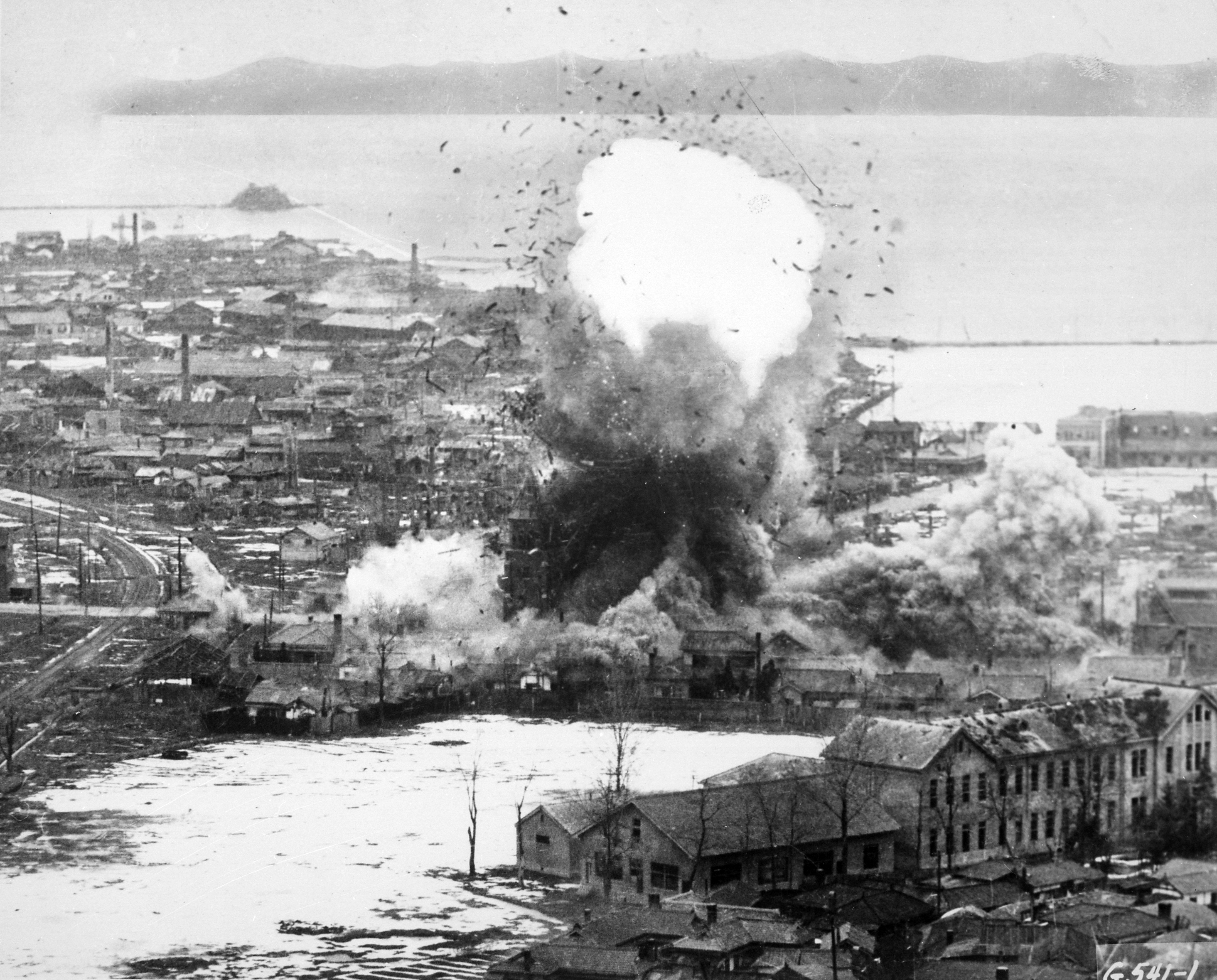
Máy bay B-26 Invader oanh tạc những kho tiếp liệu tại Wonsan, Bắc Triều Tiên năm 1951

Đối với Trung Quốc, Kim Nhật Thành là một đối tác khó tính. Đầu tiên, ông từ chối hợp nhất các lực lượng của mình dưới sự chỉ huy của Bành Đức Hoài cho dù lính Trung Quốc chiếm đa số quân đội. Kim chỉ đồng ý sau khi nhận được một chỉ thị từ Stalin. Kim Nhật Thành cũng tranh cãi với Bành Đức Hoài vào đầu năm 1951 xung quanh việc liệu có nên vượt vĩ tuyến 38 vì Kim Nhật Thành ra lệnh tiến quân, song Bành Đức Hoài từ chối và vấn đề chỉ được dàn xếp sau khi có một chỉ thị từ Stalin ủng hộ Bành Đức Hoài.
Nhà sử học Trung Quốc Trần Lâm cho rằng trong đội quân mà Trung Quốc gửi ra chiến trường có cả những binh sĩ từ quân đội Quốc dân đảng đã đầu hàng, tuy tỷ lệ tham gia không lớn: "Quân giải phóng nhân dân Trung Quốc thực tế không muốn thu nhận họ. Động cơ của Mao Trạch Đông khi tham chiến là để thu hút sự chú ý và công nhận Trung Quốc như một cường quốc, đồng thời đoàn kết người dân trong một cuộc chiến yêu nước".

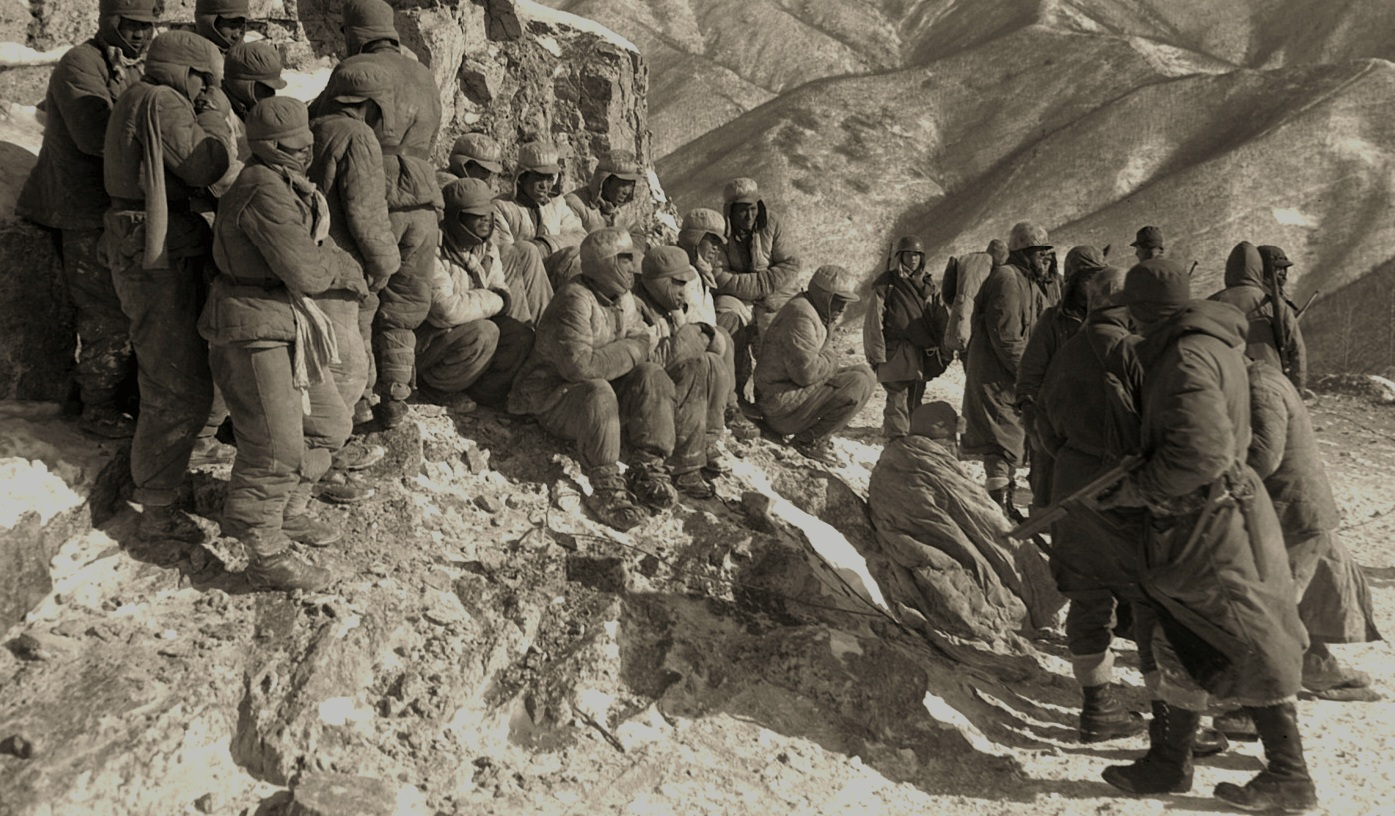
Tù binh Trung Quốc bị bắt giữ tại Koto-ri

Tháng giêng năm 1951, các lực lượng Trung Quốc và Bắc Triều Tiên lại đánh mạnh trong giai đoạn tiến công thứ ba (được biết với tên gọi Cuộc tiến công mùa đông của Trung Quốc). Quân Trung Quốc lặp lại các chiến thuật trước đây của họ là tấn công chủ yếu là vào đêm với cách đánh thăm dò từ các vị trí xa mặt trận theo sau là một đợt xung phong với số lượng quân áp đảo, và dùng kèn, cồng chiêng để liên lạc và đánh lạc hướng quân địch. Các lực lượng Liên Hợp Quốc không có phương cách hữu hiệu để chống lại chiến thuật này, và sức kháng cự của họ sa sút nên họ rút lui nhanh về miền nam. Seoul bị bỏ lại và bị các lực lượng Trung Quốc và Bắc Triều Tiên chiếm được vào ngày 4 tháng 1 năm 1951.
Khó khăn thêm gia tăng cho Quân đoàn 8 khi Tướng Walker bị giết chết trong một vụ tai nạn. Trung tướng Matthew Ridgway, một cựu chiến binh nhảy dù trong Chiến tranh thế giới thứ hai lên thay và nhanh chóng nâng sĩ khí và tinh thần chiến đấu của Quân đoàn 8 vốn đã quá kiệt quệ và sa sút trong cuộc rút lui. Tuy nhiên tình thế quá khắc nghiệt đến nỗi Tướng Douglas MacArthur thậm chí nói đến việc sử dụng vũ khí hạt nhân chống lại Trung Quốc, gây nhiều lo ngại cho các đồng minh của Mỹ.
Các lực lượng Liên Hợp Quốc tiếp tục rút lui cho đến khi họ tới phòng tuyến chạy dài từ phía nam Suwon ở miền tây, Wonju ở giữa, và phía bắc Samchok ở miền đông là nơi mặt trận được ổn định. Quân Chí nguyện của Trung Quốc đã bỏ xa đường tiếp vận của họ nên gặp khó khăn khi tiến ra xa khỏi Seoul vì họ đang ở cuối đường vận chuyển tiếp liệu. Do thiếu phương tiện cơ giới, lại bị không quân Hoa Kỳ đe dọa nên tất cả lương thực và đạn dược của quân Trung Quốc phải được vận chuyển vào ban đêm bằng chân hoặc xe đạp từ sông Áp Lục, cách cận chuyển này không thể đủ đáp ứng nhu cầu của mặt trận ở xa hàng trăm km. Tướng Bành Đức Hoài ra lệnh cho các lực lượng của ông ngừng tiến công và chuyển sang phòng ngự.
Cuối tháng giêng, sau khi nhận thấy các phòng tuyến phía trước lực lượng của ông bị bỏ hoang, Tướng Ridgway ra lệnh tiến hành thám thính mà sau đó biến thành một cuộc tiến công toàn diện có tên gọi là "Operation Roundup" (Chiến dịch Bố ráp). Chiến dịch được hoạch định tiến hành từng bước một, tận dụng ưu thế hỏa lực trên mặt đất và trên không của Liên Hợp Quốc. Vào lúc kết thúc Chiến dịch Bố ráp vào đầu tháng hai, các lực lượng Liên Hợp Quốc đã tiến tới sông Hán và tái chiếm Wonju.

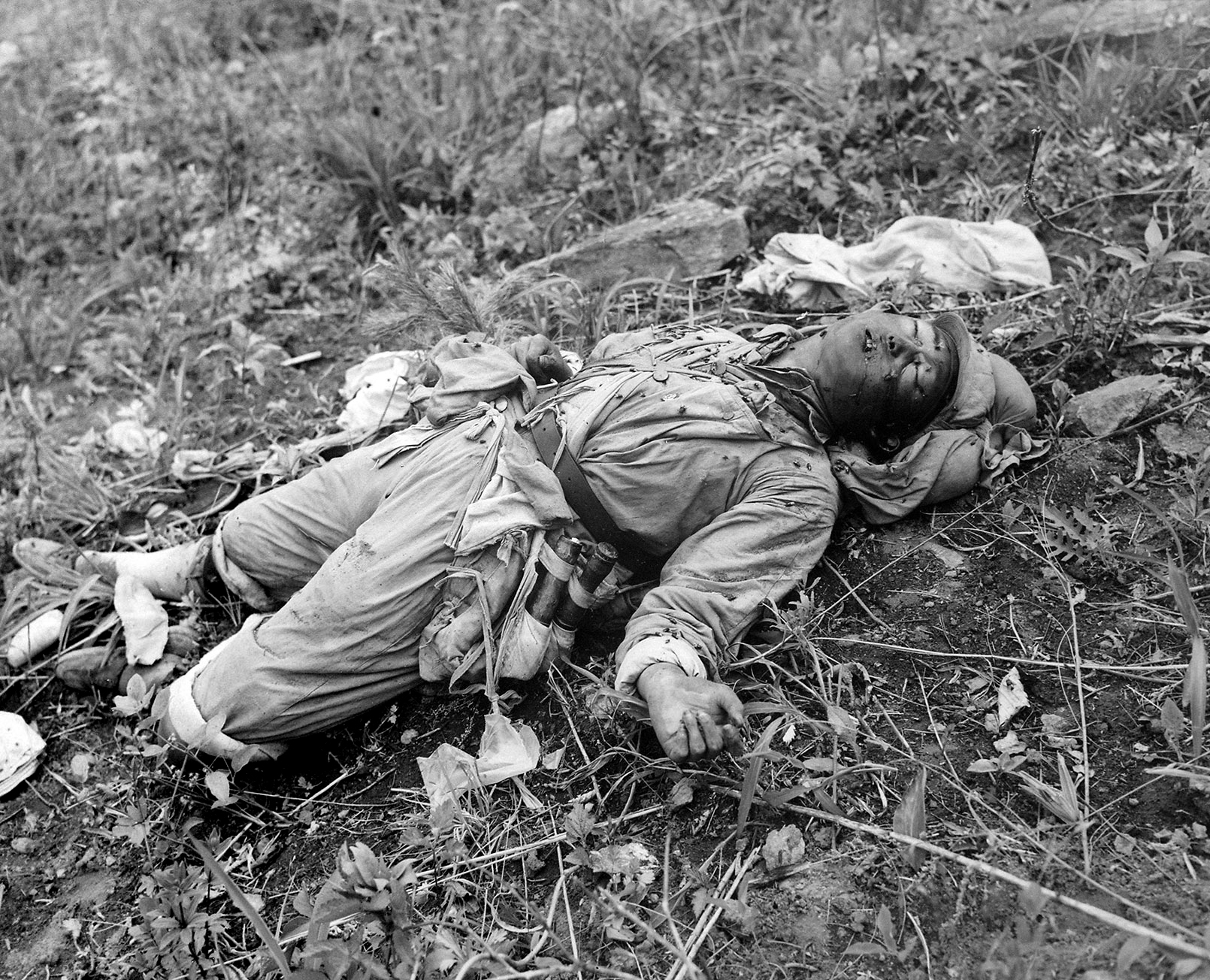
Một binh sĩ Trung Quốc bị giết bởi Thủy quân lục chiến Mỹ thuộc Sư đoàn Thủy quân lục chiến số một trong một cuộc tấn công trên Đồi 105 năm 1951

Trung Quốc phản công vào giữa tháng hai bằng Cuộc tiến công giai đoạn bốn từ Hoengsong ở miền trung chống các vị trí của Quân đoàn IX Mỹ quanh Chipyong-ni. Các đơn vị của Sư đoàn Bộ binh số 2, gồm có Tiểu đoàn Pháp tại Triều Tiên đã đánh trả một cuộc bao vây ngắn ngủi nhưng dữ dội và cuối cùng phá vỡ được cuộc tiến công này. Trong trận đánh này, Liên Hợp Quốc đã học được cách đối phó với các chiến thuật tấn công của Trung Quốc và có thể giữ vững trận địa của họ.
Chiến dịch Bố ráp được theo sau trong hai tuần cuối của tháng 2 năm 1951 bằng Chiến dịch Sát thủ (Operation Killer) do Quân đoàn 8 được tái sinh của Mỹ đảm nhiệm. Đây là một cuộc tấn công toàn diện ngang qua mặt trận, lần nữa được hoạch định tăng cường tối đa hỏa lực với mục đích gây thiệt hại nặng nề cho các quân đoàn Bắc Triều Tiên và Trung Quốc. Cuối Chiến dịch Sát thủ, Quân đoàn I đã tái chiếm lại được tất cả các lãnh thổ phía nam sông Hán, trong khi Quân đoàn IX tái chiếm Hoengsong.
Ngày 7 tháng 3 năm 1951, Quân đoàn 8 lại thọc mạnh về phía trước trong "Chiến dịch 'Ripper, vào ngày 14 tháng 3 họ đã đẩy lui các lực lượng Trung Quốc và Bắc Triều Tiên ra khỏi Seoul, đây là lần thứ tư trong một năm thành phố này đổi chủ. Seoul ở trong cảnh hoang tàn đổ nát; dân số của thành phố trước chiến tranh là 1,5 triệu người đã giảm xuống còn 200.000 người và thiếu thực phẩm trầm trọng".

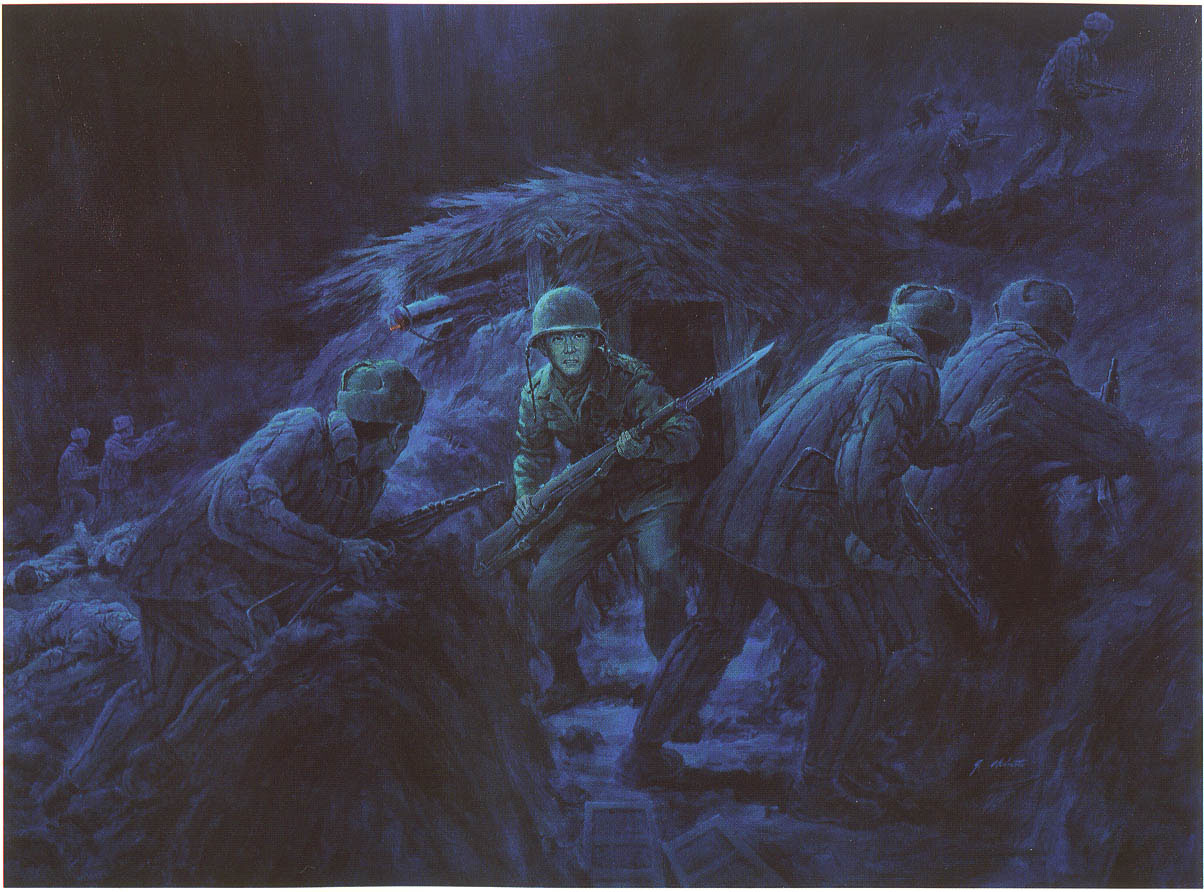
Binh sĩ Hiroshi N. Miyamura thuộc lực lượng Liên Hợp Quốc đang canh giữ vị trí bị tấn công bất ngờ bởi các lực lượng Trung Quốc

Douglas MacArthur bị tước quyền tự lệnh bởi Tổng thống Harry Truman ngày 11 tháng 4 năm 1951 vì bất tuân lệnh Tổng thống, gây ra một cơn bão lửa phản đối ở Hoa Kỳ. Tư lệnh tối cao mới là Tướng Ridgway tiến hành củng cố các lực lượng Liên Hợp Quốc để chuẩn bị cho một loạt các cuộc phản công hiệu quả. Vị trí Tư lệnh Quân đoàn 8 được chuyển cho Tướng James Van Fleet.
Một loạt các cuộc tấn công sau đó từ từ đẩy lui quân Trung Quốc và Bắc Triều Tiên như các chiến dịch Courageous và Tomahawk, một cuộc công kích kết hợp giữa bộ binh và không quân giam lực lượng cộng sản giữa Kaesong và Seoul. Các lực lượng Liên Hợp Quốc tiếp tục tiến công cho đến khi họ tới được phòng tuyến Kansas, cách vĩ tuyến 38 một khoảng mấy dặm về phía bắc.
Tuy nhiên, tháng 4 năm 1951, Trung Quốc mở đợt tiến công giai đoạn năm. Đây là một nỗ lực chính có sự tham dự của ba quân đoàn (lên đến 700.000 quân). Quả đấm chính rơi trúng Quân đoàn I của Mỹ nhưng sự chống trả quyết liệt trong các trận đánh tại sông Imjin và Kapyong đã chặn bước tiến của quân đội Trung Quốc ở phòng tuyến phía bắc Seoul.
Một cuộc tiến công khác của Trung Quốc sau đó ở miền trung chống lại Quân đoàn X và lực lượng Nam Triều Tiên vào ngày 15 tháng 5 cũng đạt được những thành công ban đầu, nhưng vào 20 tháng 5 cuộc tấn công dừng lại. Quân đoàn 8 phản công và đến cuối tháng 5 thì chiếm lại phòng tuyến Kansas.
Quyết định của Liên Hợp Quốc dừng lại ở phòng tuyến Kansas, nằm ở phía bắc Vĩ tuyến 38, và không tiếp tục các hành động tiến công vào Bắc Triều Tiên đã đẩy cuộc chiến vào giai đoạn bế tắc, là điểm điển hình cho phần còn lại của cuộc xung đột.

### Đình chiến

Lãnh thổ đổi chủ trong phần đầu của cuộc chiến cho đến khi mặt trận được ổn định

Phần còn lại của cuộc chiến bao gồm chút ít sự thay đổi về lãnh thổ, các cuộc oanh tạc tầm mức rộng lớn của Không lực Mỹ vào các thành phố ở Bắc Triều Tiên, và các cuộc thương thuyết hòa bình kéo dài bắt đầu từ 10 tháng 7 năm 1951 tại Kaesong. Thậm chí trong suốt các cuộc thương thuyết hòa bình, chiến sự vẫn tiếp tục. Đối với các lực lượng quân sự Nam Triều Tiên và đồng minh, mục tiêu của họ là phải tái chiếm hoàn toàn miền Nam trước khi một thỏa ước đạt được để tránh mất bất cứ lãnh thổ nào. Trung Quốc và Bắc Triều Tiên đã cố mở các chiến dịch tương tự, và sau đó còn tiến hành các chiến dịch nhằm thử quyết tâm của Liên Hợp Quốc có tiếp tục cuộc xung đột. Các cuộc đụng độ quân sự chính yếu trong giai đoạn này là những hành động quanh lòng chảo phía đông như Bloody Ridge và Heartbreak Ridge năm 1951, các trận đánh như Trận Old Baldy ở giữa và Trận Hook ở phía tây trong suốt năm 1952-53, Trận Đồi Eerie năm 1952, và Trận Đồi Pork Chop năm 1953.

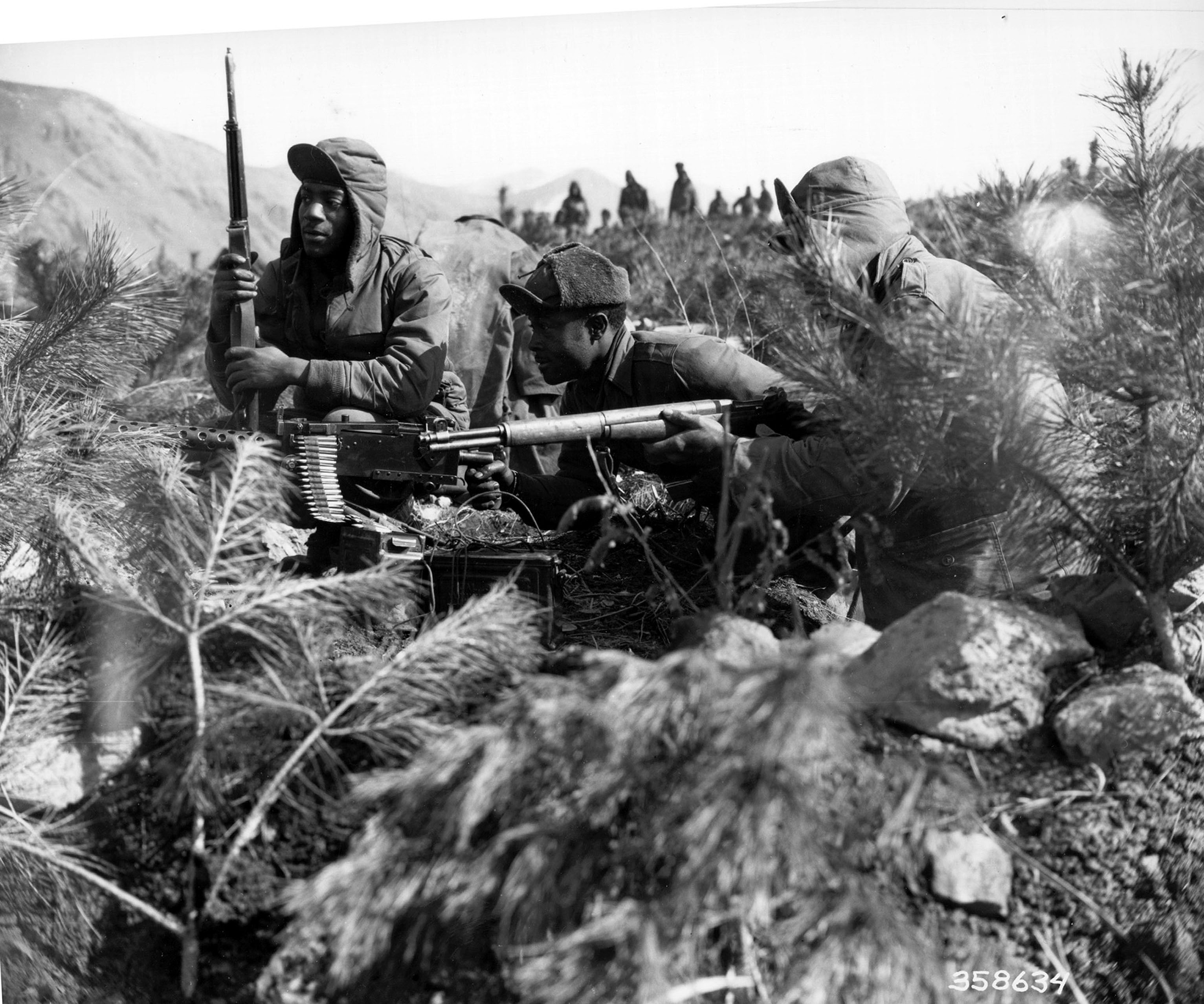
Binh sĩ trung đoàn 24, sư đoàn 25 Bộ binh dùng súng máy chống lại quân Trung Quốc ở Songnimbong, Nam Triều Tiên ngày 21 tháng 2 năm 1951

Các cuộc thương thuyết hòa bình kéo dài trong hai năm, đầu tiên là ở Kaesong và sau đó là ở Bàn Môn Điếm. Một vấn đế chính yếu trong các cuộc thương thuyết là việc trao trả tù binh chiến tranh. Phía miền Bắc đồng ý trao trả theo tự nguyện của tù binh nhưng với điều kiện là đa số tù binh sẽ trở về Trung Quốc hoặc Bắc Triều. Nhưng vì có quá nhiều tù binh từ chối được trao trả về Trung Quốc và Bắc Triều Tiên, chiến tranh tiếp tục cho đến khi phía Trung Quốc và Bắc Triều Tiên từ bỏ điều kiện này.
Tháng 10 năm 1951, các lực lượng Mỹ tiến hành Chiến dịch Cảng Hudson với ý định thiết lập khả năng sử dụng vũ khí nguyên tử. Một số phi cơ B-29 thực hiện các phi vụ tập ném bom giả từ Okinawa đến Bắc Triều Tiên mang theo các quả bom nguyên tử "hình nộm" hoặc các loại bom thông thường hạng nặng. Chiến dịch được điều hợp từ Căn cứ Không quân Yokota tại Nhật Bản. Cuộc tập trận này có ý định thử chức năng thực sự của tất cả các hoạt động sẽ cần dùng trong một tấn công bằng vũ khí nguyên tử, bao gồm việc lắp ráp vũ khí và thử nghiệm, hướng dẫn, kiểm soát mặt đất về mục tiêu ném bom. Kết quả cho thấy bom nguyên tử không hiệu quả như là tiên đoán bởi vì việc phát hiện số đông lực lượng địch kịp thời thì quả là hiếm hoi.

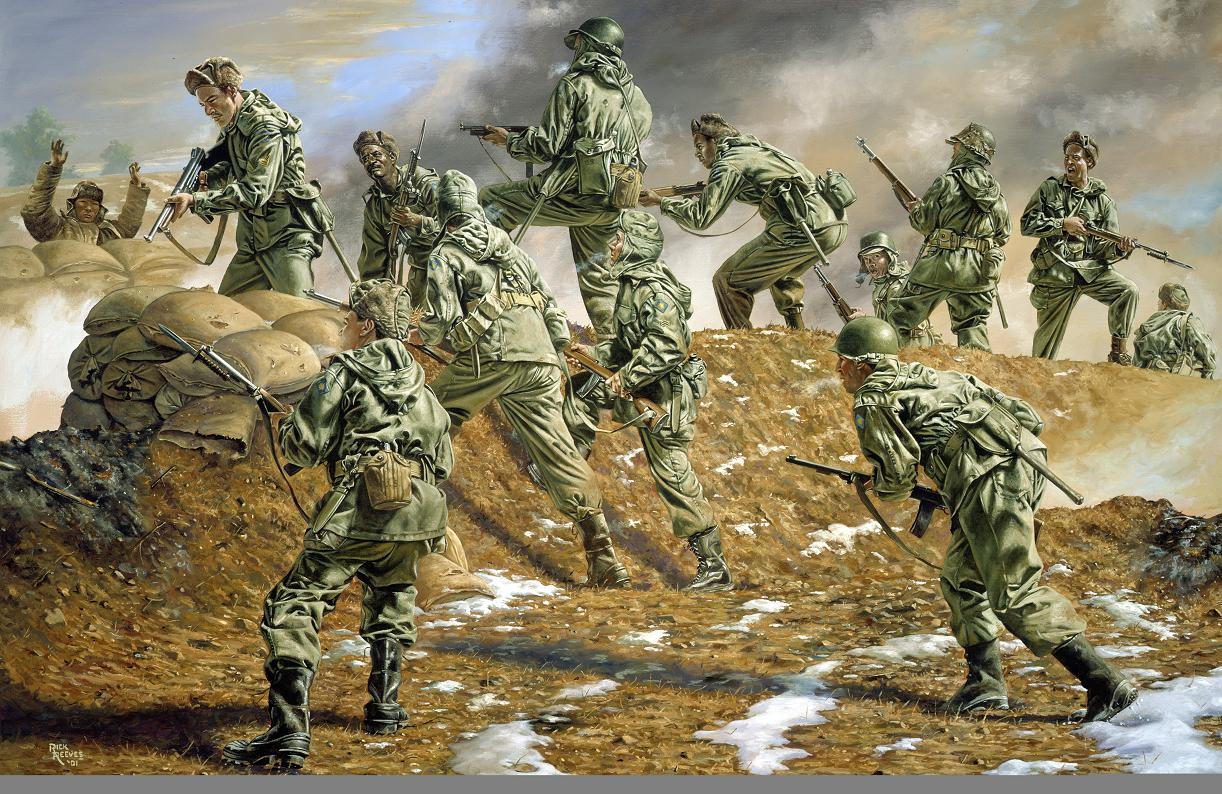
Sư đoàn Ánh Dương trong trận Thung lũng Kumwha mùa Xuân năm 1952

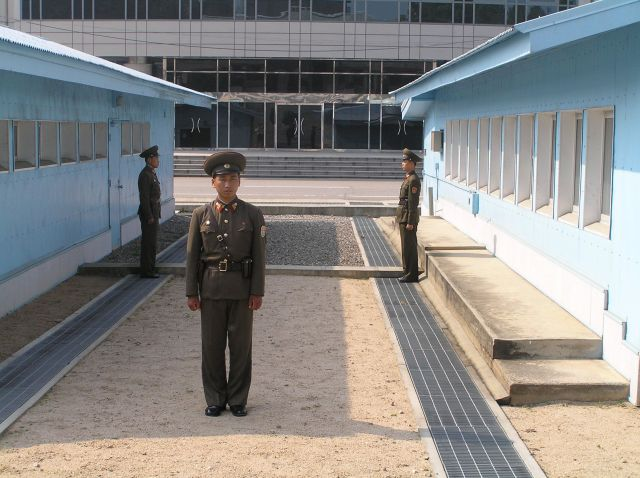
Khu phi quân sự DMZ nhìn từ Bắc Triều Tiên năm 2005

Vào ngày 29 tháng 11 năm 1952, tổng thống mới đắc cử là Dwight D. Eisenhower đã thực hiện lời hứa lúc tranh cử là đến Triều Tiên để tìm kiếm giải pháp để kết thúc cuộc xung đột. Với việc Liên Hợp Quốc chấp thuận lời đề nghị ngừng bắn của Ấn Độ, lệnh ngừng bắn được thiết lập vào ngày 27 tháng 7 năm 1953 vào thời điểm tuyến đầu mặt trận quay trở lại quanh vĩ tuyến 38, và vì vậy một vùng phi quân sự được thiết lập quanh nó, hiện tại được quân đội Bắc Triều Tiên phòng thủ một phía và phía bên kia là quân đội Nam Triều Tiên và Mỹ. Kaesong, nơi diễn ra các cuộc đàm phán hòa bình, vốn là cố đô của Triều Tiên, là phần đất của miền Nam trước khi các cuộc xung đột bùng nổ nhưng bây giờ là một thành phố đặc khu của miền Bắc. Cho đến bây giờ cũng không có một hiệp định hòa bình nào được ký kết, theo kỹ thuật, Nam và Bắc Triều Tiên vẫn đang ở trong tình trạng chiến tranh. Mặc dù Bắc Triều Tiên và Mỹ đã ký kết Hiệp định Đình chiến nhưng Lý Thừa Vãn từ chối ký kết vào văn kiện này.

## Thương vong

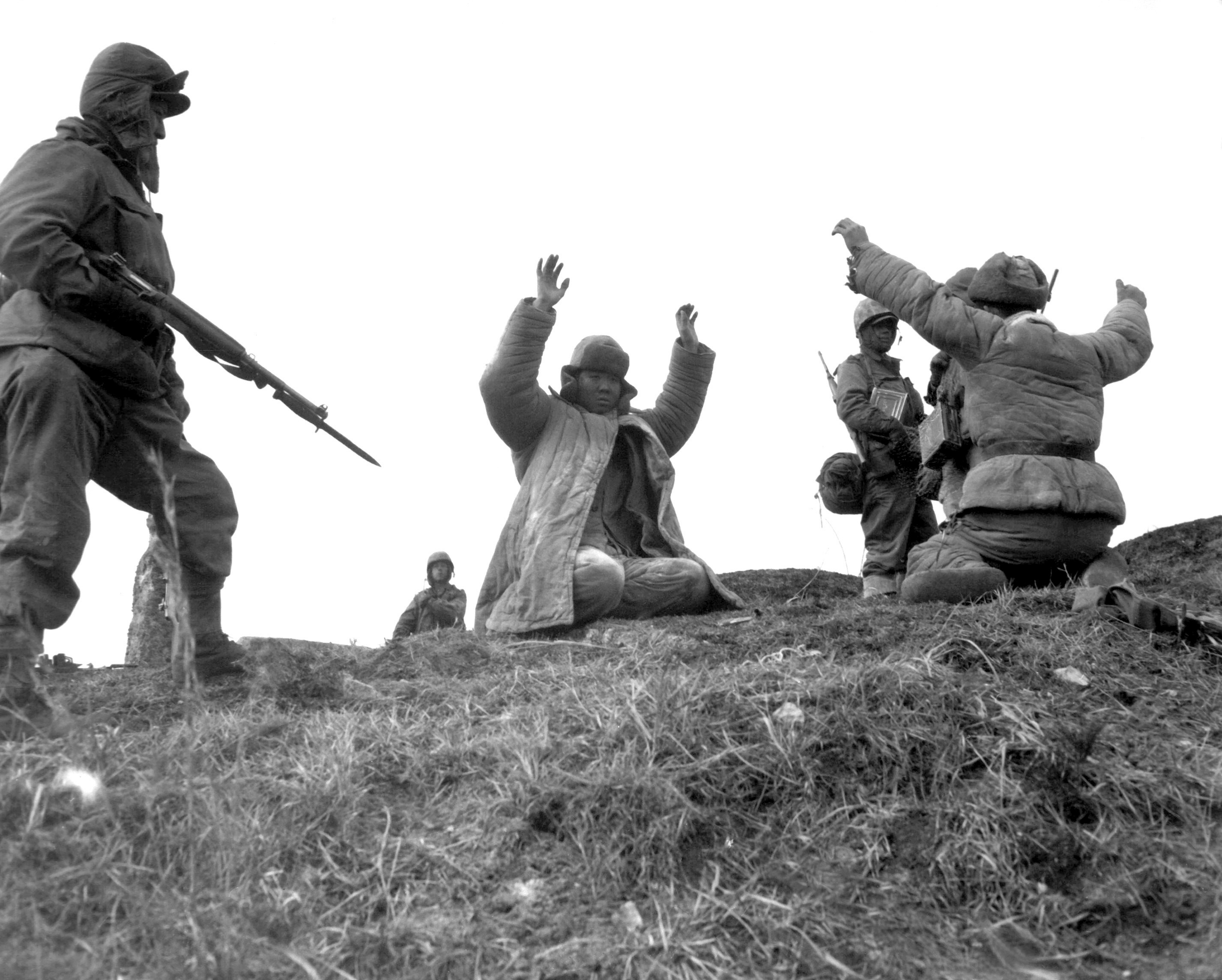
Tù binh Trung Quốc bị bắt giữ bởi lực lượng Mỹ phía nam Koto-ri

Các con số của phương Tây về thương vong của Trung Quốc và Bắc Triều Tiên chủ yếu được dựa vào những báo cáo từ mặt trận về ước tính thương vong, việc hỏi cung các tù nhân và các tài liệu tịch thu được. Ước tính của Trung Quốc về số thương vong của Liên Hợp Quốc cho rằng "Tuyên bố chung sau chiến tranh của Quân Chí nguyện Trung Quốc và Quân đội Nhân dân Triều Tiên công bố rằng họ đã "loại trừ" 1,09 triệu quân địch, bao gồm 390.000 quân của Mỹ, 660.000 quân Nam Triều Tiên, và 29.000 quân các nước khác. Con số "loại trừ" mập mờ không nêu chi tiết có bao nhiêu người chết, bị thương và bị bắt.
Nói về thương vong của chính Trung Quốc, cũng là nguồn đó nói rằng "Trong suốt thời gian chiến tranh, 70 phần trăm các lực lượng của Quân đội Giải phóng Nhân dân Trung Quốc đã được khai triển đến Triều Tiên như Quân Chí nguyện Nhân dân Trung Quốc (tổng lượt lên đến 2,97 triệu) cùng với hơn 600.000 dân công. Quân Chí nguyện bị thiệt hại tổng cộng 148.000 người chết, trong đó có 114.000 tử trận, 34.000 chết do tai nạn, bệnh tật hoặc chết rét; và số người bị thương là 380.000 người. Cũng có 7.600 người mất tích. Có 7.110 tù binh Trung Quốc được trao trả sau chiến tranh." Cũng nguồn tương tự kết luận con số thương vong của Bắc Triều Tiên, "Quân đội Nhân dân Triều Tiên có 290.000 thương vong và 90.000 bị bắt. Có một con số tổn thất dân sự rất lớn tại miền bắc Triều Tiên nhưng không có con số chính xác nào được xác nhận".

## Tính chất và đặc điểm

### Chiến tranh cơ giới

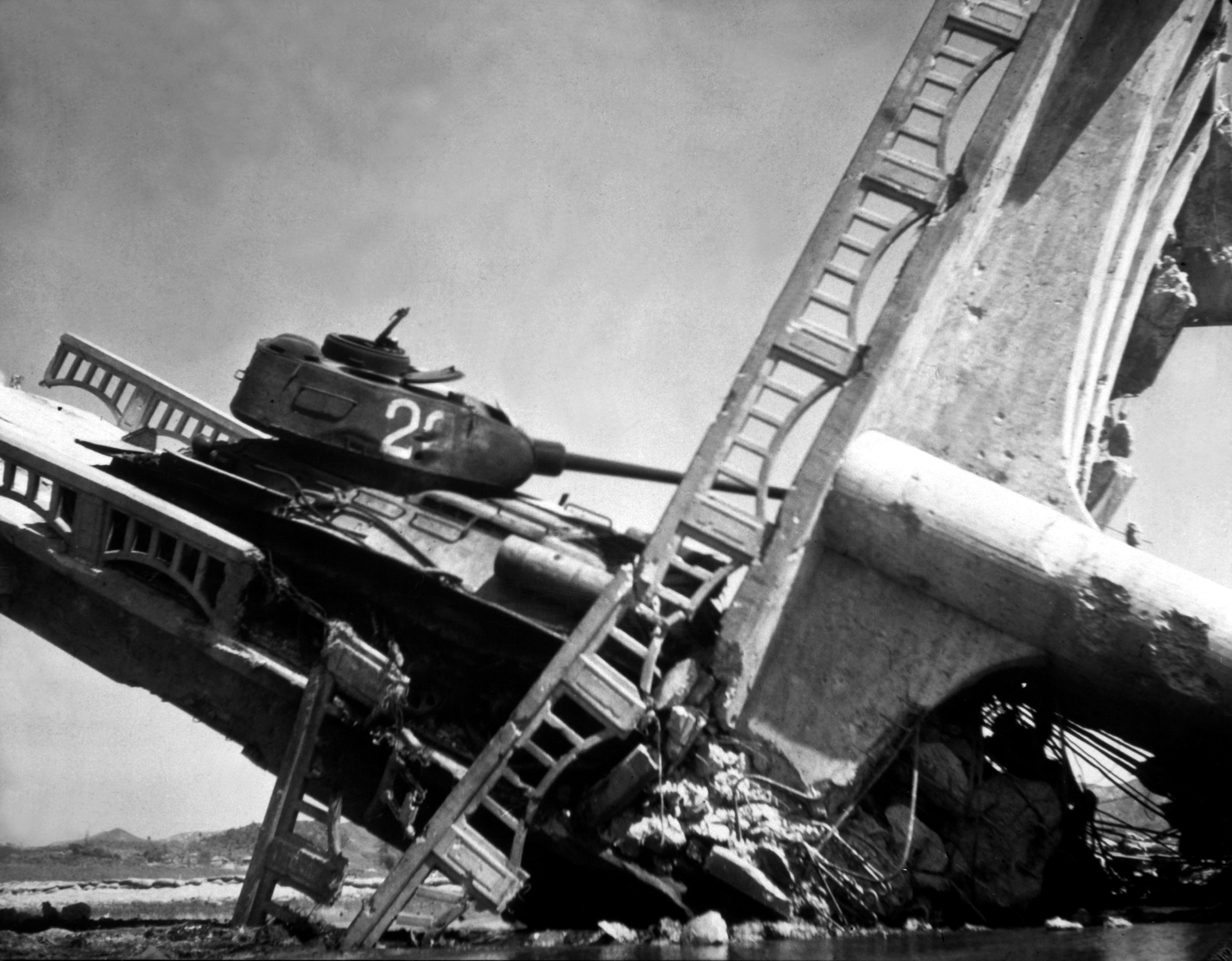
Tăng T-34 Bắc Triều Tiên tại phía nam Suwon, Nam Triều Tiên

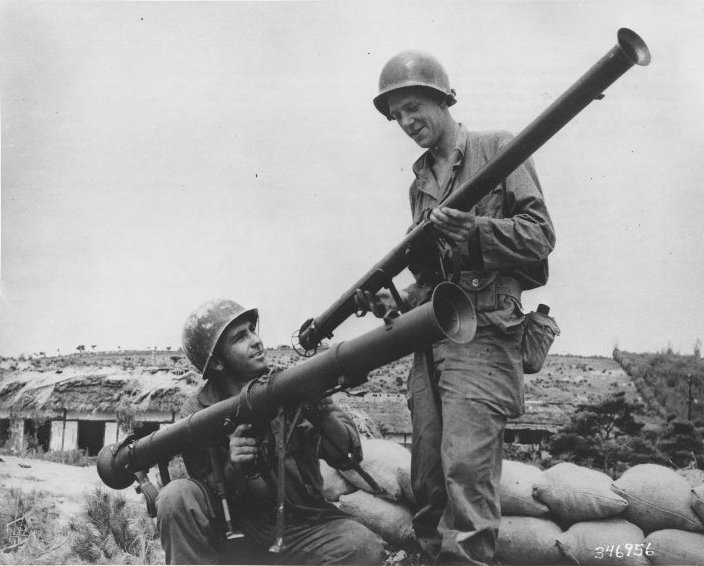
So sánh giữa bazooka cũ M9 và loại lớn hơn bazooka M20

Khi các binh sĩ Bắc Triều Tiên tràn qua vĩ tuyến 38 vào Nam Triều Tiên, xe tăng Liên Xô T-34/85 gần như không có đối thủ khi chống lại tại các phòng tuyến của Nam Triều Tiên. Trong thời gian này, quân đội Nam Triều Tiên không có xe tăng, chỉ có một ít pháo chống tăng và bazooka. Thật sự thì gần như toàn thể binh sĩ Nam Triều Tiên không quen với việc đối diện với xe tăng và cách chống lại chúng.
Quân đội Nam Triều Tiên có súng chống tăng, nhưng những súng này là loại M9 bazooka 60 mm lỗi thời từ Chiến tranh thế giới thứ hai. Những vũ khí này đã lỗi thời và không thể công phá phần bọc thép phía trước của T-34/T-85. Trước khi Hoa Kỳ đưa loại súng M20 bazooka 89 mm (3.5 inch) hạng nặng vào, quân đội Nam Triều Tiên không thể chống lại xe tăng Bắc Triều Tiên một cách hữu hiệu.

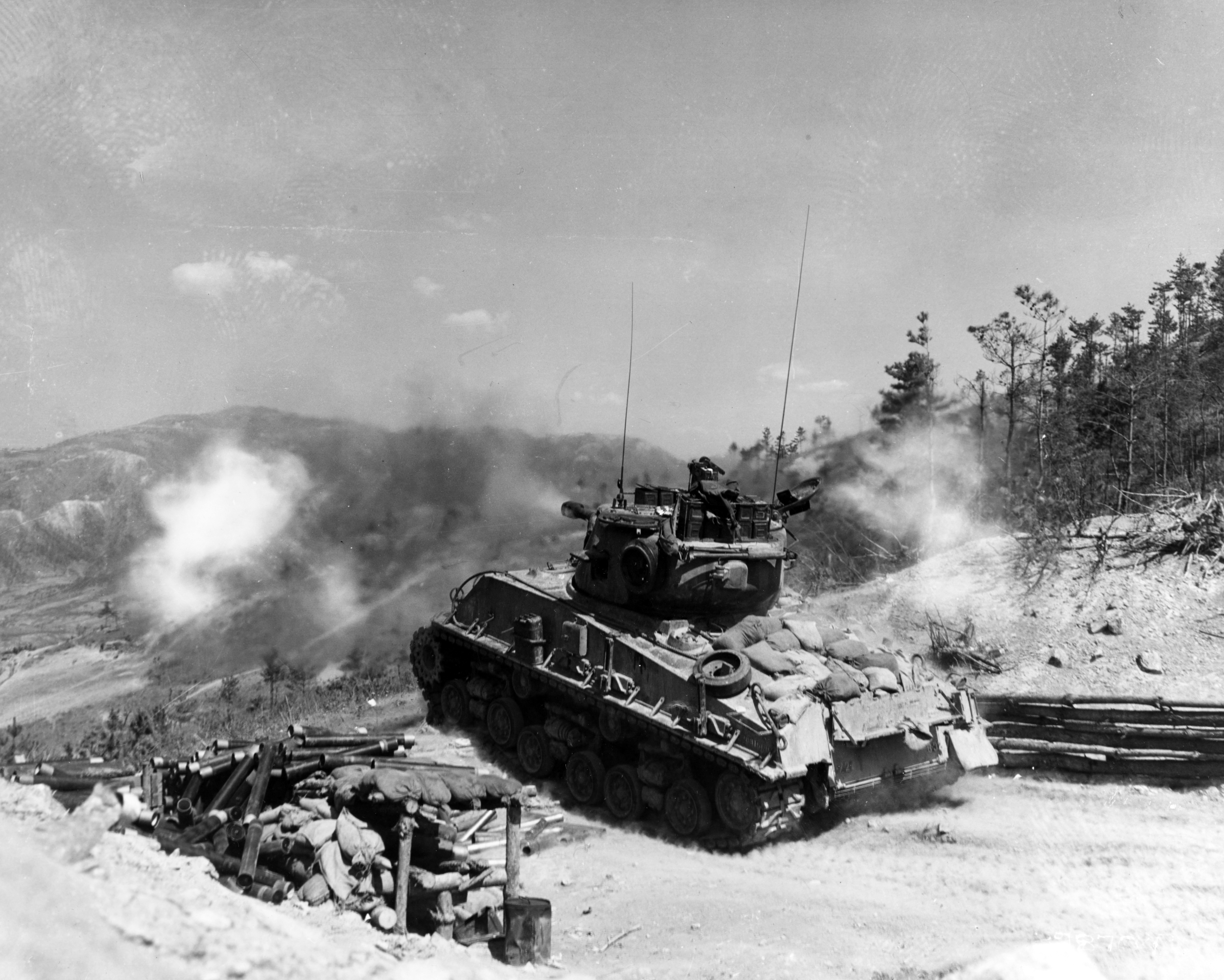
Một xe tăng Sherman bắn đại bác 76 mm vào các công sự của quân địch trên "Đỉnh đồi Napalm," để hỗ trợ Sư đoàn 8 Đại Hàn Dân Quốc ngày 11 tháng 5 năm 1952

Lúc bắt đầu chiến tranh, một số lực lượng Nam Triều Tiên được chia thành những toán cảm tử quân và áp sát các xe tăng T-34 để quăng chất nổ vào trong ổ đại bác hoặc dưới bụng xe tăng nơi mà vỏ bọc thép là mỏng nhất. Những chiến thuật này ít hiệu quả (phần lớn bộ binh bị hạ trước khi kịp tới gần xe) và không đủ để giúp chặn sự tiến công bằng xe tăng của Bắc Triều Tiên. Nhờ các ưu thế của lực lượng thiết giáp, quân đội Bắc Triều Tiên đã đạt được nhiều chiến thắng lớn trong giai đoạn đầu chiến tranh.
Các xe tăng đầu tiên của Mỹ đến Triều Tiên và tham chiến là các xe tăng hạng nhẹ M24 Chaffee được để lại Nhật Bản cho nhiệm vụ chiếm đóng sau Chiến tranh thế giới thứ hai (các xe tăng hạng nặng có thể làm hỏng đường sá Nhật Bản). Các xe tăng hạng nhẹ này có rất ít cơ hội chống lại xe tăng T-34/85 hạng trung vượt trội hơn của các lực lượng Bắc Triều Tiên. Các chuyến tàu vận chuyển sau đó gồm các xe tăng hạng nặng của Mỹ như M4 Sherman và M26 Pershing, xe tăng Centurion của Anh Quốc cũng như các khu trục cơ tấn công mặt đất của phe Đồng minh và Mỹ đã có thể vô hiệu hóa lợi thế về xe tăng của Bắc Triều Tiên.
Tuy nhiên, khác với việc sử dụng cơ giới nhiều trong Chiến tranh thế giới thứ hai, có rất ít các trận đấu xe tăng đã xảy ra trong suốt cuộc chiến Triều Tiên. Địa hình rừng núi dày đặc của đất nước khiến cho xe tăng hoạt động không hữu hiệu, nhưng nó có thể được dùng như một loại vũ khí yểm trợ từ xa, chuyên dùng pháo để bắn vào kẻ địch phòng thủ trên một ngọn đồi hay vách đá.

### Không chiến
Chiến tranh Triều Tiên là cuộc chiến tranh chính cuối cùng mà các loại khu trục cơ cánh quạt như F-51 Mustang, F4U Corsair và loại phi cơ sử dụng trên hàng không mẫu hạm là Supermarine Seafire được sử dụng, và loại khu trục cơ tuốc bin phản lực F-80 và F9F Panther xuất hiện làm chủ bầu trời, áp đảo các phi cơ cánh quạt của Bắc Hàn như Yakovlev Yak-9 và Lavochkin La-9.
Từ năm 1950, Bắc Hàn bắt đầu bay các loại phản lực cơ tiêm kích MiG-15 của Liên Xô chế tạo, một số phi cơ này được các phi công có kinh nghiệm của Không quân Liên Xô đảm nhận. Các lực lượng đồng minh Liên hiệp quốc với lý do chính đáng tham dự cuộc chiến rất lo ngại đương đầu một cuộc chiến mở rộng với Liên Xô và Cộng hòa Nhân dân Trung Hoa. Trước tiên, các khu trục cơ Liên hiệp quốc trong đó bao gồm các phi cơ Gloster Meteor của Không quân Hoàng gia Úc có một số thành công, nhưng các phi cơ MiG với chất lượng vượt trội hơn đã giữ thế thượng phong đối với các phản lực cơ thế hệ đầu mà Liên hiệp quốc sử dụng vào đầu cuộc chiến.

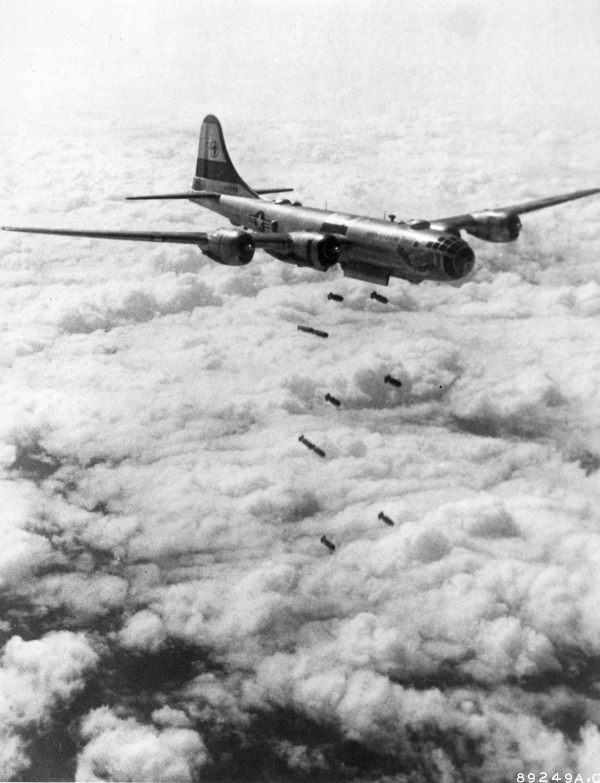
Oanh tạc cơ B-29 tấn công mục tiêu năm 1951

Tháng 12 năm 1950, Không quân Hoa Kỳ bắt đầu sử dụng phi cơ F-86 Sabre. Các phi cơ MiG có thể bay cao hơn, 50.000 ft so với 42.000 ft (12.800 mét) của phi cơ đồng minh, cho thấy lợi thế rõ ràng lúc khởi đầu của không chiến của MiG. Trong lúc bay đường trường thì tốc độ tối đa của chúng bằng nhau - khoảng 660 dặm Anh một giờ (1.060 km/giờ). Phi cơ MiG có thể vượt lên cao tốt hơn; phi cơ Sabre có thao tác bay tốt hơn và có thể chúi xuống dưới tốt hơn. Về mặt vũ khí, phi cơ MiG mang hai khẩu pháo 23 mm và một đại bác 37 mm, so với phi cơ Sabre có sáu khẩu súng máy nòng cỡ 0,5 inch (12,7 mm). Các khẩu súng máy nòng cỡ 0,5 inch của Mỹ có tốc độ bắn nhanh hơn, trong khi các khẩu pháo của MiG lại có sức phá hủy lớn hơn. Bảo trì là một vấn đề đối với phi cơ Sabre, và phần lớn phi cơ của Liên hiệp quốc đã bị giữ dưới mặt đất để sửa chữa trong suốt cuộc chiến.
Thậm chí sau khi Không quân Hoa Kỳ đưa vào sử dụng phi cơ tiên tiến hơn là F-86, các phi công của Liên hiệp quốc thường vật lộn vất vả chống lại các phản lực cơ do các phi công thiện chiến của Liên Xô cầm lái. Dần dần sau đó Liên hiệp quốc giành được lợi thế về số lượng phi cơ, và sự năng nổ tấn công của họ đã cho họ một ưu thế trên không kéo dài cho đến hết chiến tranh - một nhân tố quyết định trong việc giúp Liên hiệp quốc tiến quân vào miền bắc, và sau đó chống trả cuộc xâm lăng Nam Triều Tiên của Trung Hoa. Người Trung Hoa cũng có sức mạnh của phản lực cơ, nhưng các lực lượng Hoa Kỳ đã huấn luyện các phi công của họ trội hơn. Với việc sử dụng các phi cơ F-86F vào cuối năm 1952, các phi cơ của Liên Xô và Hoa Kỳ coi như có các đặc điểm thao tác tương tự.
Trong số các nhân tố khác giúp xoay chuyển cán cân về phía các phản lực cơ Liên hiệp quốc là chất lượng ống ngắm radar tốt hơn của các phản lực cơ F-86 (dẫn đến việc gắn các hệ thống cảnh báo radar lần đầu tiên trên các máy bay tiêm kích MiG), các mặt số dễ nhìn hơn trong phòng lái, hệ thống điều khiển và giữ thăng bằng lúc bay nhanh và bay cao tốt hơn, và sự đưa vào sử dụng bộ đồ bay chống gia tốc. Các phi công F-86 của Hoa Kỳ cho là họ đã bắn rơi 792 phi cơ MiG-15 và 108 phi cơ khác trong khi chỉ mất 78 phi cơ Sabres, một tỉ lệ vượt xa 10:1. Một số nghiên cứu sau chiến tranh chỉ có thể xác nhận 379 lần chiến thắng, mặc dù không quân Hoa Kỳ tiếp tục duy trì con số chính thức này và việc tranh luận không thể nào hòa giải được. Vừa qua, các tài liệu Liên Xô thời Stalin được tiết lộ cho là chỉ có 345 MiG-15 của Liên Xô bị mất trong suốt chiến tranh Triều Tiên.
Liên Xô tuyên bố họ đã bắn hạ 1.300 máy bay Liên quân và 335 MiG bị mất vào thời gian đó. Con số mất mát chính thức của Trung Hoa là 231 phi cơ bị bắn rơi trong các cuộc chiến đấu không đối không (đa số là MiG-15) và 168 mất mát khác. Con số mất mát của không quân Bắc Triều Tiên không được tiết lộ. Ước tính là họ mất khoảng 200 phi cơ trong giai đoạn đầu của cuộc chiến, và thêm 70 phi cơ sau khi Trung Hoa can thiệp. Liên Xô công bố bắn hạ 650 máy bay F-86, và Trung Hoa tuyên bố là hạ thêm 211 phi cơ F-86 nữa trong không chiến - có lẽ đây là sự thổi phồng. Theo một công bố của Hoa Kỳ vừa qua, con số phi cơ F-86 từng có mặt tại Bán đảo Triều Tiên suốt cuộc chiến tổng cộng chỉ có 674 và tổng số phi cơ F-86 mất vì nhiều lý do là khoảng 230 chiếc.
So sánh trực tiếp các mất mát của phi cơ Sabre và MiG có lẽ là không hợp lý, vì các mục tiêu chính yếu của các phi cơ MiG là oanh tạc cơ hạng nặng B-29, trong khi mục tiêu chính yếu của các phi cơ Sabre là MiG-15 (có nghĩa là khi không chiến, phi công MiG-15 thường sẽ nhắm vào những chiếc B-29 chứ không chủ động giao chiến với F-86).
Vào đầu năm 1951, các chiến tuyến được củng cố và không thay đổi nhiều trong suốt phần còn lại của cuộc chiến. Qua mùa hè và đầu mùa thu năm 1951, các phi cơ Sabre vượt trội về số lượng (ít nhất là 44 chiếc tại một địa điểm) của Không đoàn tiêm kích đánh chặn số 4 (4th Fighter Interceptor Wing) tiếp tục tìm mục tiêu tại Hàng lang MiG gần sông Áp Lục chống lại một vùng không phận địch có đến 500 phi cơ. Jabara, Becker, và Gibson trở thành những phi công Sabre ưu tú. Theo sau thông điệp nổi tiếng của Đại tá Harrison Thyng gửi về Lầu Năm Góc, Không đoàn tiêm kích đánh chặn số 51 đến tiếp viện Không đoàn số 4 đang bị bao vây vào tháng 12 năm 1951. Trong khoảng thời gian một năm rưỡi tiếp theo, cả hai không đoàn tiếp tục các trận không chiến tương tự tại vùng Hành lang MiG.

### Hoa Kỳ ném bom Bắc Triều Tiên
Vào ngày 5 tháng 11 năm 1950, Tướng Stratemeyer đã đưa ra mệnh lệnh: "Máy bay dưới sự kiểm soát của nhóm Không lực số 5 sẽ phá hủy tất cả các mục tiêu bao gồm tất cả các tòa nhà có khả năng trú ẩn". Cùng ngày, 22 chiếc B-29 tấn công Kanggye, phá hủy 75% thành phố. Sau khi MacArthur bị cách chức Tư lệnh Tối cao ở Triều Tiên vào tháng 4 năm 1951, những người kế nhiệm ông vẫn tiếp tục chính sách này và cuối cùng đã mở rộng nó cho toàn bộ Bắc Triều Tiên. Hoa Kỳ đã ném tổng cộng 635.000 tấn bom, trong đó có 32.557 tấn napalm tại Triều Tiên, nhiều hơn số bom dùng trong toàn bộ mặt trận Thái Bình Dương hồi Chiến tranh thế giới thứ hai.
Hầu như mọi tòa nhà lớn ở Bắc Triều Tiên đều bị phá hủy. Đại tá Mỹ William F. Dean, báo cáo rằng phần lớn các thành phố và làng quê Bắc Triều Tiên chỉ còn là đất đá vôi hoặc hoang mạc. Ngày 28 tháng 11 năm 1951, Bộ Tư lệnh không quân ném bom báo cáo về kết quả của chiến dịch ném bom của Mỹ: 95% của Manpojin, cùng với 90% của Hoeryong, Namsi và Koindong, 85% của Chosan, 75% của Sakchu và Huichon và 20% của Uiju đã bị phá hủy. Theo đánh giá thiệt hại từ phía Mỹ, "18 trong số 22 thành phố lớn ở Bắc Triều Tiên ít nhất đã bị phá hủy một nửa".

### Nguy cơ chiến tranh hạt nhân
Ngày 5 tháng 4 năm 1950, Bộ Tổng tham mưu Liên quân Hoa Kỳ (JCS) ra các chỉ thị dội bom trả đũa vào các căn cứ quân sự của Cộng hòa Nhân dân Trung Hoa bằng vũ khí nguyên tử nếu như bất cứ tập đoàn quân nào của Trung Hoa vượt biên giới vào Triều Tiên hoặc nếu các oanh tạc cơ của Cộng hòa Nhân dân Trung Hoa hay của Quân đội Nhân dân Triều Tiên mở các cuộc không kích Triều Tiên từ các căn cứ đó. Tổng thống Hoa Kỳ ra lệnh chuyển 9 quả bom hạt nhân Mark 4 "cho liên đoàn oanh tạc cơ số 9 của Không quân Hoa Kỳ, đây là đơn vị được giao phó mang loại vũ khí này... [và] ký lệnh sử dụng chúng chống lại các mục tiêu Triều Tiên và Trung Quốc". Tuy nhiên ông chưa bao giờ truyền lệnh sử dụng chúng.
Trong cuốn The Origins of the Korean War (1981, 1990), sử gia Hoa Kỳ Bruce Cumings cho biết rằng trong một cuộc họp báo ngày 30 tháng 11 năm 1950, những lời ám chỉ tấn công Quân đội Nhân dân Triều Tiên bằng vũ khí hạt nhân của Tổng thống Truman "là lời đe dọa dựa trên kế hoạch bất ngờ sử dụng bom hạt nhân, chớ không phải lỡ lời như nhiều người lầm tưởng như vậy". Ngày 30 tháng 11 năm 1950, Bộ Tư lệnh Không quân Chiến lược của Không quân Hoa Kỳ được lệnh "gia tăng khả năng của mình, và sự gia tăng này gồm có khả năng nguyên tử".
Đại sứ Ấn Độ, Kavalam Panikkar, cho biết "Truman đã thông báo rằng ông đang nghĩ đến việc sử dụng bom nguyên tử tại Triều Tiên. Nhưng người Trung Hoa dường như hoàn toàn chẳng hề lay động bởi mối đe dọa này... Họ gia tăng cường độ tuyên truyền chống sự xâm lấn của người Mỹ. Chiến dịch 'Kháng Mỹ viện Triều' trở thành khẩu hiệu thúc đẩy tăng gia sản xuất, đoàn kết quốc gia hơn, và kiểm soát chặt chẽ hơn đối với các hoạt động chống phá quốc gia. Có người còn nghĩ rằng lời đe dọa của Truman rất là hữu ích đối với các nhà lãnh đạo Cách mạng Trung Hoa, giúp cho họ giữ vững nhịp điệu hoạt động của họ".

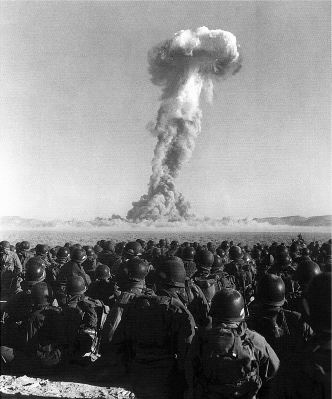
Vụ thử bom nguyên tử năm 1951. Đây là vụ nổ mang tên "Dog shot" trong Chiến dịch Buster-Jangle ngày 1 tháng 11

Tổng thống Truman lưu ý rằng chính phủ của ông tích cực xem xét đến việc sử dụng bom nguyên tử để kết thúc chiến tranh tại Triều Tiên nhưng ông cũng nói rằng chỉ có ông - với tư cách là Tổng thống Hoa Kỳ - mới có quyền ra lệnh sử dụng bom nguyên tử, và rằng ông đã chưa cho phép. Vấn đề chiến tranh nguyên tử là quyết định riêng của Hoa Kỳ, không phải là quyết định chung của Liên Hợp Quốc. Ngày 4 tháng 12 năm 1950, Truman họp với Thủ tướng Anh và phát ngôn viên Khối Thịnh vượng chung Anh Clement Attlee, Thủ tướng Pháp René Pleven, và Ngoại trưởng Robert Schuman để thảo luận những mối quan tâm của họ về chiến tranh nguyên tử và việc khả dĩ mở rộng nó trên lục địa. Hoa Kỳ kiềm chế phát động cuộc chiến tranh nguyên tử không phải vì "Liên Xô và Cộng hòa Nhân dân Trung Hoa không muốn leo thang" Chiến tranh Triều Tiên mà vì các đồng minh Liên Hợp Quốc - đáng nói là Vương quốc Anh, Khối thịnh vượng chung Anh, và Pháp - quan tâm về sự thiếu cân bằng địa chính trị khiến cho khối NATO khó phòng vệ trong lúc Hoa Kỳ đánh nhau với Trung Quốc. Trung Quốc khi đó có thể thuyết phục Liên Xô tiến công đánh chiếm Tây Âu.
Ngày 6 tháng 12 năm 1950, sau khi Trung Quốc can thiệp và đẩy lui các lục quân thuộc Bộ tư lệnh Liên Hợp Quốc khỏi phía bắc Bắc Triều Tiên, Đại tướng J. Lawton Collins (Tham mưu trưởng Lục quân Hoa Kỳ), Đại tướng MacArthur, Đô đốc C. Turner Joy, Đại tướng George E. Stratemeyer, và các sĩ quan tham mưu là Thiếu tướng Doyle Hickey, Thiếu tướng Charles A. Willoughby, và Thiếu tướng Edwin K. Wright họp tại Tokyo để thảo chiến lược đối đầu cuộc can thiệp của Trung Quốc; họ xét đến ba kịch bản tiềm năng về chiến tranh nguyên tử bao gồm những tuần và tháng kế tiếp của chiến tranh.
- Trong kịch bản đầu tiên: Nếu Quân chí nguyện Trung Hoa tiếp tục tấn công toàn lực, Bộ Tư lệnh Liên Hợp Quốc bị cấm phong tỏa và không kích Trung Quốc, không có sự tiếp viện từ phe Trung Hoa Quốc gia (Quốc Dân Đảng Trung Quốc), và không có sự gia tăng lực lượng Hoa Kỳ đến tháng 4 năm 1951 (bốn sư đoàn Vệ binh Quốc gia được dự trù đến tiếp viện) thì bom nguyên tử có lẽ được dùng tại Triều Tiên.[102]
- Trong kịch bản thứ hai: Nếu Quân chí nguyên Trung Hoa tiếp tục tấn công toàn lực, Bộ Tư lệnh Liên Hợp Quốc đã phong tỏa được Trung Quốc, thực hiện việc thám thính trên không hữu hiệu và không kích bên trong lãnh thổ Trung Quốc, binh sĩ Trung Hoa Quốc gia được sử dụng triệt để, và việc không kích bằng bom nguyên tử chiến thuật được thực hiện thì các lực lượng Liên Hợp Quốc có thể giữ vững các vị trí sâu bên trong Bắc Hàn.[102]
- Trong kịch bản thứ ba: Nếu Quân chí nguyện Trung Hoa đồng ý không vượt ranh giới vĩ tuyến 38 độ thì Đại tướng MacArthur sẽ đề nghị Liên Hợp Quốc chấp nhận một cuộc đình chiến, không cho phép Quân chí nguyện Trung Hoa và Quân đội Nhân dân Triều Tiên hiện diện ở phía nam vĩ tuyến, và yêu cầu các du kích quân của Quân chí nguyện và Quân đội Nhân dân Triều Tiên rút về phía bắc. Lục quân 8 của Hoa Kỳ sẽ ở lại để bảo vệ khu vực Seoul–Incheon trong khi đó Quân đoàn X sẽ rút về Pusan. Một ủy ban Liên Hợp Quốc sẽ giám sát việc thực thi đình chiến.[102]

Năm 1951, Hoa Kỳ leo thang gần sát đến chiến tranh nguyên tử tại Triều Tiên. Vì Cộng hòa Nhân dân Trung Hoa đã triển khai thêm các tập đoàn quân mới đến biên giới Trung-Triều nên các quả bom nguyên tử được lắp ráp sẵn sàng cho Chiến tranh Triều Tiên, "chỉ còn thiếu có lõi nguyên tử thiết yếu" tại Căn cứ Không quân Kadena, Okinawa. Tháng 10 năm 1951, Hoa Kỳ thực hiện Chiến dịch Hudson Harbor để thử khả năng của vũ khi hạt nhận. Các oanh tạc cơ B-29 của Không quân Hoa Kỳ thực hiện các vụ thực tập ném bom riêng lẻ xuất phát từ Okinawa đến Bắc Hàn (sử dụng các quả bom thông thường và hạt nhân giả), được điều hợp từ Căn cứ Không quân Yokota nằm ở giữa phía đông Nhật Bản. Chiến dịch Hudson Harbor đã thử nghiệm về "chức năng thật sự của tất cả các hoạt động mà một cuộc tấn công nguyên tử cần có trong đó gồm có việc lắp ráp và thử nghiệm, dẫn dắt, kiểm soát mục tiêu không kích từ mặt đất". Dữ liệu về cuộc thử nghiệm không kích cho thấy rằng về chiến thuật bom nguyên tử không có hiệu quả chống lại bộ binh địch vì "việc phát hiện đúng lúc quân số địch đông đảo thì rất hiếm có".

### Tội ác chiến tranh

#### Với dân thường

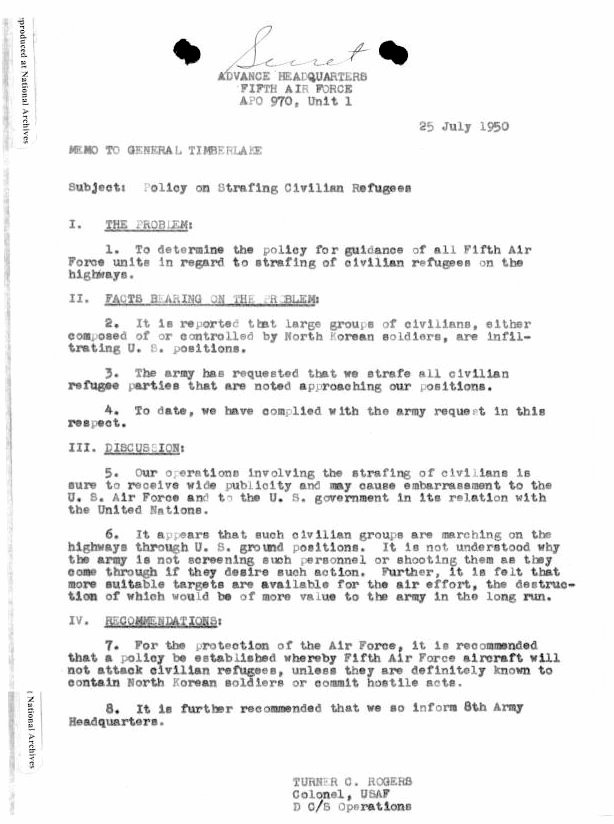
Tài liệu giải mã của Hoa Kỳ nói rằng: "Có báo cáo nói rằng nhiều nhóm thường dân đông đảo, có nhóm bao gồm và có nhóm bị điều khiển bởi binh sĩ Bắc Triều Tiên, đang thâm nhập vào các vị trí của Hoa Kỳ. Quân đội đã yêu cầu chúng ta ngăn chặn tất cả các đoàn thường dân tiến về vị trí của chúng ta. Cho đến bây giờ, chúng ta đã thực thi yêu cầu của quân đội theo mối quan tâm này." Tài liệu nói tiếp là đề nghị thiết lập một chính sách cứu xét lại việc thi hành

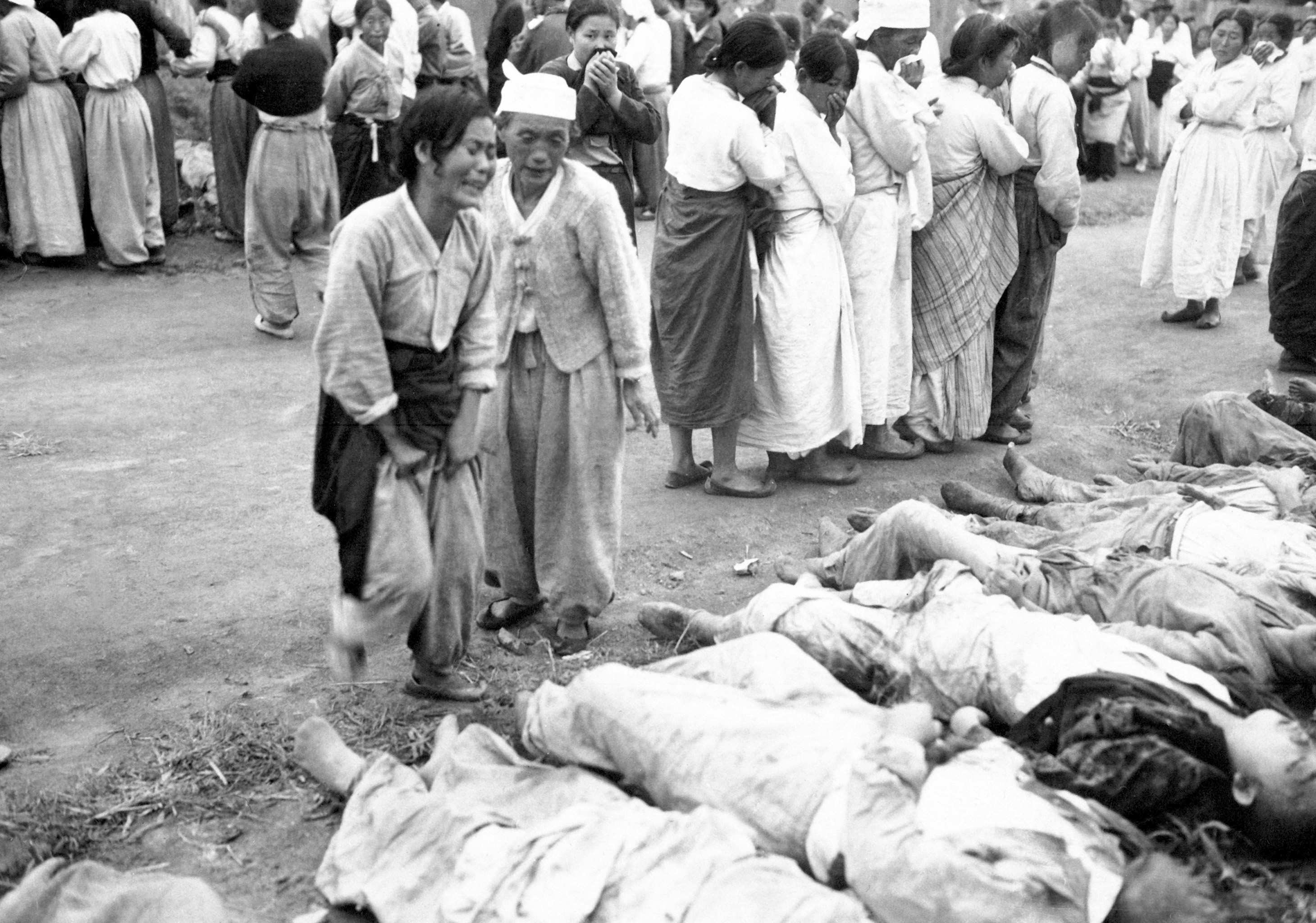
Vụ xử bắn hàng loạt tại Hamhung, 10/1950. Thi thể của 300 tù nhân bị quân Bắc Triều Tiên xử bắn

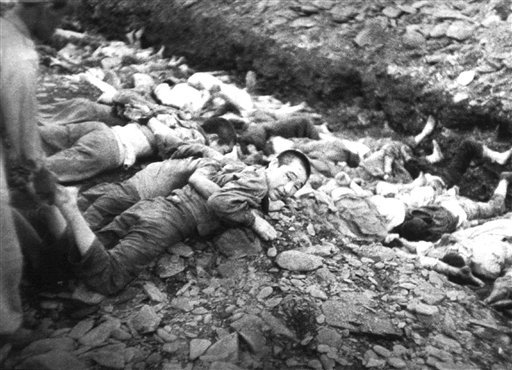
Tù chính trị bị lính Nam Triều Tiên hành quyết tập thể ở Taejon, Nam Triều Tiên, tháng 7 năm 1950, ảnh chụp bởi sĩ quan quân đội Hoa Kỳ

Khi phần lớn lãnh thổ của Nam Triều Tiên nằm dưới quyền kiểm soát của Bắc Triều Tiên, việc tàn sát chính trị được báo cáo là hàng chục ngàn người đã xảy ra tại các thành phố và làng mạc. Bắc Triều Tiên xử bắn một cách có hệ thống các quan chức của chính phủ Nam Triều Tiên và những ai thù địch đối phía họ, và các vụ tử hình như thế này gia tăng cường độ khi quân Bắc Triều Tiên rút lui khỏi miền Nam.
Về phía mình, các lực lượng bán quân sự và cảnh sát, quân đội Nam Triều Tiên, thường có sự chứng kiến của giới quân sự Hoa Kỳ và những người không bị xét xử, đã hành quyết hàng chục ngàn tù nhân cánh tả và những người có cảm tình với Bắc Triều Tiên trong những sự kiện như vụ tàn sát tù nhân chính trị của Nhà tù Daejeon và cuộc đàn áp đẫm máu trong vụ Thảm sát Jeju.
Ngay trong ngày nổ ra chiến tranh, 28/6/1950, tổng thống Lý Thừa Vãn của Nam Triều Tiên ra lệnh tử hình toàn bộ tù nhân chính trị, bao gồm cả những người bất đồng chính kiến với Lý Thừa Vãn. Họ bị gom hết vào tội danh "ủng hộ Cộng sản" (dù thực tế phần lớn số này không phải là đảng viên Cộng sản mà chỉ tỏ ra chống đối chế độ Lý Thừa Vãn). Đầu tiên là tại trại tù ở đảo Jeju cực nam Hàn Quốc, nơi các tù chính trị phạm được chia làm bốn loại là A, B, C, D, tù chính trị phạm thuộc nhóm C, D bị xử bắn lập tức theo lệnh "Hành hình toàn bộ các tù nhân thuộc nhóm C,D bằng cách xử bắn không muộn hơn ngày 6 tháng 9 (năm 1950)" của Lý Thừa Vãn. Trên quy mô toàn quốc, tất cả tù chính trị, nghi can có liên hệ với Đảng Lao động Triều Tiên trên toàn quốc, đặc biệt tại trại cải tạo Bodo League (보도연맹 사건), bị tử hình lập tức bằng mọi cách mà không có bất kì phiên tòa, phiên xét xử nào.Tù nhân bị xử bắn tập thể, hầu hết bị tống xuống hố chôn tập thể, một số bị dùng báng súng đập chết hoặc bị quăng xuống biển. Nhiều đối thủ chính trị, gia đình các tù Cộng sản, chính trị phạm bao gồm cả trẻ em cũng bị đưa vào danh sách tử hình, bản án được các binh sĩ Hàn Quốc thực thi triệt để. Gregory Henderson, một nhà ngoại giao Hoa Kỳ tại Triều Tiên vào thời điểm đó, đưa ra con số tổng cộng là 100.000 người đã bị Nam Triều Tiên hành quyết, và xác chết của những người này bị quăng vào các hố chôn tập thể.

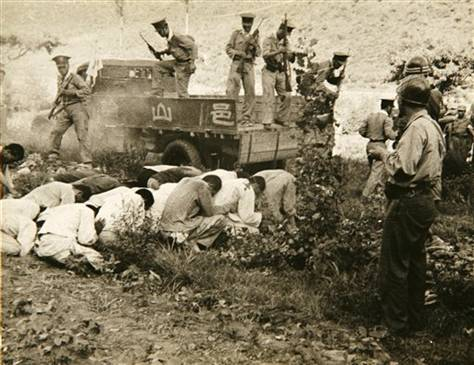
Thảm sát Liên đoàn Bodo, các tù nhân chính trị bị quân đội cùng cảnh sát Hàn Quốc xử tử hàng loạt (7/1950)

Gần đây, Ủy ban Hòa giải và Tìm sự thật của Hàn Quốc đã nhận được các báo cáo của hơn 7.800 vụ tàn sát dân sự trong 150 địa điểm khắp đất nước nơi các vụ tàn sát dân sự tập thể xảy ra trước và trong suốt cuộc chiến. Theo nhà lịch sử Kim Dong-choon, những vụ tàn sát tập thể này là "chương tàn bạo và kinh hoàng nhất cuộc chiến Triều Tiên". Ủy ban Hòa giải và Tìm hiểu sự thật ước tính ít nhất 100.000 người đã bị hành quyết. Những ước tính này dựa trên các cuộc khảo sát của các địa phương và theo ông Kim, con số thực sự có thể cao gấp hai lần và hơn thế. Trong những vụ khác, quân đội Nam Triều Tiên cũng đã cho phá hủy một số cây cầu có đông nghẹt các thường dân đang bỏ chạy khi họ không thể nào giải tỏa những cây cầu đó trước khi quân địch đến, gây ra thương vong cao cho dân thường.
Các lực lượng Triều Tiên của cả hai phía thường xuyên vây bắt và buộc tất cả các nam và nữ trong vùng hoạt động của họ nhập ngũ; hàng ngàn người trong số đó không bao giờ thấy trở về nhà nữa. Theo ước tính của R. J. Rummel, giáo sư tại Đại Học Hawaii, khoảng 400.000 công dân Nam Triều Tiên bị bắt quân dịch phục vụ trong Quân đội Bắc Triều Tiên. Trước khi Quân đội Hoa Kỳ tái chiếm Seoul vào tháng 9 năm 1950, theo chính phủ Nam Triều Tiên, ước tính có khoảng 83.000 công dân của thành phố này bị các lực lượng rút lui của Bắc Triều Tiên mang theo, số phận của họ đến nay vẫn không được biết rõ. Bắc Triều Tiên thì tuyên bố rằng những người Nam Triều Tiên đã đi theo phục vụ quân đội của họ một cách tự nguyện và không hề bị giam giữ.
Quân đội Mỹ được lệnh xem bất cứ thường dân Triều Tiên nào hiện diện tại mặt trận mà tiến về các vị trí của họ là thù địch, và được lệnh "vô hiệu hóa" họ vì sợ bị xâm nhập. Việc này đưa đến các vụ tàn sát bừa bãi hàng trăm thường dân Nam Triều Tiên bởi lực lượng Hoa Kỳ tại những nơi như No Gun Ri trong đó nhiều người tị nạn không tự vệ - đa số là phụ nữ, trẻ con và người già - bị quân đội Mỹ bắn chết và có thể đã bị Không quân Hoa Kỳ dội bom lên đầu. Gần đây, Hoa Kỳ đã thừa nhận là có chính sách "ngăn chặn thường dân" tại một số nơi ở mặt trận ở một số thời điểm.
Tháng 9 năm 1952, Uỷ ban Khoa học Quốc tế về điều tra các sự kiện về chiến tranh vi khuẩn ở Triều Tiên và Trung Quốc (ISC) đã đưa ra một báo cáo cho thấy Mỹ đã tiến hành chiến tranh sinh học trong chiến tranh Triều Tiên. Một báo cáo công bố vào tháng 2 năm 2018 đề cập đến việc Hoa Kỳ đã sử dụng vũ khí sinh học đối với thường dân Triều Tiên. Máy bay Hoa Kỳ đã thả những con bọ chét nhiễm mầm bệnh dịch hạch vào Bắc Triều Tiên vào tháng 2 năm 1952. Kể từ đầu năm 1952, nhiều ổ bệnh dịch hạch đã xuất hiện ở Bắc Triều Tiên. Ví dụ như làng Bal-Nam-Ri bắt đầu xảy ra nạn dịch hạch vào ngày 25/2/1952, trong số 600 người trong làng, 50 người bị bệnh dịch hạch và 36 người đã chết.

#### Với tù binh chiến tranh

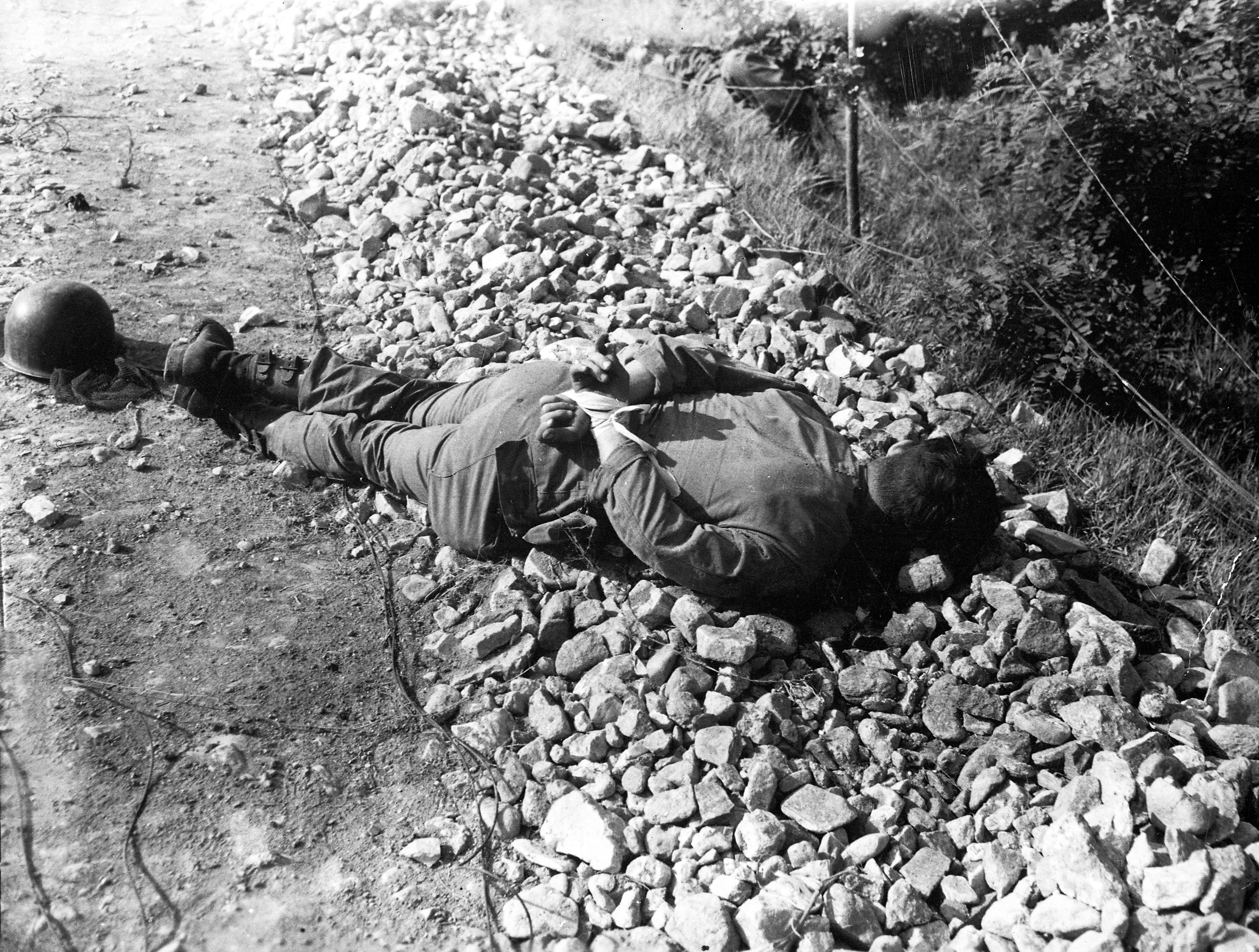
Một binh sĩ Hoa Kỳ bị các lực lượng Trung Quốc bắt làm tù binh và bị xử bắn từ sau lưng

Các tù binh chiến tranh bị cả hai phía của cuộc xung đột ngược đãi trầm trọng. Nhiều kiểm chứng lịch sử đã cho thấy có các cuộc đánh đập thường xuyên, bỏ đói, lao động cưỡng bức, hành quyết tập thể. Có những cuộc đi bộ đường xa được biết với tên gọi "đường tử thần" do Bắc Triều Tiên và Trung Hoa thực hiện chống các tù binh Liên Hợp Quốc. Các lực lượng Bắc Triều Tiên đã gây ra một số cuộc xử bắn hàng loạt các binh sĩ Hoa Kỳ bị bắt tại những địa danh như Đồi 312 và đồi 303 trong Vành đai Pusan, bên trong và xung quanh Daejeon; chuyện này xảy ra đặc biệt là trong các cuộc càn quét lúc đầu. Theo bản báo cáo của Quốc hội Hoa Kỳ: "Hơn 5.000 tù binh chiến tranh Mỹ chết vì hành động phạm tội ác chiến tranh của cộng sản và hơn 1.000 người sống sót là nạn nhân của tội ác chiến tranh. (…) Khoảng chừng 2/3 tổng số tù binh chiến tranh Mỹ tại Triều Tiên chết vì tội ác chiến tranh".
Bắc Triều Tiên và Trung Hoa tuyên bố là họ đã bắt được trên 70.000 binh sĩ Nam Triều Tiên tất cả, nhưng họ chỉ trao trả 8.000 trong số đó. Ngược lại, 76.000 tù binh chiến tranh Bắc Triều Tiên được Hàn Quốc trao trả. Ngoài con số khoảng 12.000 chết trong lúc bị bắt, theo Hoa Kỳ, có khoảng 50.000 tù binh chiến tranh Nam Triều Tiên có lẽ bị cưỡng bức gia nhập vào quân đội Bắc Triều Tiên. Theo Bộ Quốc phòng Hàn Quốc, có ít nhất 300 tù binh chiến tranh vẫn còn bị giam giữ tại Bắc Triều Tiên trong năm 2003. Vừa qua, một binh sĩ Nam Triều Tiên đã trốn thoát từ Miền Bắc và trở về nhà trong năm 2003.
Phía Nam Triều Tiên cũng có những hành động tương tự khi bị cáo buộc đã thảm sát hàng trăm nghìn lính Bắc Triều Tiên và Trung Hoa, trong đó rõ ràng nhất là cuộc thảm sát 1.800 tù nhân chính trị do quân đội miền Nam Triều Tiên thực hiện tại Daejeon, trong ba ngày của tháng 7/1950. Các nhà sử học và nhân chứng sống sót khẳng định binh lính Hàn Quốc đã hành quyết nhiều thường dân khi các lực lượng của Liên Hợp Quốc rút lui trước cuộc tấn công của quân đội Bắc Triều Tiên vào giữa năm 1950. Những nạn nhân này bị tình nghi có cảm tình với Bắc Triều Tiên và có thể cộng tác với đối phương nên bị xử bắn.
Một điều rất đặc biệt là binh sĩ Nam Triều Tiên lại trở thành nạn nhân bị ngược đãi của chính quân đội này. Trong tháng 12 năm 1950, Ủy ban Quốc phòng của Nam Triều Tiên được thành lập, quản lý 406.000 binh lính Nam Triều Tiên. Vào mùa đông năm 1951, 50.000 tới 90.000 binh lính Nam Triều Tiên đã bị bỏ đói đến chết trong khi hành quân về phía nam dưới sự tấn công của Trung Quốc, bởi các sĩ quan chỉ huy của Nam Triều Tiên đã tham ô ngân quỹ dành cho thực phẩm của binh sĩ. Sự kiện này được gọi là Khủng hoảng tại Ủy ban Quốc phòng.

## Di sản

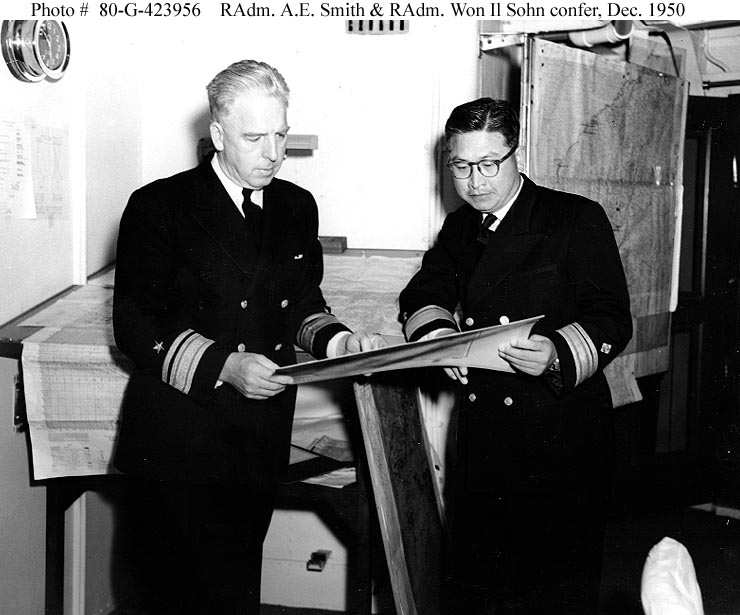
Đô đốc Allan E. Smith và Đô đốc Won Il Sohn đang bàn thảo phương án tác chiến ngày 6 tháng 12/1950

Chiến tranh Triều Tiên là một cuộc đối đầu vũ trang đầu tiên của Chiến tranh lạnh và đặt chuẩn mực cho nhiều cuộc xung đột sau này. Nó tạo ra ý tưởng cho một cuộc chiến tranh giới hạn mà hai siêu cường đánh nhau tại một quốc gia khác, khiến cho người dân tại quốc gia đó chịu nhiều sự tàn phá to lớn và chết chóc trong một cuộc chiến giữa hai quốc gia to lớn như thế. Các siêu cường tránh rơi vào một cuộc chiến tranh toàn diện với nhau, cũng như tránh việc sử dụng vũ khí nguyên tử chống lại nhau. Nó cũng mở rộng Chiến tranh lạnh đến mức độ gây lo ngại phần lớn cho châu Âu.
Chiến tranh Triều Tiên đã gây thiệt hại nặng nề cho cả hai miền Triều Tiên. Mặc dù Nam Triều Tiên trì trệ về kinh tế trong thập niên theo sau chiến tranh, song sau đó đã có thể hiện đại hóa và công nghiệp hóa. Ngược lại, kinh tế Bắc Triều Tiên hồi phục nhanh chóng sau chiến tranh, tuy nhiên, nền kinh tế của Bắc Triều Tiên từ từ tăng trưởng chậm lại sau khi bạn hàng truyền thống là Liên Xô và các nước Đông Âu bị sụp đổ. Ngày nay, nền kinh tế Bắc Triều Tiên bị tụt lại khi so sánh với nền kinh tế của Hàn Quốc. Năm 2007, Sách Dữ liệu Thế giới của CIA ước tính rằng GDP của Bắc Triều Tiên là 40 tỷ đô la Mỹ, thu nhập bình quân đầu người một năm của Bắc Triều Tiên là 1.800 đô la Mỹ. Nếu tính theo sức mua tương đương thì thu nhập của người dân Bắc Triều Tiên có thể cao hơn (đạt khoảng 6.000 - 8.000 USD/người), nhưng vẫn kém hơn đáng kể so với thu nhập bình quân đầu người/năm của Nam Triều Tiên là 24.500 đô la Mỹ.
Tại Nam Triều Tiên, các chính quyền độc tài quân sự liên tiếp thay nhau lên nắm quyền từ sau năm 1950 đến cuối thập niên 1980 với lập trường chống cộng sản rất mạnh (quân đội Nam Triều Tiên từng được cử sang tham chiến cùng Mỹ trong cuộc chiến ở Việt Nam) khiến cho phần lớn lực lượng những người ủng hộ chủ nghĩa này bị tiêu diệt và phong trào cộng sản không thể khôi phục hay tổ chức được thêm những cuộc nổi dậy lớn về sau nữa. Ngày 18/5/1980 đã xảy ra vụ nổi dậy Quang Châu (Gwangju) khi người dân địa phương đánh cướp kho vũ khí của các trạm cảnh sát địa phương để chống lại cảnh sát chính phủ của Chun Doo-hwan sau khi lực lượng này đàn áp một cuộc biểu tình ôn hòa của sinh viên địa phương. Quân đội Nam Triều Tiên được điều đến và nổ súng bắn chết khoảng 1.000 tới 2.000 thường dân.
Một vùng phi quân sự được canh phòng dày đặc (DMZ) trên vĩ tuyến 38 tiếp tục chia cắt bán đảo ngày nay. Thái độ chống cộng và chống Bắc Triều Tiên tuy không còn mạnh như trước nhưng vẫn còn hiện hữu tại Hàn Quốc ngày nay, và đa số người Hàn Quốc phản đối chính quyền Miền Bắc. Tuy nhiên, một Chính sách Thái Dương đã được đảng cầm quyền (Đảng Uri) thực hiện. Đảng Uri và Tổng thống Roh thường bất đồng với Hoa Kỳ trong các cuộc thảo luận về Bắc Triều Tiên. Đảng Đại Dân tộc (GNP) là đảng đối lập chính đối với Đảng Uri cho đến ngày nay vẫn duy trì chính sách chống chính quyền Miền Bắc. Tại Hàn Quốc, luật an ninh chống lại Triều Tiên vẫn có hiệu lực, theo đó những ai tỏ thái độ ủng hộ hoặc ca ngợi Triều Tiên có thể bị phạt tới 7 năm tù giam.
Tại Hoa Kỳ, Chiến tranh Triều Tiên đã không nhận được sự chú ý của nhiều người như Chiến tranh thế giới thứ hai hoặc Chiến tranh Việt Nam, vì vậy nó đôi khi được gọi là "Cuộc chiến bị lãng quên" (The Forgotten War).
Theo tường trình của NPR (Truyền thanh Công cộng Quốc gia) ngày 7 tháng 9 năm 2007, Tổng thống Bush đã phát biểu rằng lập trường của chính phủ ông là một hiệp ước hòa bình chính thức với Bắc Triều Tiên chỉ có thể được ký kết khi nào mà miền bắc từ bỏ các chương trình hạt nhân của họ. Theo Tổng thống Bush, "Chúng ta trông đợi đến ngày khi chúng ta có thể chấm dứt Chiến tranh Triều Tiên. Nó sẽ kết thúc - sẽ xảy ra khi ông Kim dẹp bỏ có kiểm chứng các vũ khí và chương trình vũ khí của ông ta". Có một số người đã mô tả điểm này như một sự đảo ngược chính sách thay đổi chế độ, ám chỉ đến Bắc Triều Tiên đã được phát biểu trước đây của ông Bush.
Tháng 4 năm 2018, các nhà lãnh đạo của Bắc Triều Tiên và Hàn Quốc đã gặp nhau tại DMZ, họ nhất trí sẽ bắt đầu khởi động hàng loạt các cuộc đàm phán về một hiệp ước hòa bình để chính thức chấm dứt vĩnh viễn cuộc chiến, tiến tới kỷ nguyên hòa bình, ổn định, thịnh vượng và tái thống nhất toàn vẹn bán đảo.